# 荃灣區
22°22′28″N 114°6′54″E / 22.37444°N 114.11500°E
荃灣區（英語：Tsuen Wan District）是香港十八區之一，位於香港新界西，與九龍半島相距約5公里，面積約6,194公頃。根據2021年的統計，荃灣區人口約320,094人。
荃灣區在都會區、差餉、公共房屋編配（擴展市區）、醫院聯網（九龍西聯網）、市區重建、的士經營範圍（但新界的士可行駛川龍以北、汀九交匯處以西、荃灣站）的定義下，均屬於香港市區的範圍內。
荃灣區工商活動繁盛，1950年代起便成為新界首個衛星城市及新市鎮的所在地，1985年因應區內人口急促發展而分拆出葵青區。荃灣區住宅、工商業建築林立，包括新界最高建築如心廣場亦座落於本區。此外，荃灣區是香港重要的交通樞紐，區內的荃灣路、青嶼幹線為市區進出新界西北（屯門區、元朗區）、香港國際機場和大嶼山的重要幹道。

## 地理

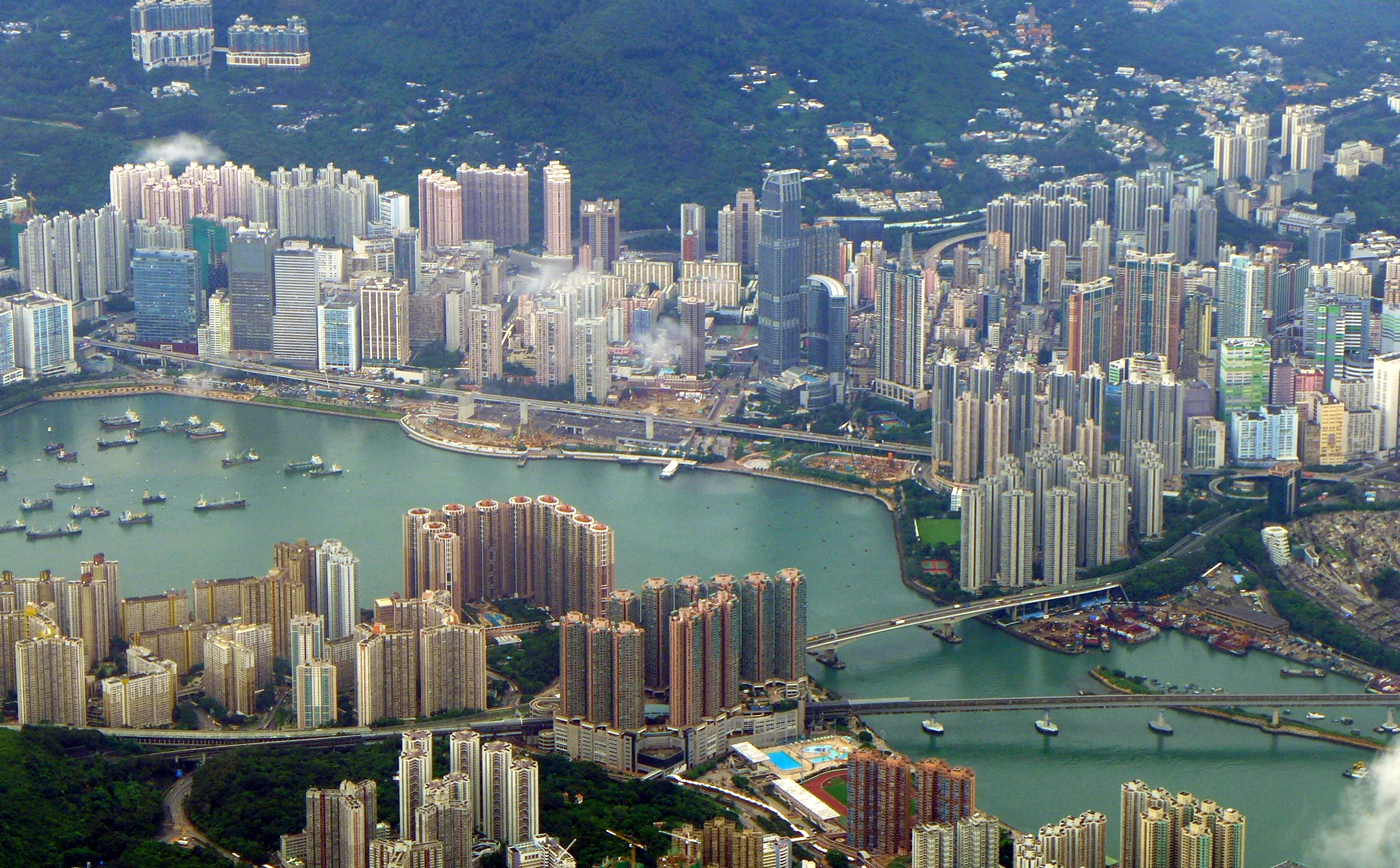
荃灣區北侧依山，南侧靠海

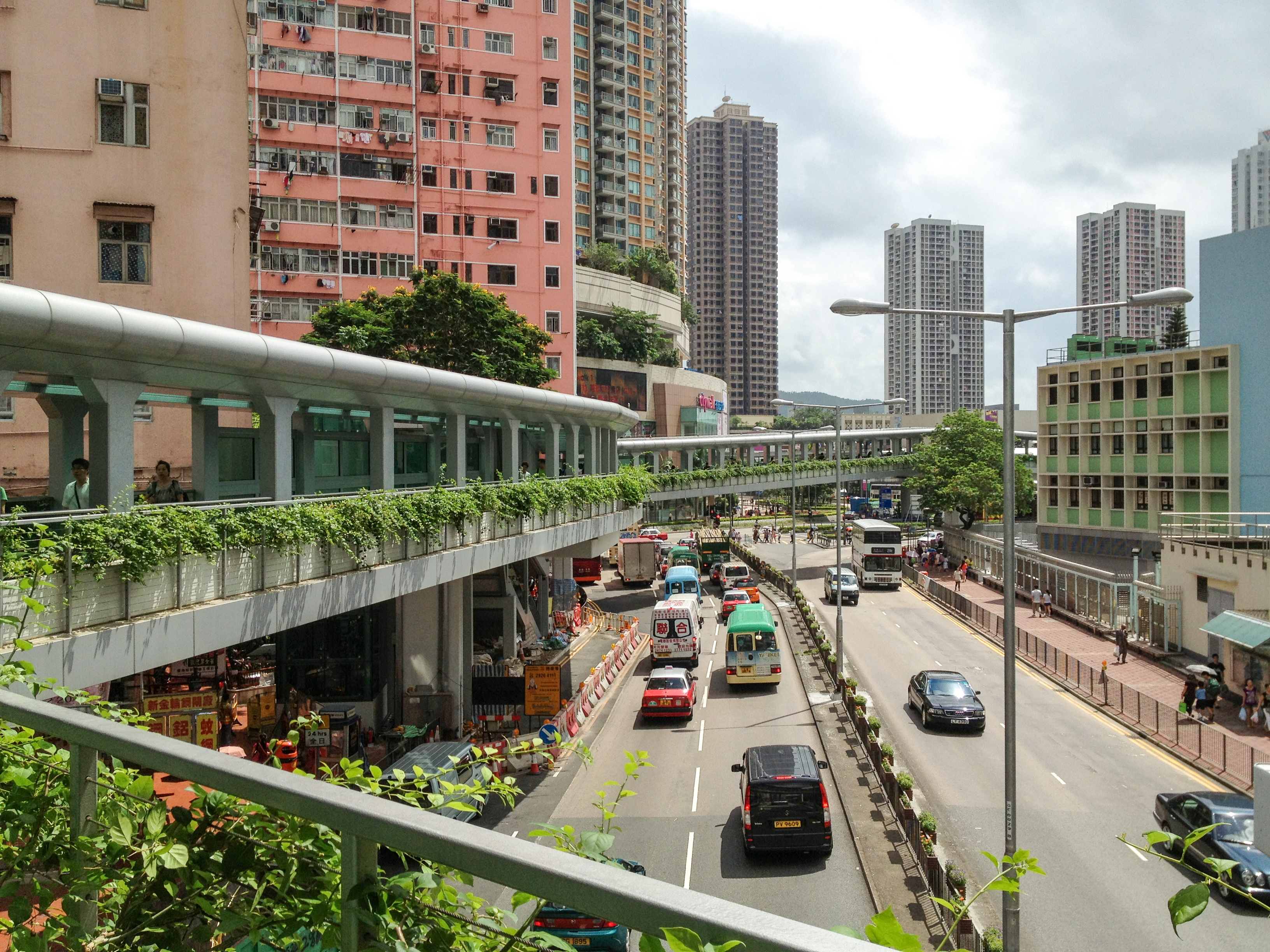
荃灣有43條行人天橋，其龐大的行人天橋網絡，可接通20個大小商場，近年被稱為「天橋之城」

荃灣區由荃灣區議會所管轄，該區議會在1981年4月1日成立，一直被視為香港最早成立的區議會之一，因為該會的前身荃灣康樂市容諮詢委員會於1976年成立，該會在1977年改名為荃灣諮詢委員會，於1981年改變組織為荃灣區議會。荃灣區除了荃灣新市鎮，亦包括油柑頭、汀九、深井、青龍頭、嘉龍村、石圍角、老圍、梨木樹、和宜合、大窩口部份地區、馬灣島、大嶼山北部的外飛地（例如陰澳、青洲仔半島）等地方。
荃灣區北部是以山地為主，包括荃景圍、荃錦公路、石圍角邨至梨木樹邨，但青山公路－荃灣段、大河道、沙咀道及德士古道之間以南的土地，大部份均是填海得來，包括柴灣角工業區、福來邨、祈德尊新邨、荃灣廣場、荃灣西站、如心廣場、萬景峰、御凱、寶石大廈、爵悅庭及德士古工業區等。
1981年成立時，荃灣區議會的人口已達606,864人，佔全港12%及新界46%人口。荃灣區議會管轄範圍包括整個荃灣新市鎮（荃灣、葵涌及青衣），東至金山郊野公園西面界線，南至荔景山路九華徑及荔景臺，西至青龍頭嘉龍村，北至大帽山郊野公園近荃錦坳和城門郊野公園近鉛鑛凹，而馬灣和大嶼山東北部也是荃灣區的範圍。荃灣區海域雖然位於新界，其部分海域（汀九橋以東）仍被香港政府定義為維多利亞港範圍，屬香港都會區。
隨著荃灣新市鎮發展而令荃灣區人口不斷增加，政府為減輕區會資源分配的負擔，重新劃分地方行政區，於1985年4月1日成立葵涌及青衣區議會（1988年4月1日改稱葵青區議會），集中服務葵涌及青衣居民。荃灣區重新劃界，東面以城門道、和宜合道、昌榮路、青山公路及德士古道為界，南面以汀九海岸線和馬灣海峽為界，西面仍以青龍頭嘉龍村為界，北面仍以大帽山郊野公園近荃錦坳和城門郊野公園近鉛鑛凹為界，馬灣及大嶼山東北部（包括陰澳、竹篙灣）仍歸屬荃灣區。全區總面積約61.94平方公里。
荃灣區近年的發展重點是萬景峰，是當年市區重建局最大的一項重建計劃，本身位處荃灣舊區的七街由楊屋道、沙咀道、大河道、西樓街、河背街、新村街及禾笛街組成，面積達20,000平方米，重建項目由信和集團所擁有，興建接近2,000個住宅單位的高級住宅樓宇，並且將建有一個接近300,000平方呎的大型購物商場荃新天地。重建項目完成後，加上近期由華懋集團發展的如心廣場啟用，形成荃灣區的新地標。

## 歷史

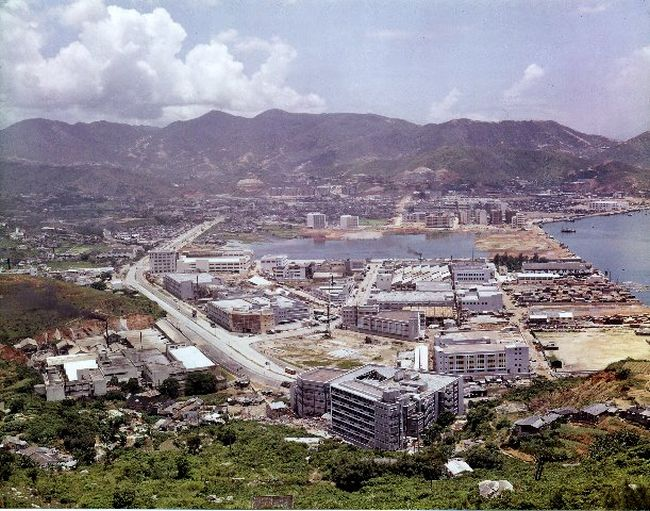
1961年的荃灣

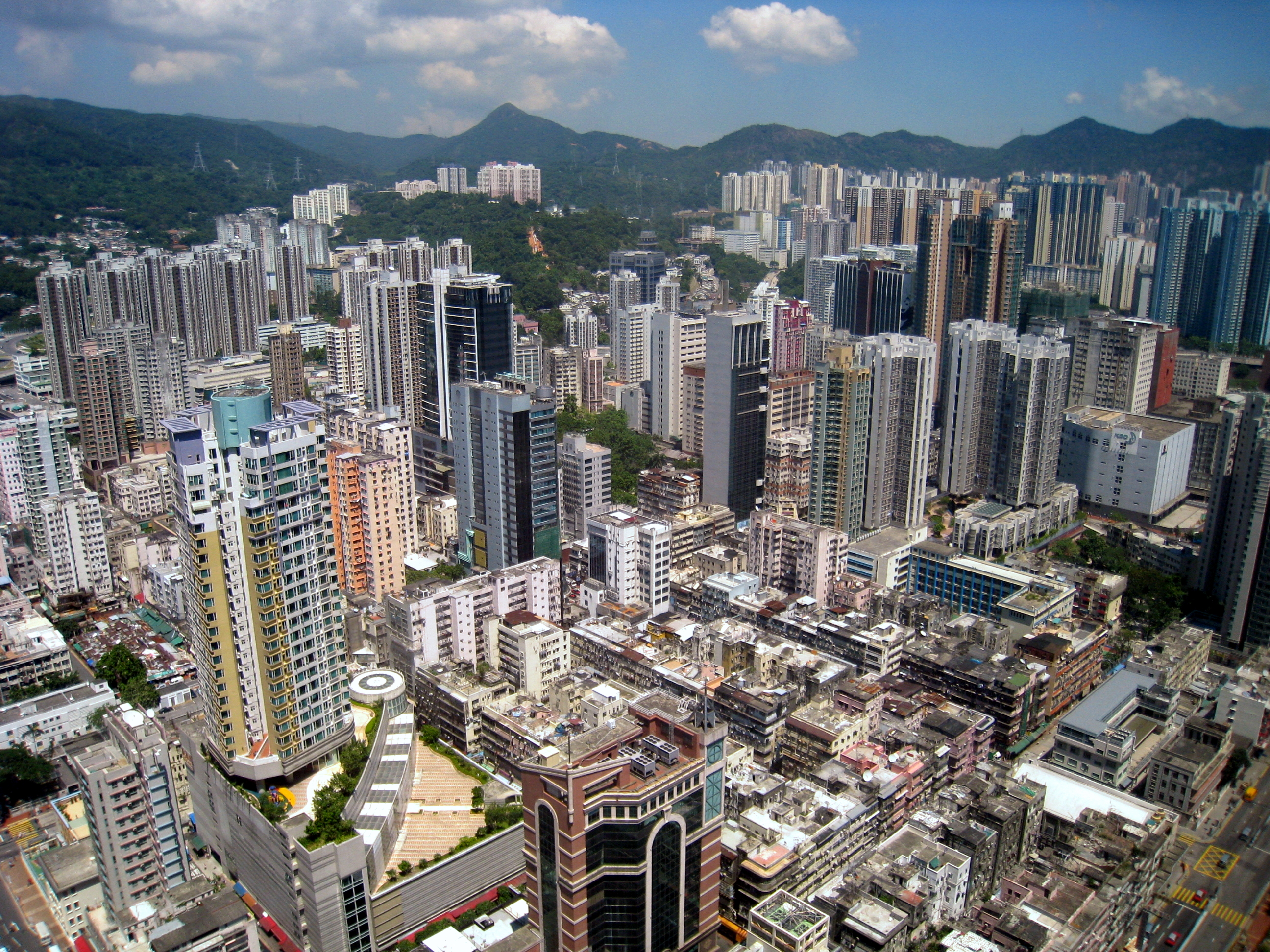
2008年的荃灣

- 荃湾區内的柴湾角及馬灣曾發現新石器時代及東漢文物[11]
- 秦至東晉初年，今天的荃灣地區轄於南海郡番禺縣。
- 東晉咸和六年（331年），設寶安縣，轄地包括今天的荃灣和葵青地區。
- 南宋景炎二年九月（1277年），宋端宗的流亡朝廷從官富場逃到淺灣，同年十一月元將劉深襲淺灣，朝廷被逼再逃亡。當地居民曾於荃灣北部的城門谷建石城抵抗劉深。[11]
- 明朝萬曆元年（1573年），新安縣設立，轄地包括今天的荃灣和葵青地區。
- 荃灣古稱為「淺灣」，據說是因該處海灣水淺而得名。「淺灣」一名亦屢見於明朝和清朝的地圖和文獻，包括新安縣志等。[11]
- 南明永曆年間，參將李萬榮曾於荃灣北部的城門谷至針山一帶建石城抗清。[11]
- 清初時，荃灣曾經有多個名稱，包括「淺灣」、「荃灣約」、「全灣約」、「完灣」、「團灣」、「月兒灣灣」和「全灣」。
- 清康熙8年（1669年），遷界令一度放寬時，才开始有操客家話的客家人遷入新安縣，其包括今天的荃灣區，並沿青山道成立大約26個村落，其中最早建立的有老圍村。
- 清乾隆51年（1786年），三棟屋由陳姓客家人在廣東的支系所建立，成為香港最古老的圍村之一。海壩是區內另一條較大型和知名的客家原居民村落，為雜姓，建於18世紀至19世紀。[11]
- 1898年，清政府和英國簽訂《展拓香港界址專條》，將深圳河以南一帶納入英國殖民地，今天的荃灣區便脫離新安縣轄地，成為香港的範圍。英國租借「新界」後，把新界分成「八約」管治，當時荃灣區屬於「九龍約」。
- 19世紀末，當時約有3,000人的荃灣區分為4個「約」：海壩、葵涌、青衣及石圍角，4約首領組成「荃灣全安局」，維持荃灣地區的治安。
- 1906年，政府開始成立「理民府」制度來管治新界，把新界分成南北兩約，荃灣以北之地歸「北約」，荃灣則屬「南約」，所在地設在香港島。
- 1941年12月，日本領佔香港，荃灣被歸入九龍，自成一區稱為「荃灣區」。
- 1948年，立法局通過「新界行政法例」，荃灣再次歸入「南約」管轄。
- 1950年代，國共內戰使中國大陸大批民眾湧入香港，因此同時引入大量資金、技術及廉價勞工，荃灣亦在德士古道、楊屋道及柴灣角一帶興建多間工廠，令當時的荃灣工業發展蓬勃。
- 1952年，荃灣遊樂場開幕。
- 1959年，四季大廈正式入伙。
- 1960年代，楊屋道球場開幕，為區內首個有球場的運動場地。
- 1961年，香港政府通過「荃灣衛星城市發展計劃」，並將進行大規模填海工程，興建多個公共屋邨及基本建設，當時仍屬荃灣區的大窩口邨落成，是當時區內首個公共屋邨，也是今天葵青區的首個公共屋邨。同年，雅麗珊社區服務中心落成啟用，是當時全港第2個社區中心。
- 1963年，福來邨落成，是是當時區內第二個公共屋邨，也是今天荃灣區的首個公共屋邨。
- 1964年，當時仍屬荃灣區葵涌邨落成，是區內第三個公共屋邨，也是今天葵青區的第二個公共屋邨。
- 1966年，荃灣從「南約」分治出來，獨立成約，稱為「荃灣約」。
- 1972年，當時仍屬荃灣區的葵涌貨櫃碼頭一號、二號及三號碼頭啓用。
- 1973年，仁濟醫院啟用。
- 1974年，為配合青衣島的發展，青衣南橋通車，今青衣島屬葵青區。
- 1975年，當時仍屬荃灣區的瑪嘉烈醫院落成並啓用。
- 1976年，當時仍屬荃灣區的葵涌貨櫃碼頭四號碼頭啓用。
- 1977年，政府宣佈在新界成立不同地區的諮詢委員會，在荃灣設立「荃灣地區諮詢委員會」，鞏固了日後成立「荃灣區議會」的基礎。
- 1978年11月，當時仍屬荃灣區的和宜合道運動場啓用，為荃灣區第二個有大型球場的運動場（第一個為楊屋道球場），也是現今葵青區首個的運動場。
- 1979年，區內第一個大型私人屋苑荃威花園落成。同年，當時仍屬荃灣區的葵涌運動場落成啓用。
- 1980年，荃灣大會堂啟用，成為香港第三個大會堂。
- 1981年，荃灣區議會成立。當時仍屬荃灣區的葵涌醫院於同年10月15日啓用，為荃灣區首所服務精神病病人的醫院。
- 1982年，地鐵（今港鐵）荃灣綫於5月10日正式投入服務，並取代觀塘綫直通尖沙咀站及中環站而成為主線。
- 1983年，連接屯門藍地及荃灣，柴灣角的屯門公路全線通車。
- 1985年，葵涌及青衣區議會成立，葵涌及青衣正式脫離荃灣區。
- 1987年，三棟屋博物館完成修建工程，加設了博物館設施，供市民免費參觀。
- 1990年，城門隧道正式通車，荃灣公共圖書館啟用。
- 1991年，荃灣海濱公園啟用。
- 1992年，荃灣廣場落成。
- 1995年，區域市政局宣布區內泳灘受到污染，不宜在此地方游泳。
- 1996年，德華公園展覽廳正式啟用。
- 1997年，城門谷公園啟用。
- 1998年，地鐵（今港鐵）機場快綫及東涌綫正式投入服務，香港國際機場、青馬大橋、汀九橋、汲水門大橋及大欖隧道落成啟用，由於鄰近機場及大欖隧道間接加速荃灣區的發展，城門谷運動場及荃灣公園亦啟用。愉景新城建成，楊屋道球場關閉。
- 2000年7月，荃灣經青衣到中環的小輪航綫，因客量少而停辦。
- 2003年，九廣西鐵（今港鐵屯馬綫）荃灣西站通車。
- 2005年，地鐵（今港鐵）迪士尼綫正式投入服務，香港迪士尼樂園亦落成。地產商亦紛紛在區內興建多項高級酒店及住宅項目。
- 2007年，如心廣場建成，是當時全香港第五高的樓宇。現時則是全香港第六高樓，但仍保持著全新界第一高樓的位置。
- 2008年7月31日，荃新天地開幕。同年10月，如心廣場商場對外開放。
- 2009年11月底，「荃灣行人天橋網絡擴充計劃」[12] 動工，連接港鐵荃灣西站及荃灣站一帶的行人天橋網絡，並延伸至荃灣東部關門口街及至西部的大涌道，2013年中啟用，成為全港規模最大及最長的行人天橋系統。
- 2011年9月16日 政府慶祝荃灣新市鎮成立50週年，在藍巴勒海峽舉行了歷時20分鐘50秒的煙火匯演。
- 2012年2月7日，鱟地坊最後一天營業，暑假拆卸重建，但重建後變成有規劃室內商區。
- 2019年9月25日，西樓角花園重建後重新開放。[13]

## 行政區劃

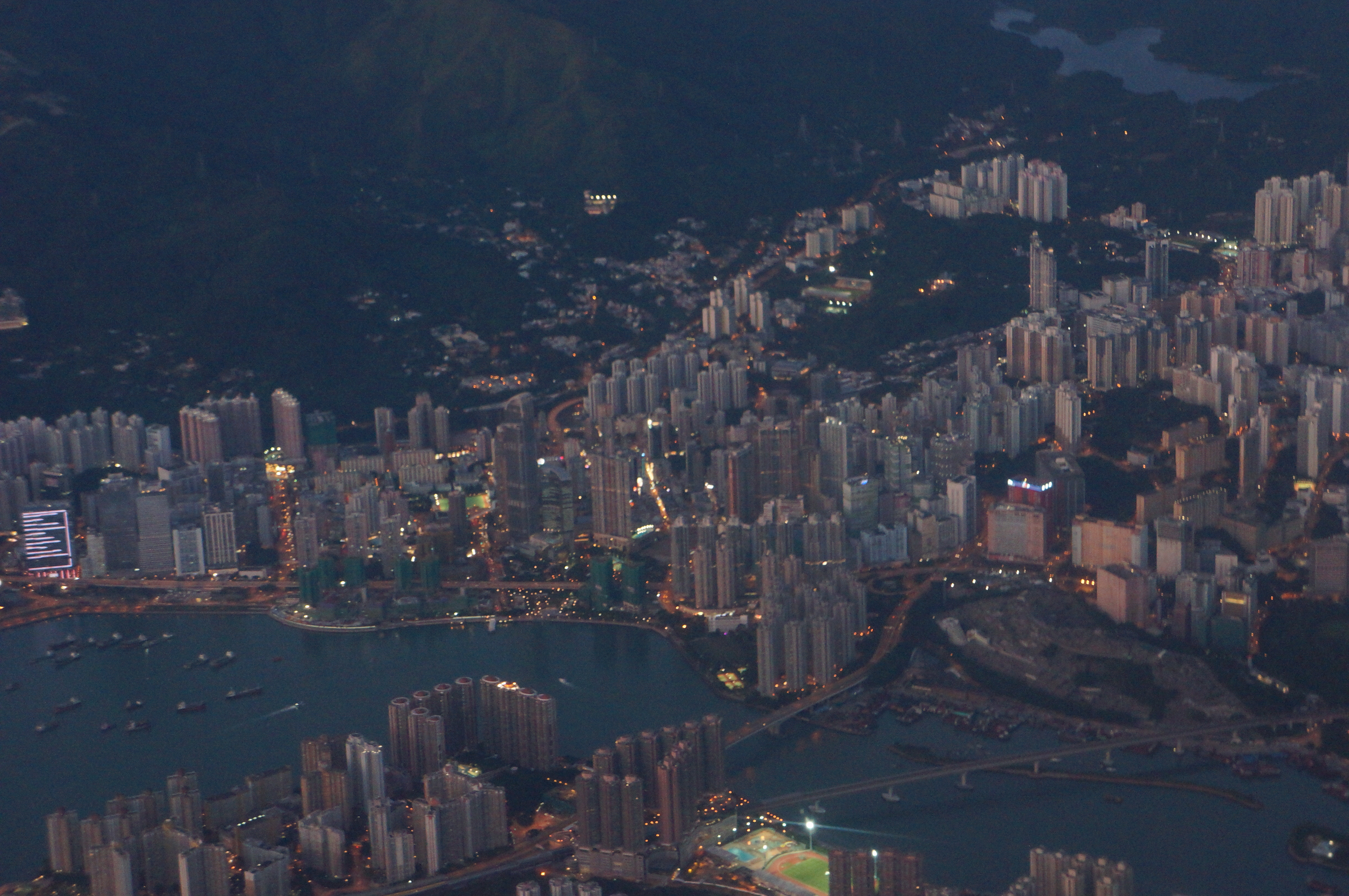
晚上的荃湾區北侧依山，南侧靠海

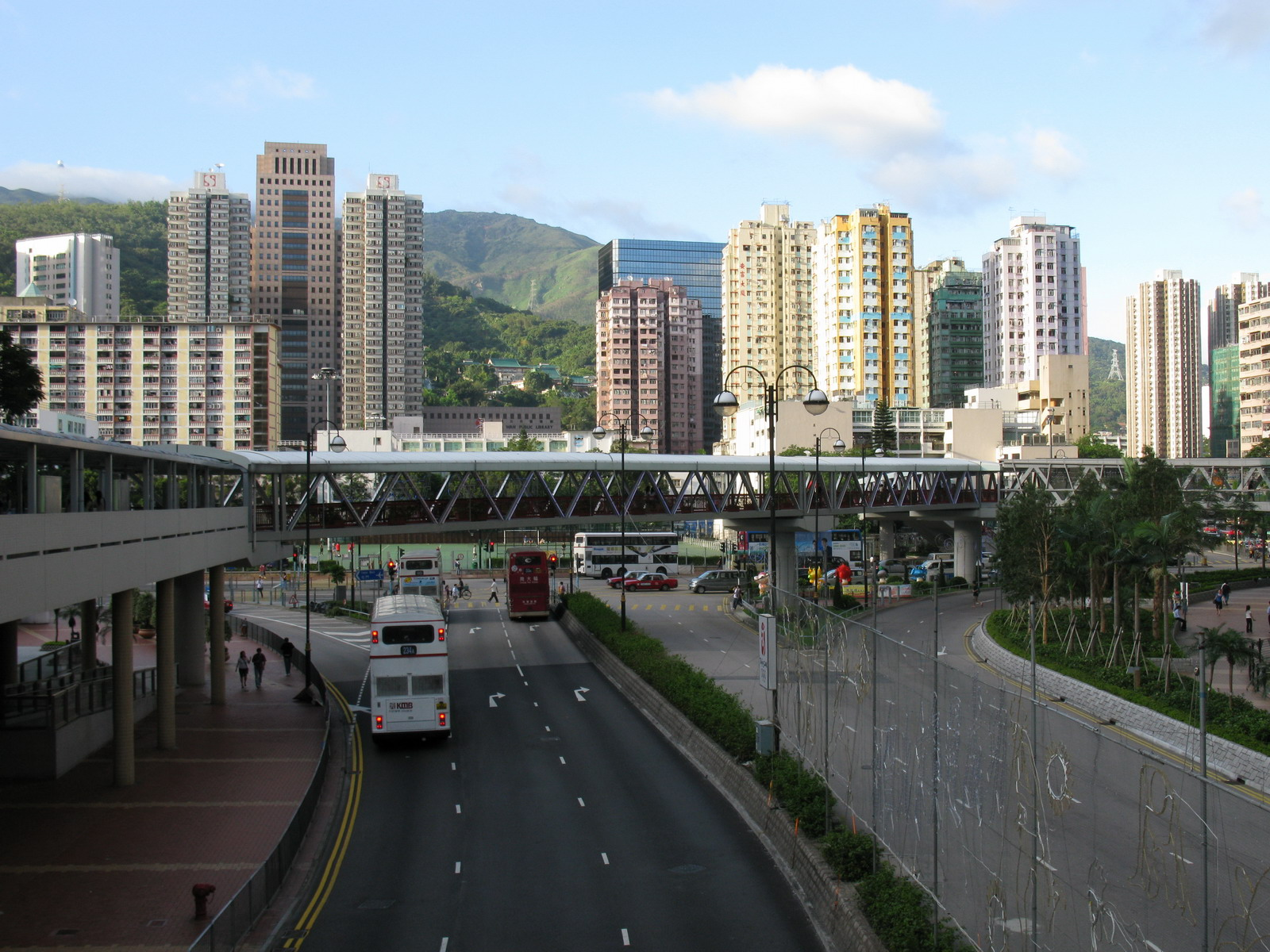
荃灣市中心

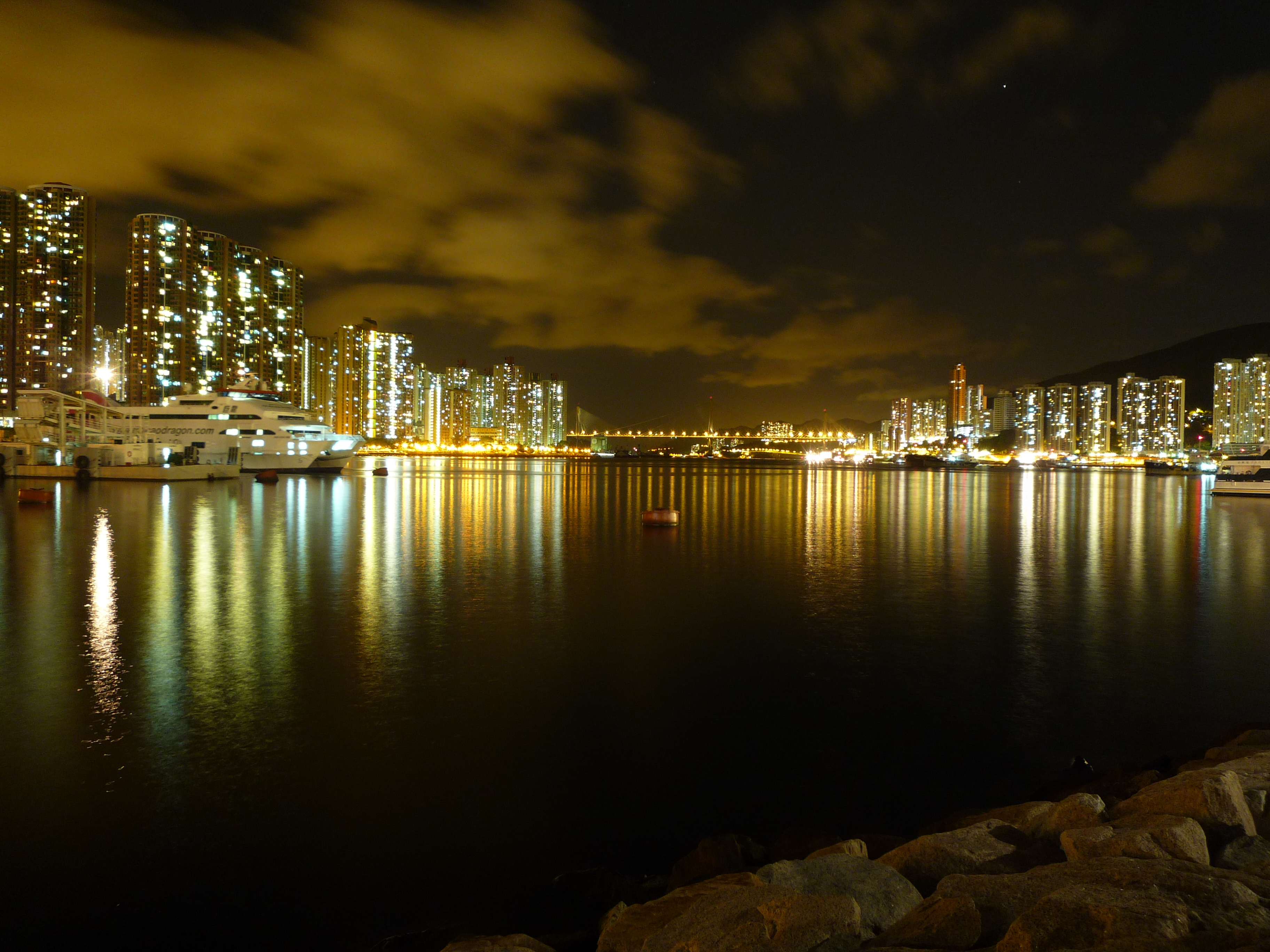
荃灣海濱公園一景

### 民政事務專員
現任荃灣區民政事務專員為區家盛先生，於2021年11月29日接替葉錦菁出任該區專員。

#### 歷任荃灣市鎮專員／高級政務專員
- 許舒(荃灣市鎮專員；任期：1976年6月23日-1982年2月15日)
- 麥高樂(荃灣市鎮專員；任期：1982年2月15日-1983年3月31日)
- 麥高樂(荃灣高級政務專員；任期：1982年4月1日-1983年2月6日)

#### 歷任荃灣政務專員
前為理民官
- 麥高樂(署任；任期：1982年4月1日-1982年7月8日)
- 鍾麗幗(任期：1982年7月9日-1985年4月7日)
- 苗華安(任期：1985年7月30日-1987年4月7日)
- 蕭偉全(任期：1987年4月8日-1990年4月16日)
- 楊立門(任期：1990年5月14日-1993年4月5日)
- 周達明(任期：1993年5月10日-1996年3月6日)
- 余嘉勳(任期：1996年3月17日-1997年5月2日)
- 葉采芊(任期：1997年5月5日-1997年6月30日)

#### 歷任荃灣民政事務專員
- 葉采芊(任期：1997年7月1日-2003年11月30日)
- 陸仿真(任期：2003年12月1日-2005年9月26日)
- 劉陳淑珍(任期：2005年9月27日-2009年3月31日)
- 張岱楨(任期：2009年4月3日-2012年5月13日)
- 葉錦菁(任期：2012年5月14日至2021年10月17日)
- 區家盛(任期：2021年11月29日至今)

### 區議會
荃灣區議會，於1981年成立，是香港十八個區議會之一，負責協助處理荃灣區的事務。
荃灣區議會負責就該區的社區設施、衞生環境、運輸及交通、房屋政策及居住環境改善等事宜，向政府反映意見。第七屆荃灣區議會有由4名民選議員、8名地區委員會界別議員、8名委任議員及2名當然議員，共22名區議員（不包括主席，主席不屬區議員），现全屬建制派，區議會主席是荃灣民政事務專員區家盛。

### 統計資料
根據2011年的人口普查資料，荃灣區的人口資料如下：
| 人口特徵 - 人口： 304,637 人 - 15歲以下： 12.9% - 15至24歲： 10.8% - 25至44歲： 32.7% - 45歲至64歲： 30.6% - 65歲及以上： 12.9% - 年齡中位數： 41.3 歲 - 十五歲及以上從未結婚人口比例 - 男性： 30.3% - 女性： 27.6% 教育 - 20歲及以上非就學人口具專上教育程度比例： 29.8% 勞動人口特徵 - 勞動人口： 161,916 人 - 勞動人口參與率 - 男性： 68.1% - 女性： 55.1% - 合計： 61.0% - 工作人口每月主業收入中位數： 13,000 港元 | 住戶特徵 - 家庭住戶數目： 102,570 戶 - 家庭住戶平均人數： 2.9 人 - 家庭住戶每月收入中位數： 24,100 港元 房屋特徵 - 有家庭住戶居住的屋宇單位數目： 101,989 個 - 每個屋宇單位的平均家庭住戶數目： 1.206 戶 - 自置居所住戶在家庭住戶總數目中所佔的比例： 58.7% - 家庭住戶每月按揭供款及借貸還款中位數： 8,000 港元 - 按揭供款及借貸還款與收入比率中位數： 19.7% - 家庭住戶每月租金中位數： 1,880 港元 - 租金與收入比率中位數： 15.6% |

## 社區環境

### 公共屋邨
荃灣區早在1970年代進行大規劃發展，而當時香港房屋委員會才剛剛成立，1959年荃灣首個公共屋村四季大廈落成。但時至今日區內的公共屋邨不經不覺已經超過五十年歷史，大部分建築物已經殘破不全，部分屋邨隨著區內迅速發展而清拆興建新型屋邨。目前區內的大型屋邨以私人屋邨為主。公共的大型屋邨計有6條由香港房屋委員會發展的屋邨，3條（原有4條）由香港房屋協會發展的屋邨。
香港房屋委員會屋邨包括：
- 象山邨
- 福來邨
- 梨木樹（一）邨
- 梨木樹（二）邨
- 梨木樹邨
- 石圍角邨

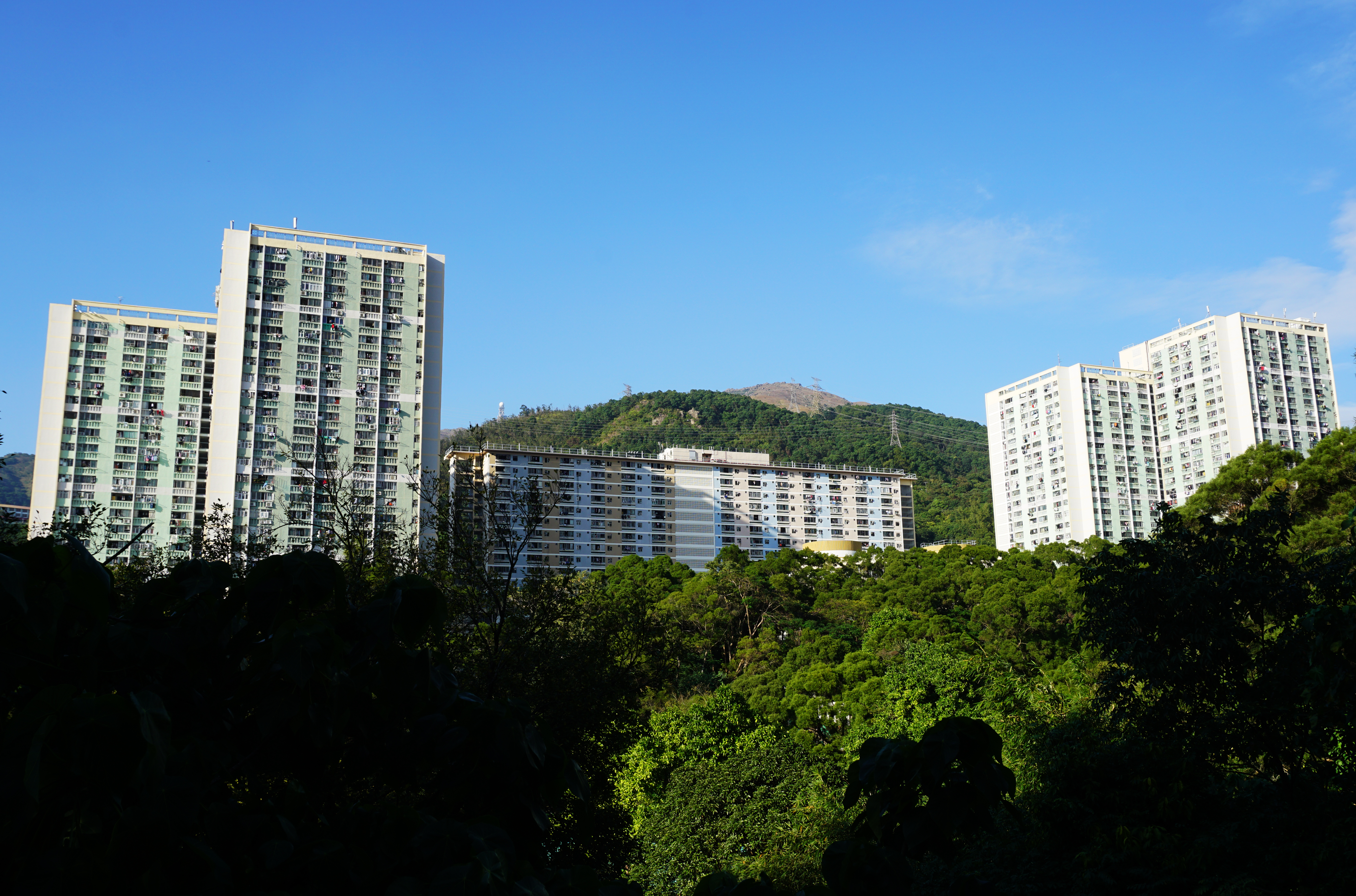
象山邨
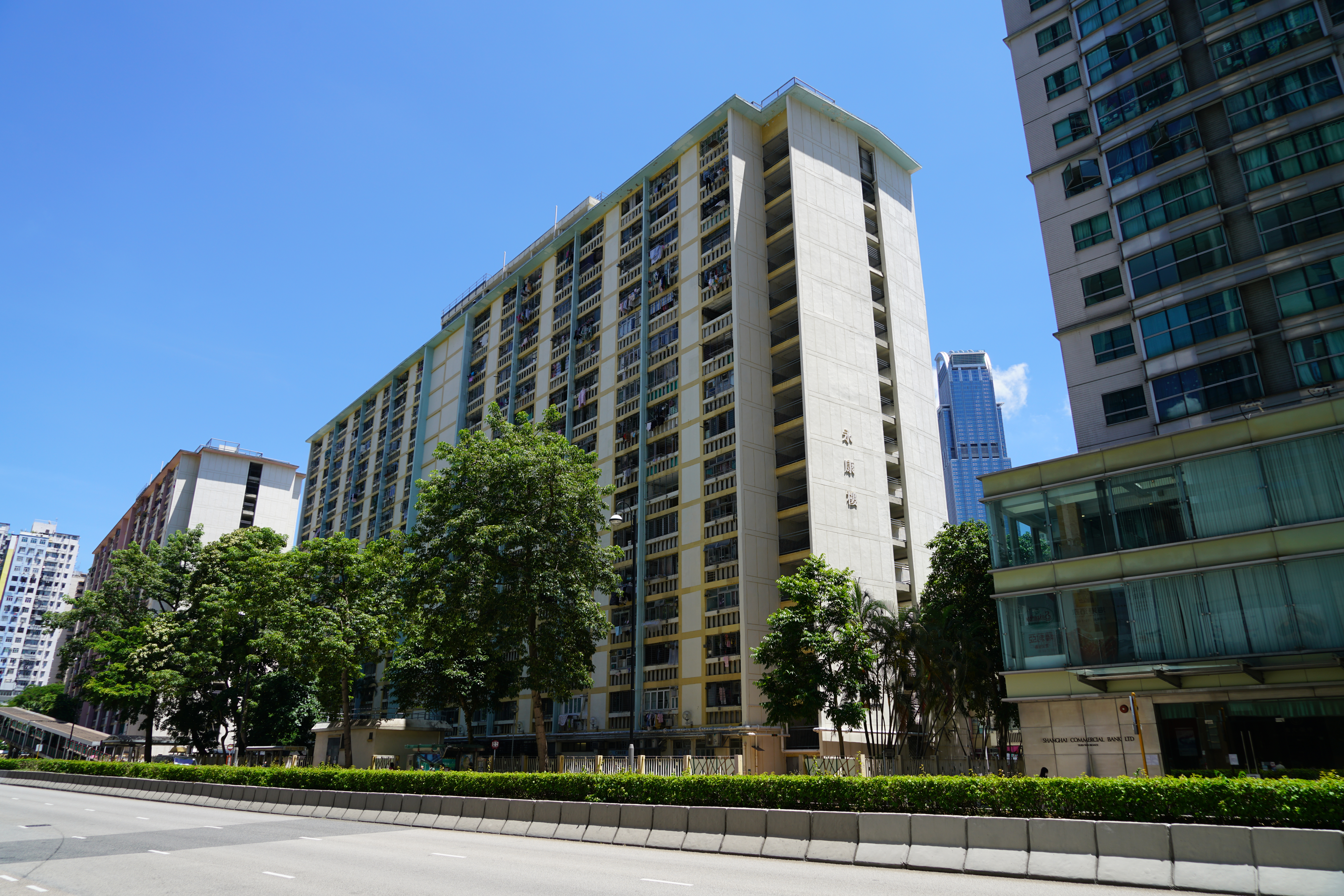
福來邨
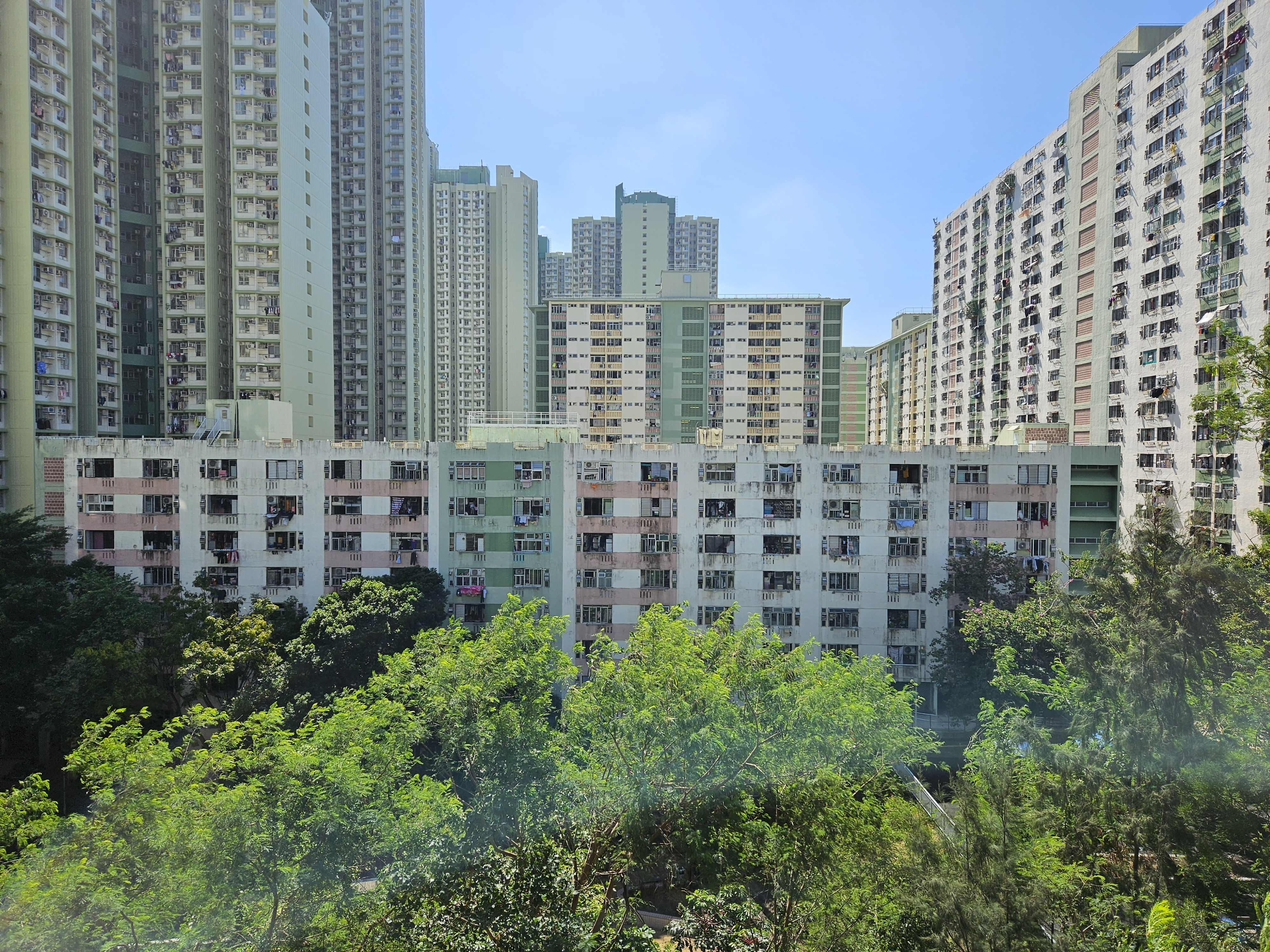
梨木樹（一）邨、梨木樹（二）邨及梨木樹邨
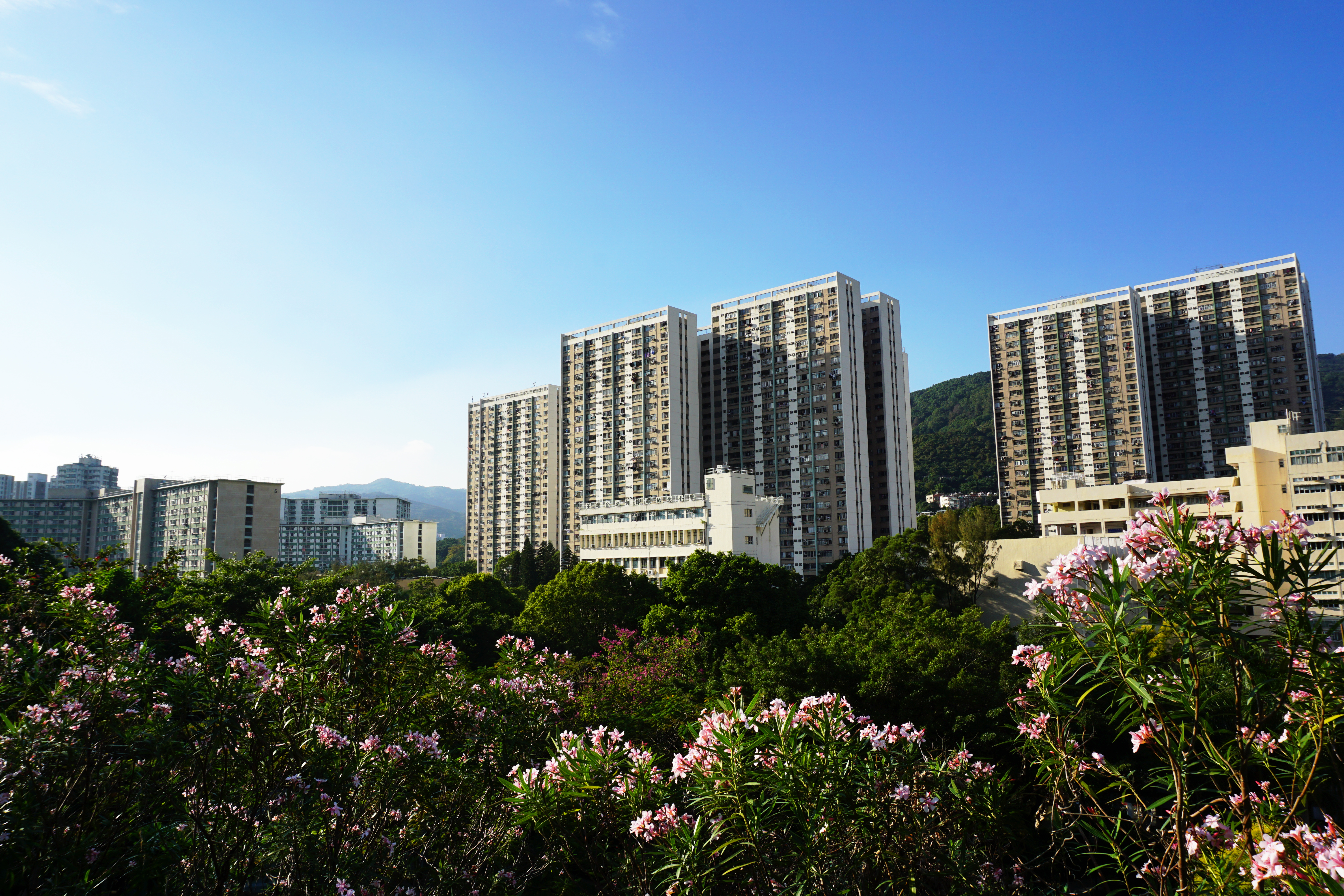
石圍角邨

香港房屋協會屋邨包括：

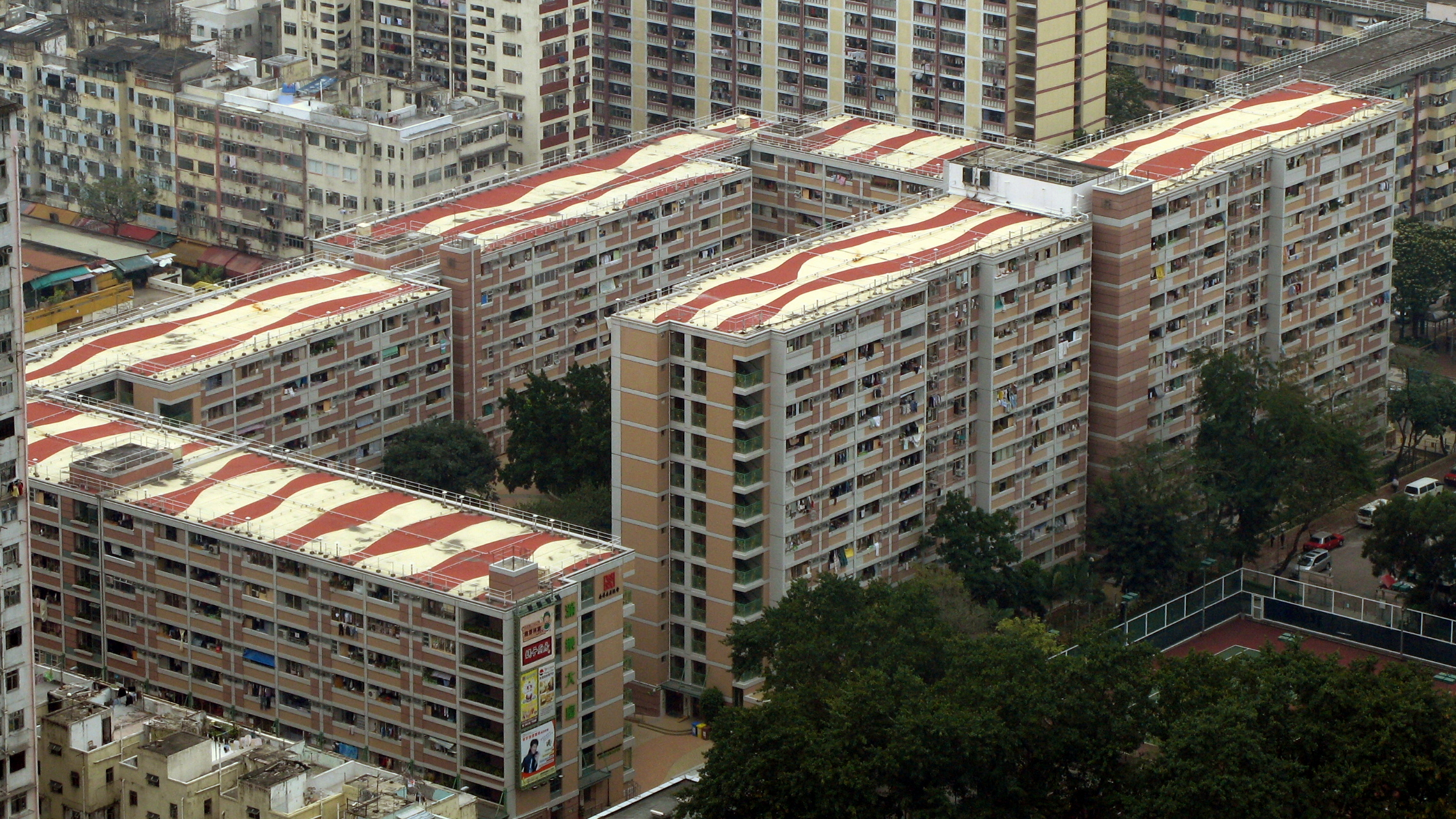
四季大廈 - （已清拆，1959年落成，位於沙咀道／大河道附近，原有4幢樓宇：春明樓、夏雨樓、秋趣樓及冬隱樓，1990年清拆，原址成為市區重建局商住項目）
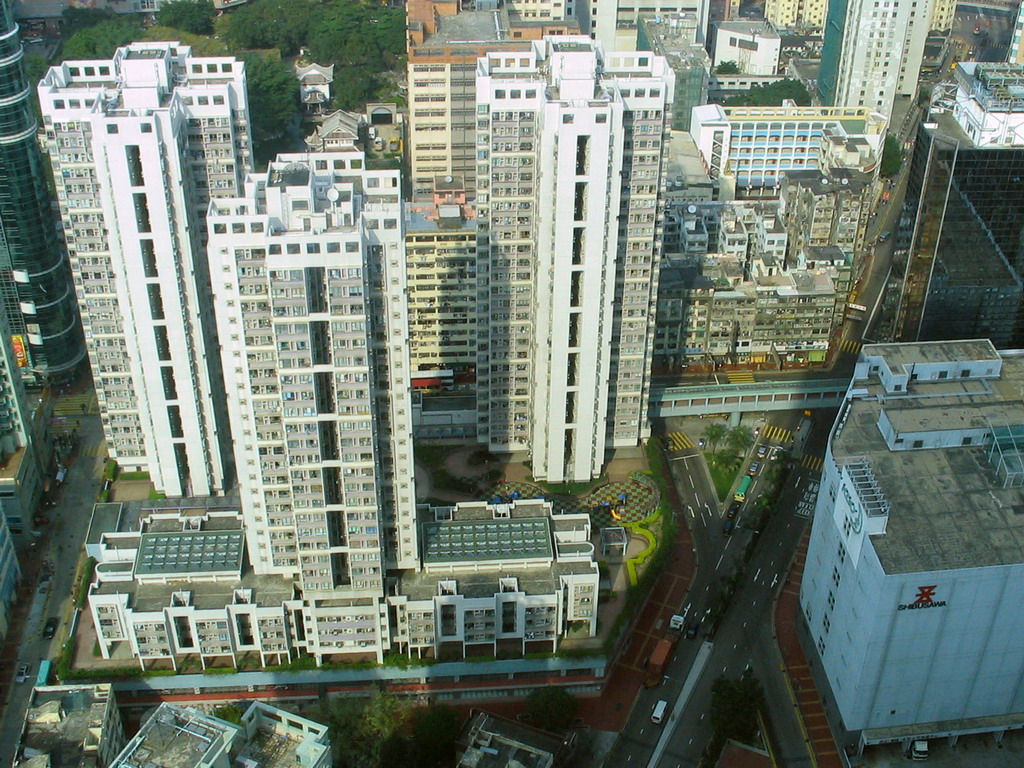
滿樂大廈
- 寶石大廈
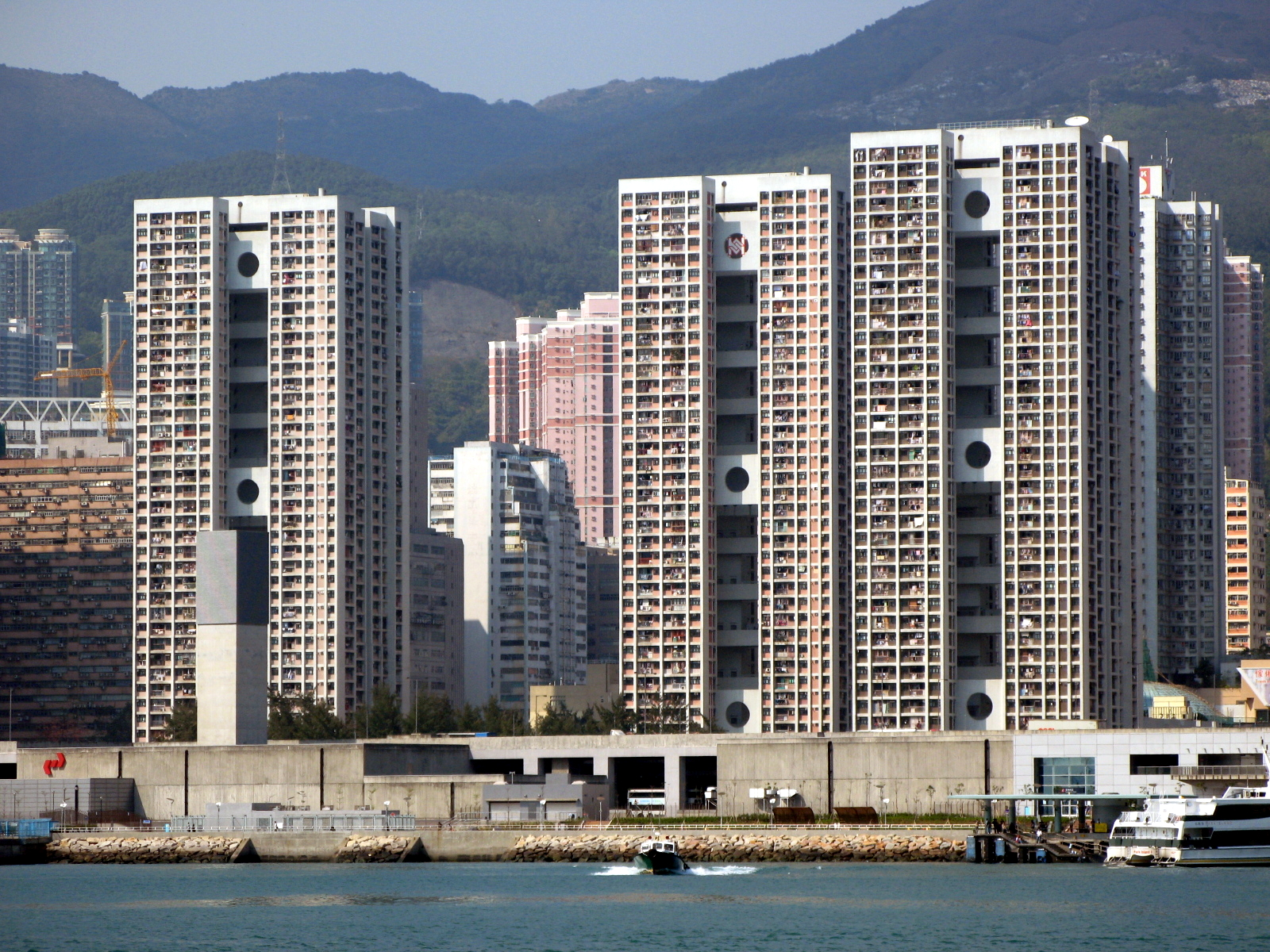
祈德尊新邨

- 滿樂大廈
- 寶石大廈
- 祈德尊新邨

### 私人屋苑

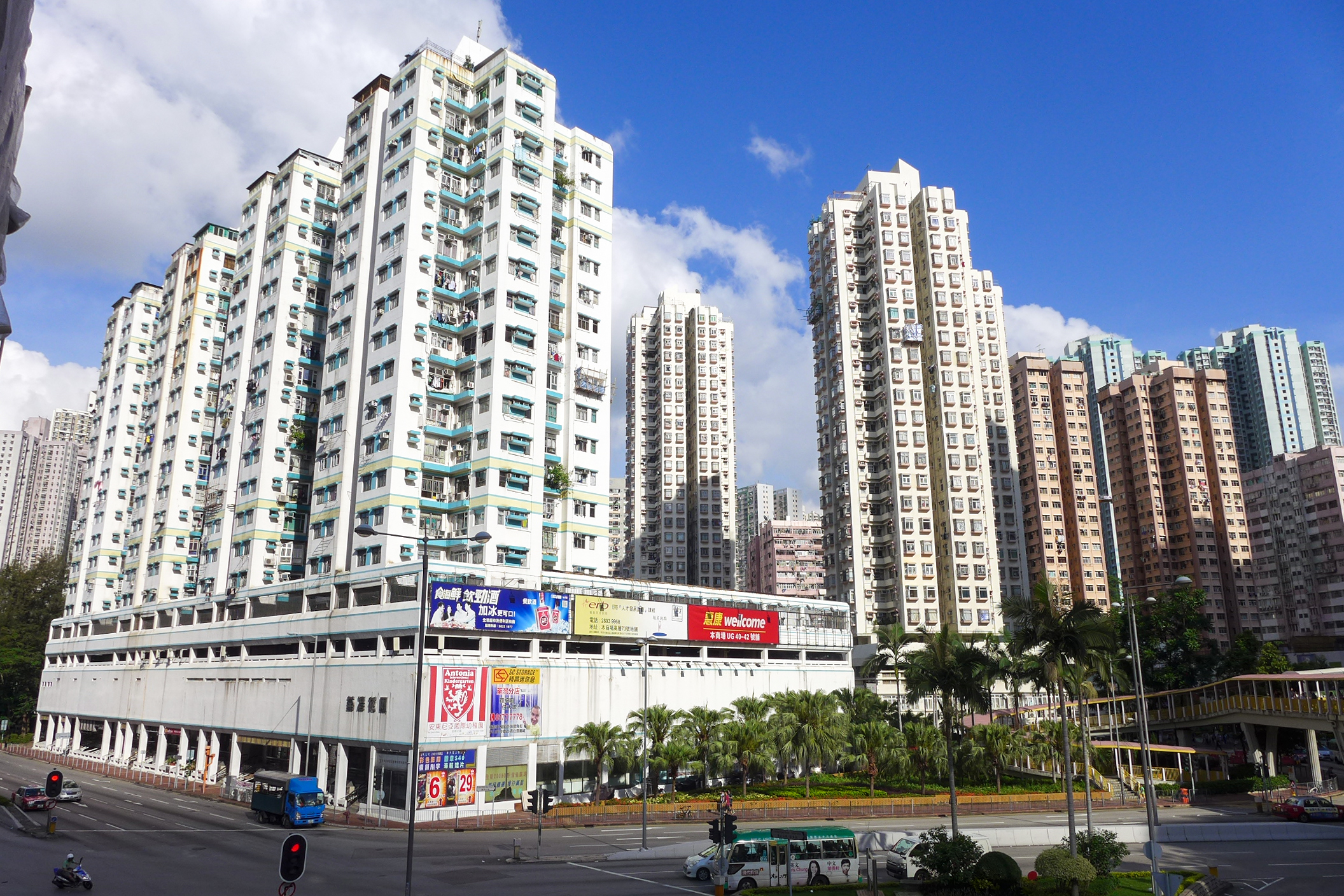
荃灣區的舊式私人住宅

1982年地鐵伸延至荃灣區，令荃灣站周邊地區迅速發展為區內一個頗為人口密集的區域，帶動興建多個大型私人屋苑，包括綠楊新邨及荃景圍一帶的愉景新城、荃灣中心、荃威花園(荃灣區第一個大型私人屋苑)和荃景花園等。隨後香港國際機場及青馬大橋落成，由於汀九至深井一帶可以望見大橋的景觀，令多個地產發展商成為爭相發展目標，浪翠園、碧堤半島、珀麗灣等高級私人屋苑吸引中產人任遷入區內。在荃灣北部的荃錦公路山上，還有鄰近大帽山郊野公園半山低密度歐式豪宅寶雲匯及朗逸峯。近年因為工業區用地需求減低，令部分地產商將工廠大廈用地更改為商業或住宅樓宇，爵悅庭就是當中的代表者。
指標屋苑：
- 荃灣中心

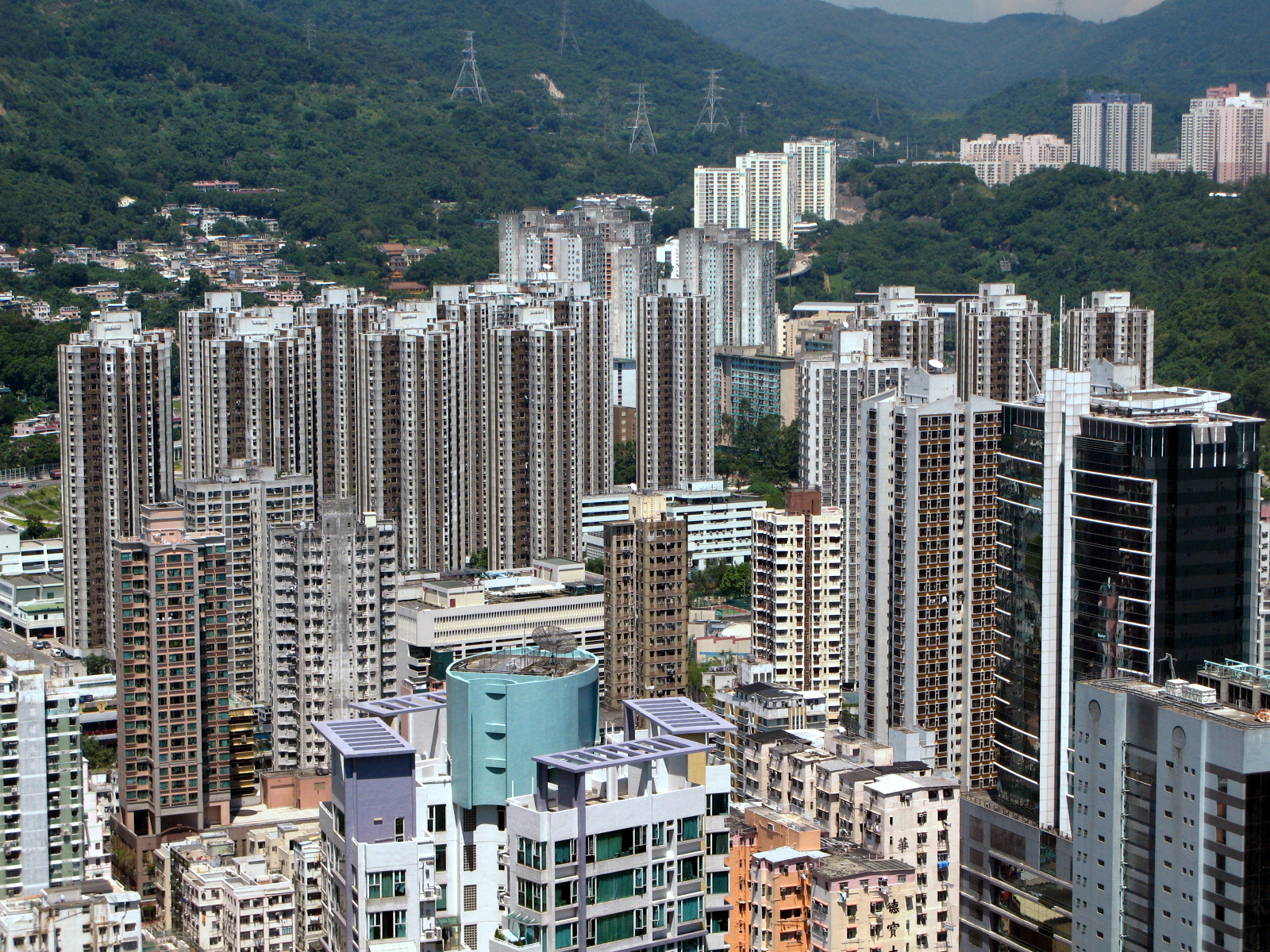
綠楊新邨
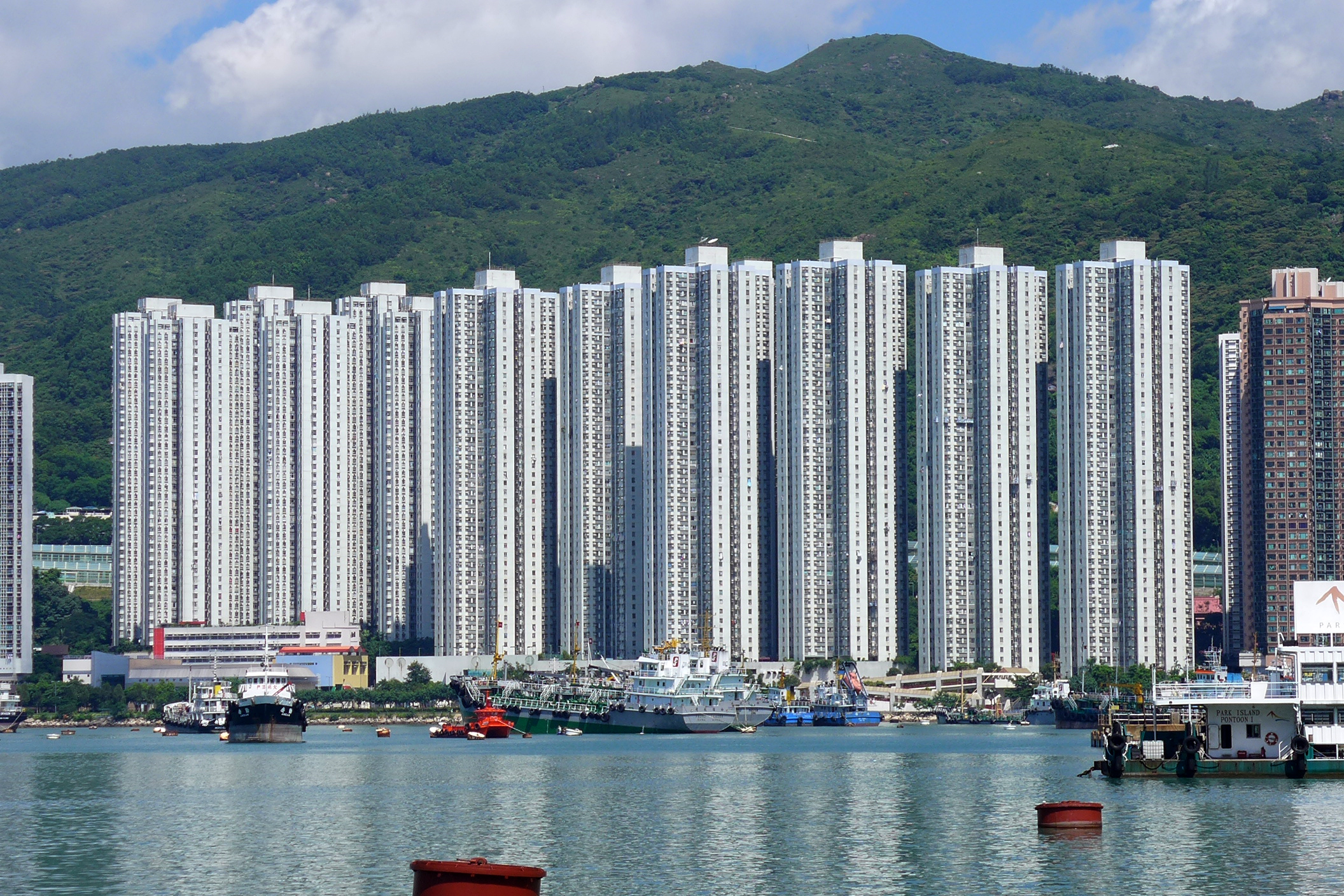
麗城花園
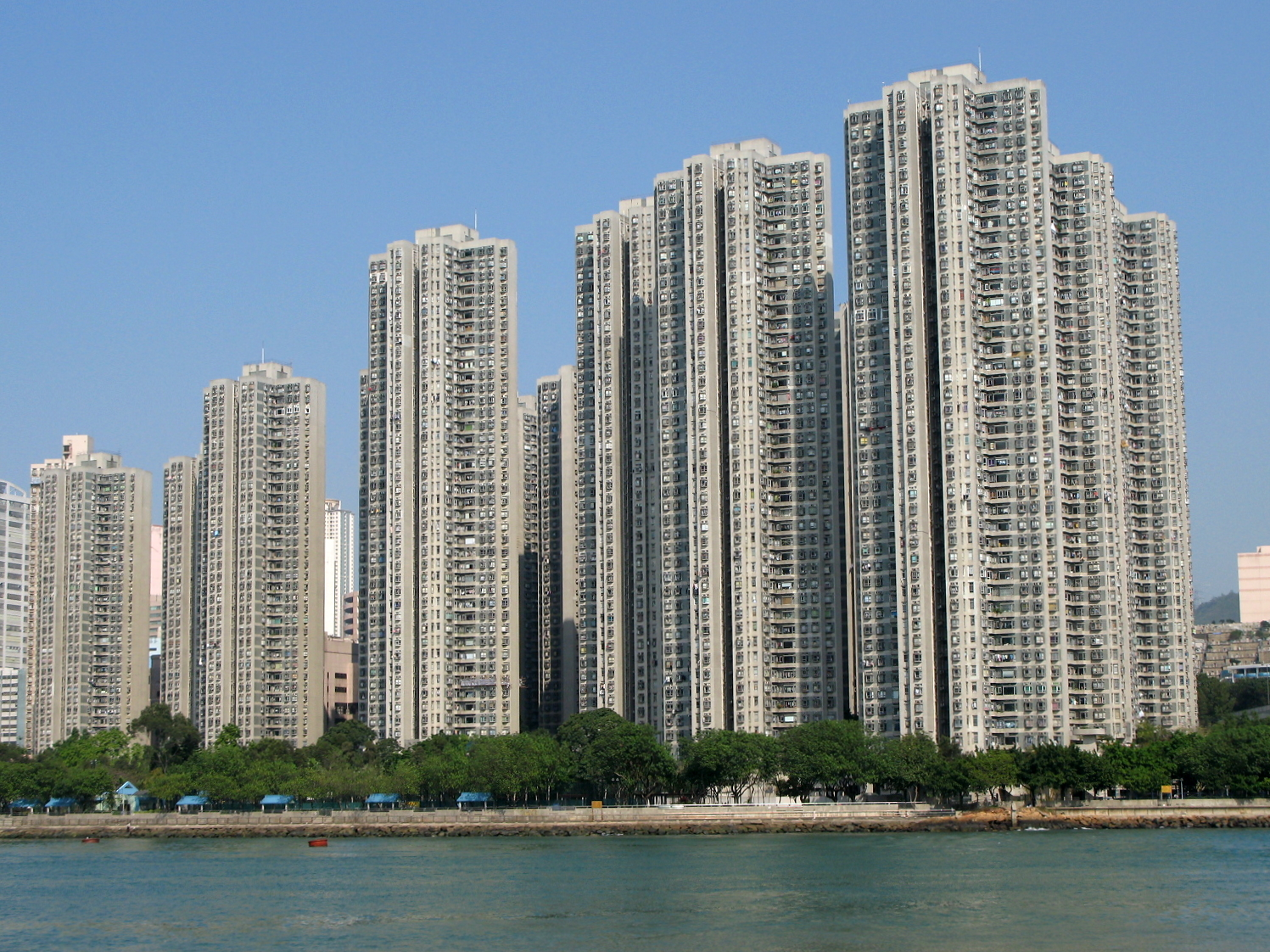
海濱花園
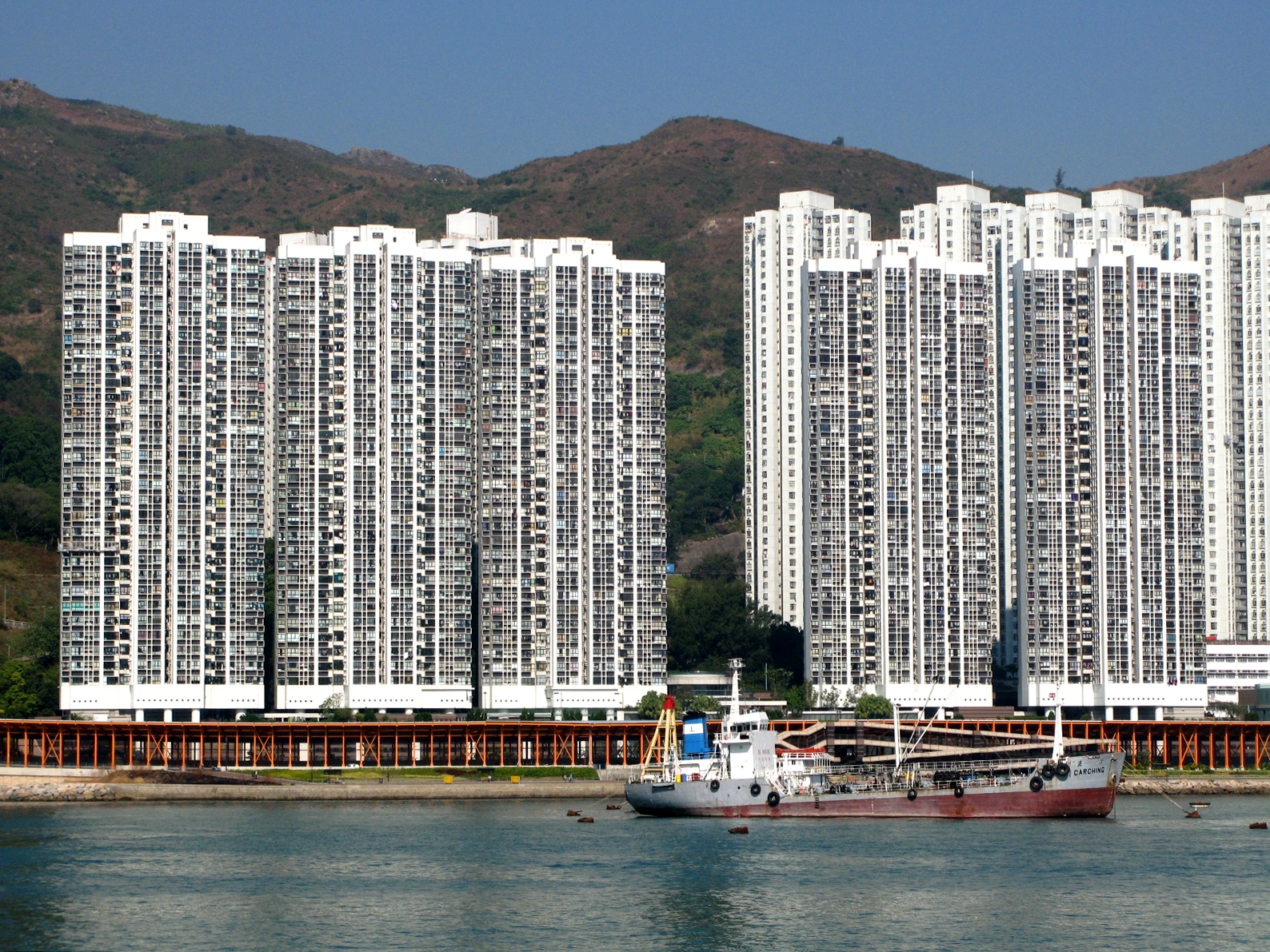
灣景花園
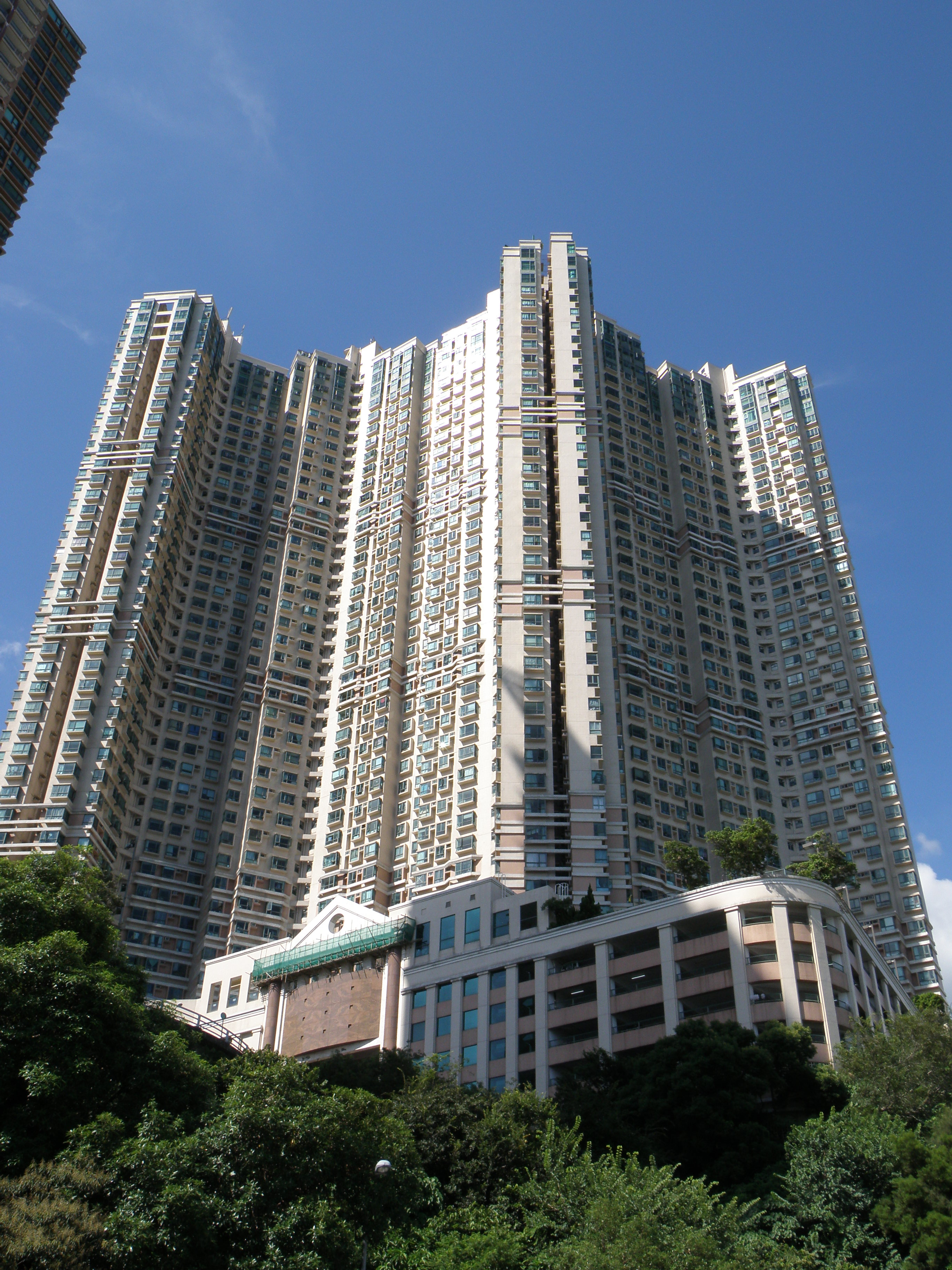
浪翠園
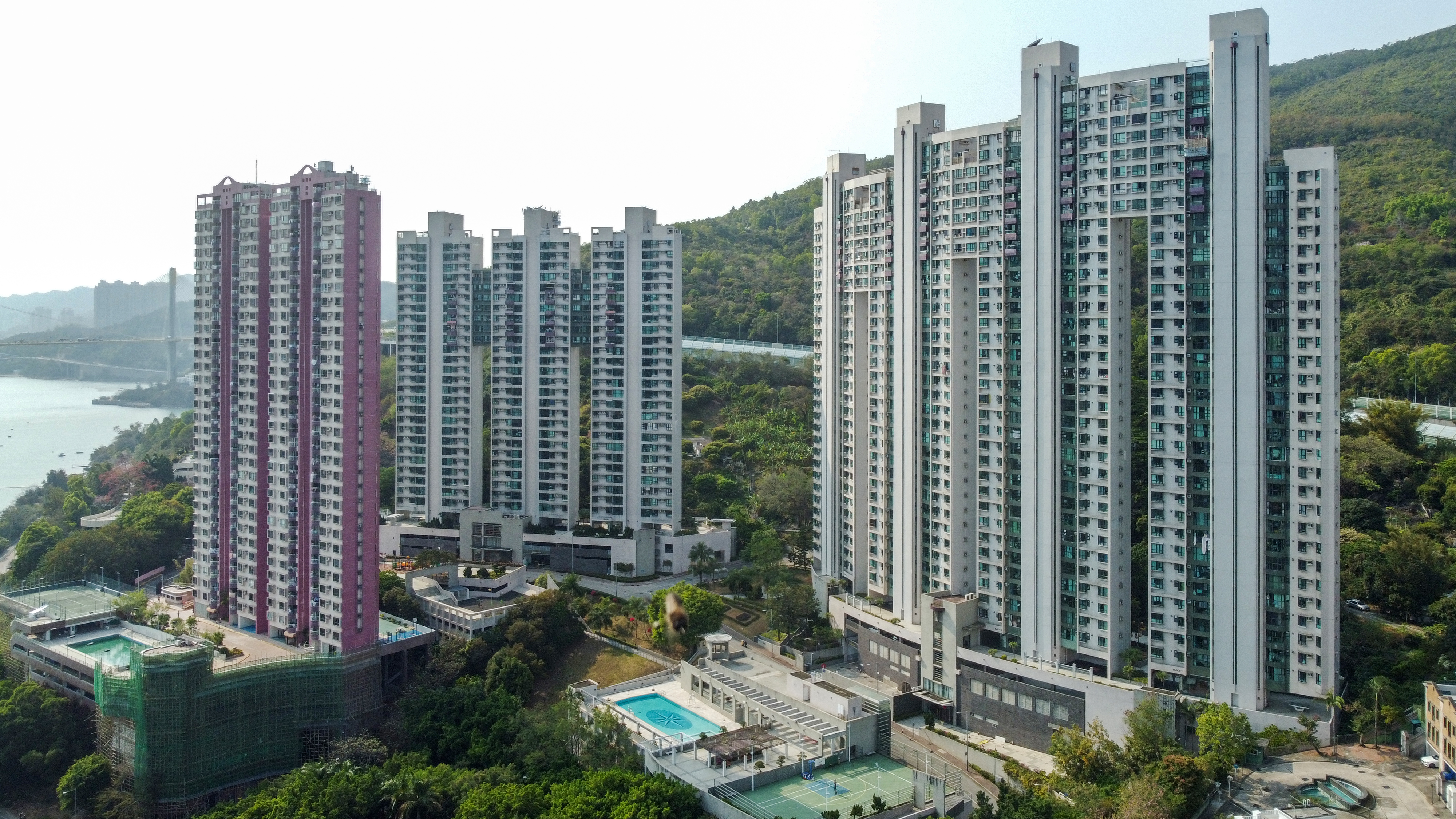
恒麗園
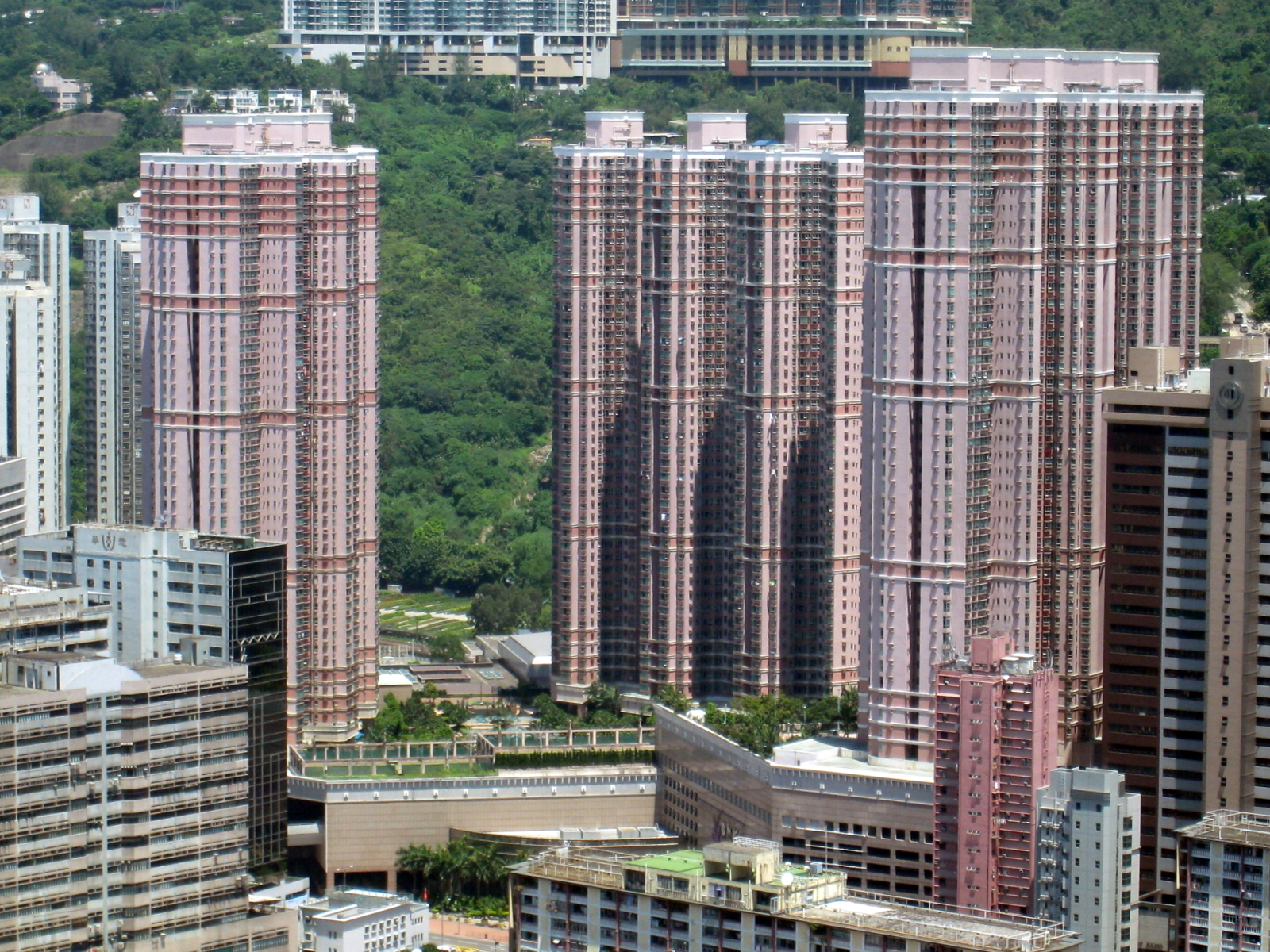
愉景新城
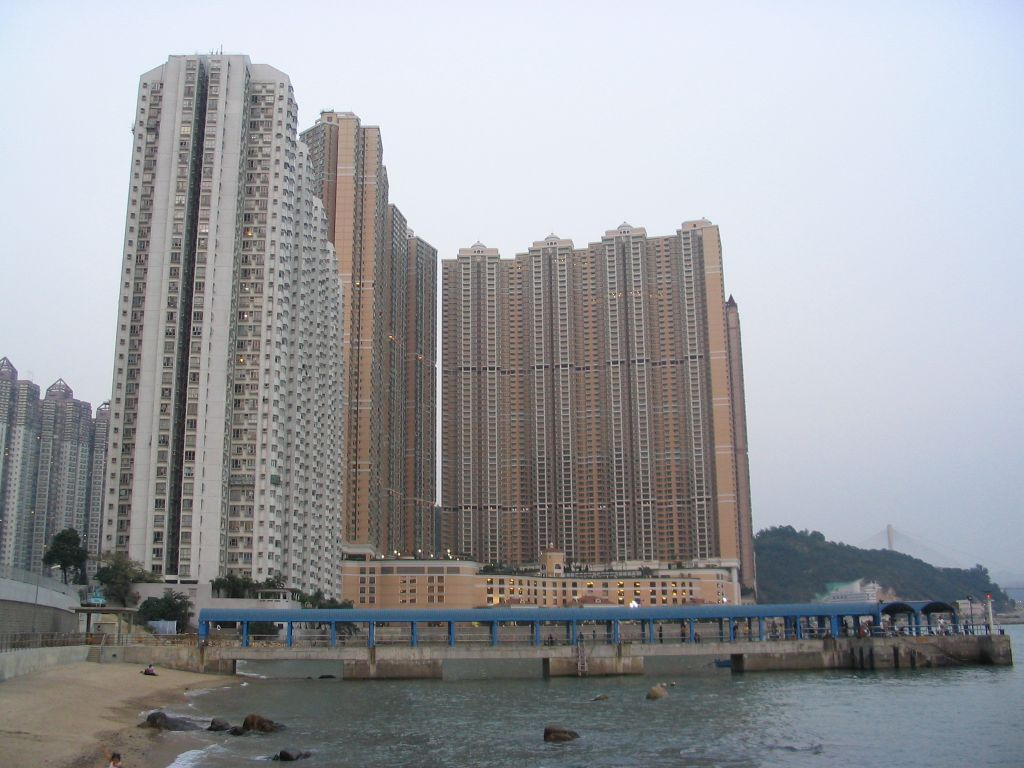
碧堤半島
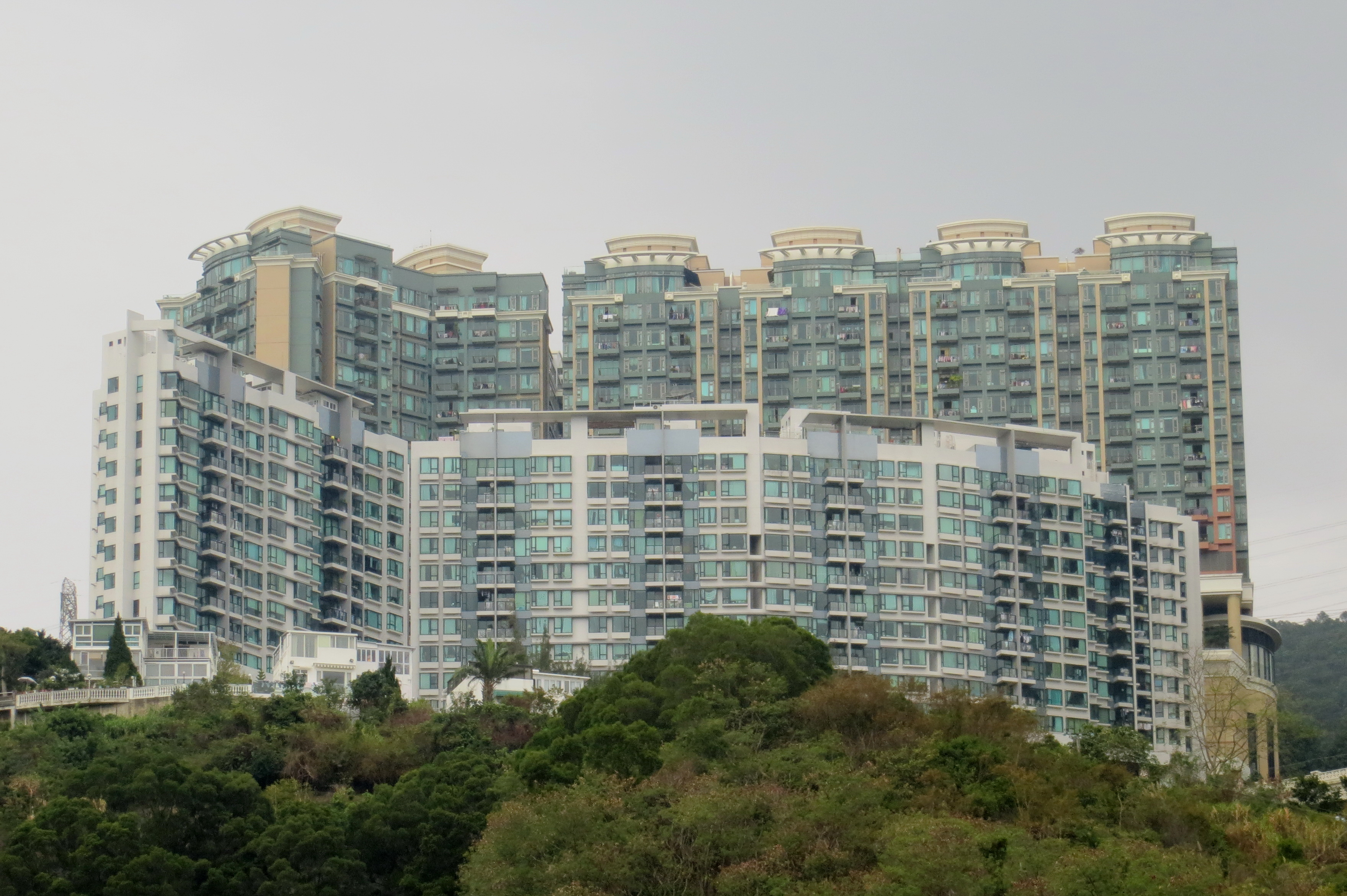
寶雲匯
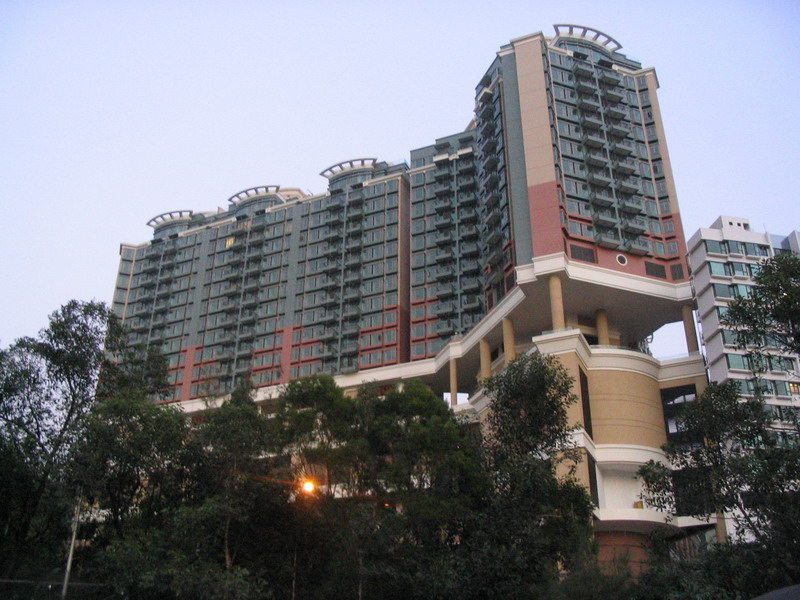
朗逸峯
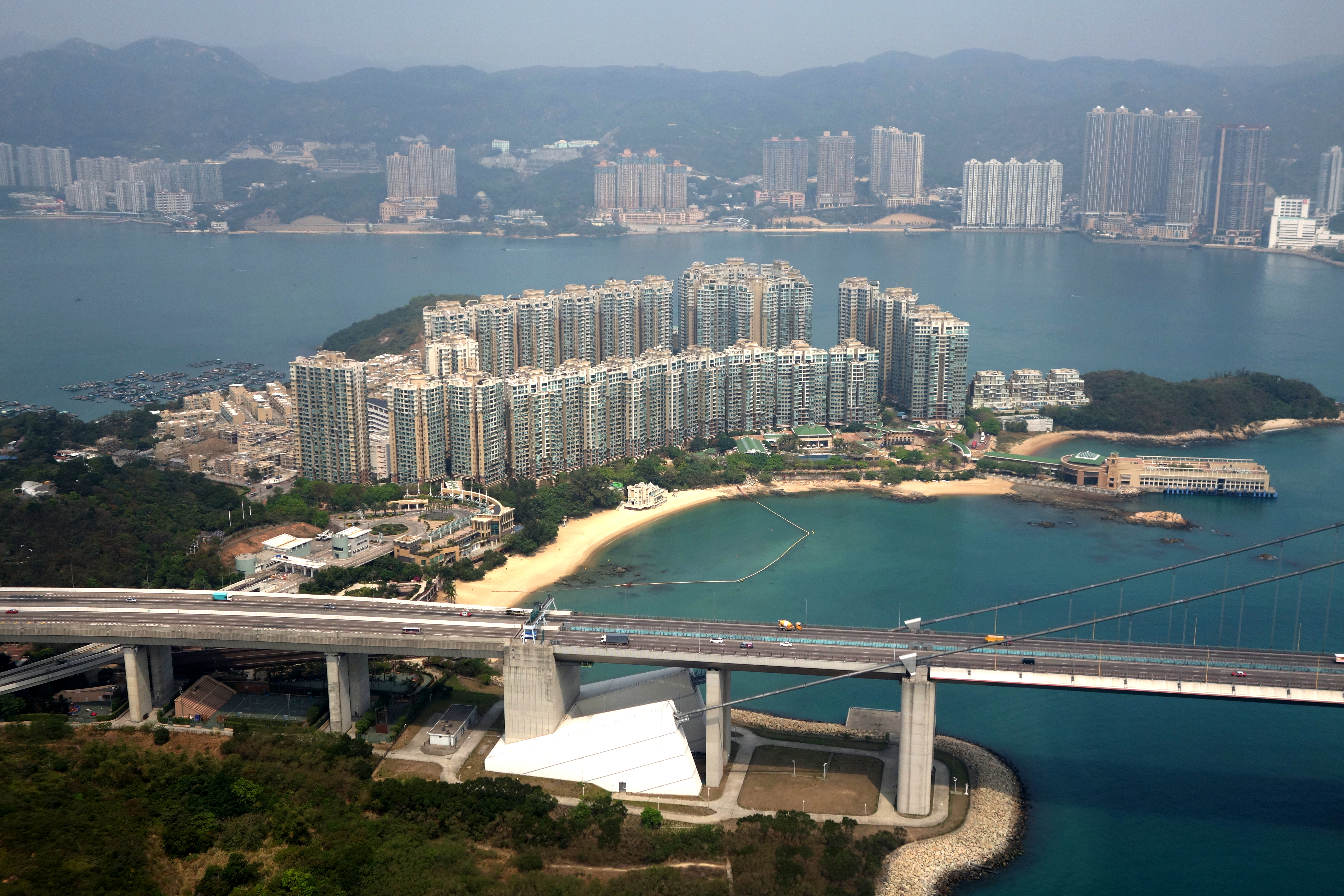
珀麗灣
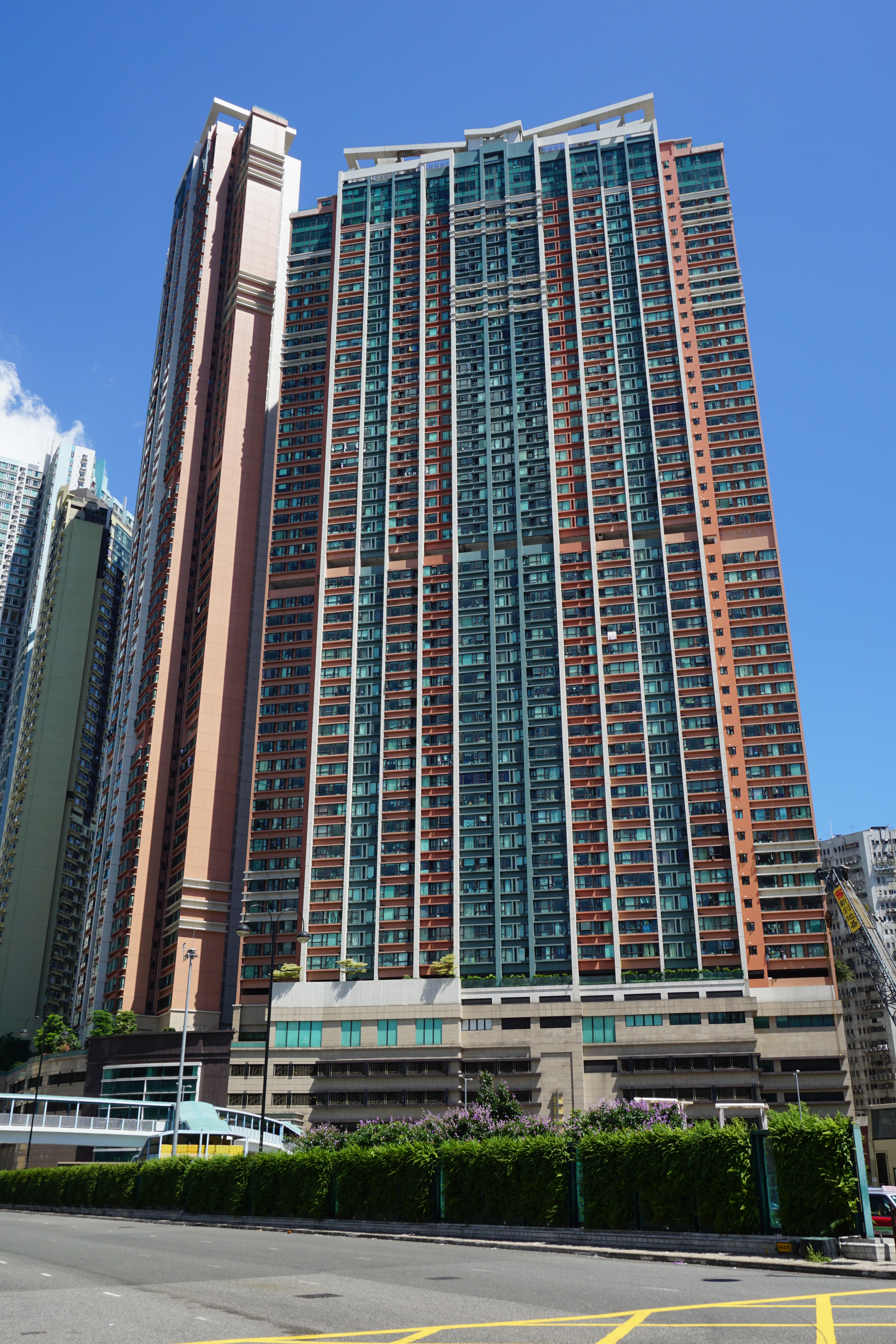
爵悅庭
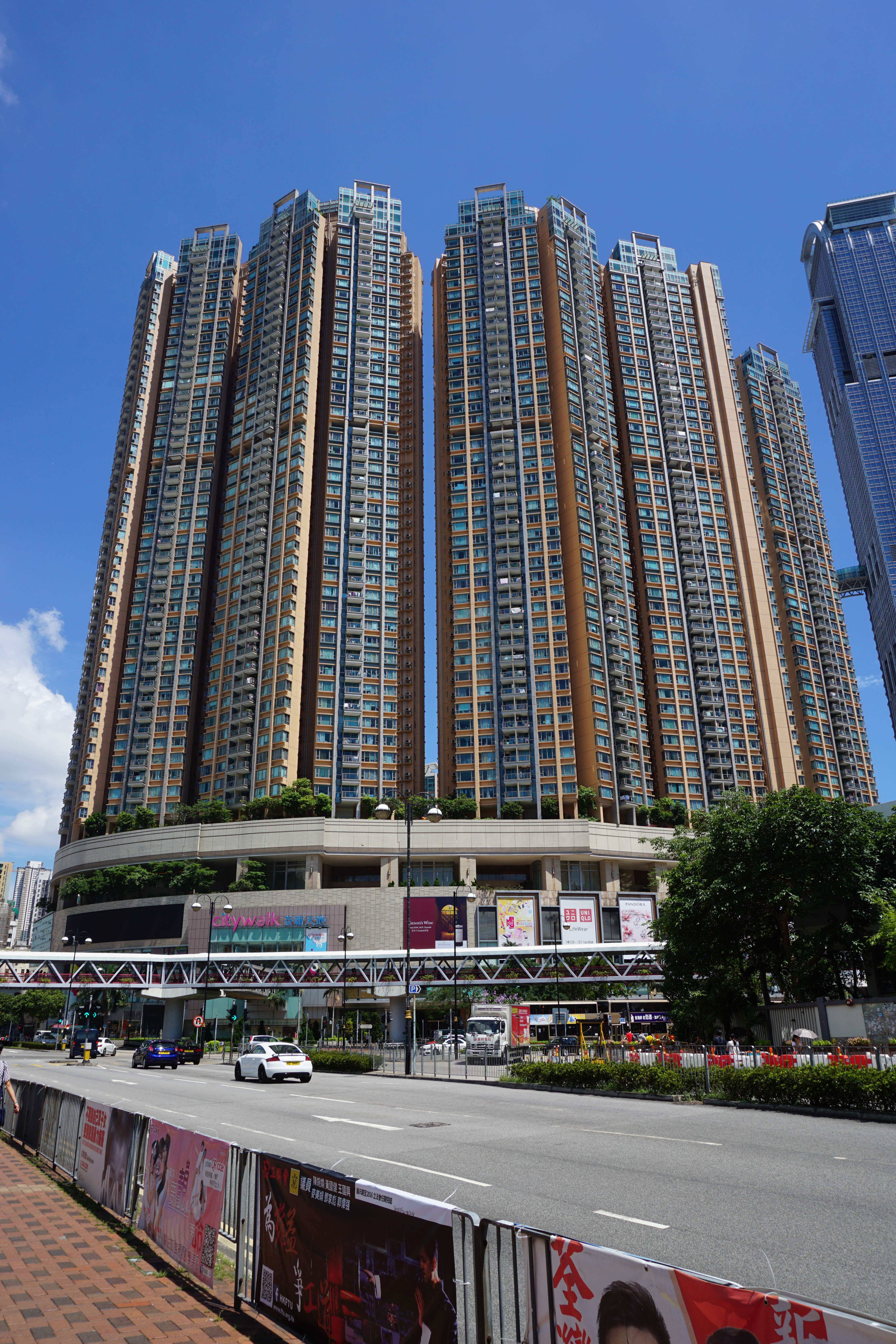
萬景峯
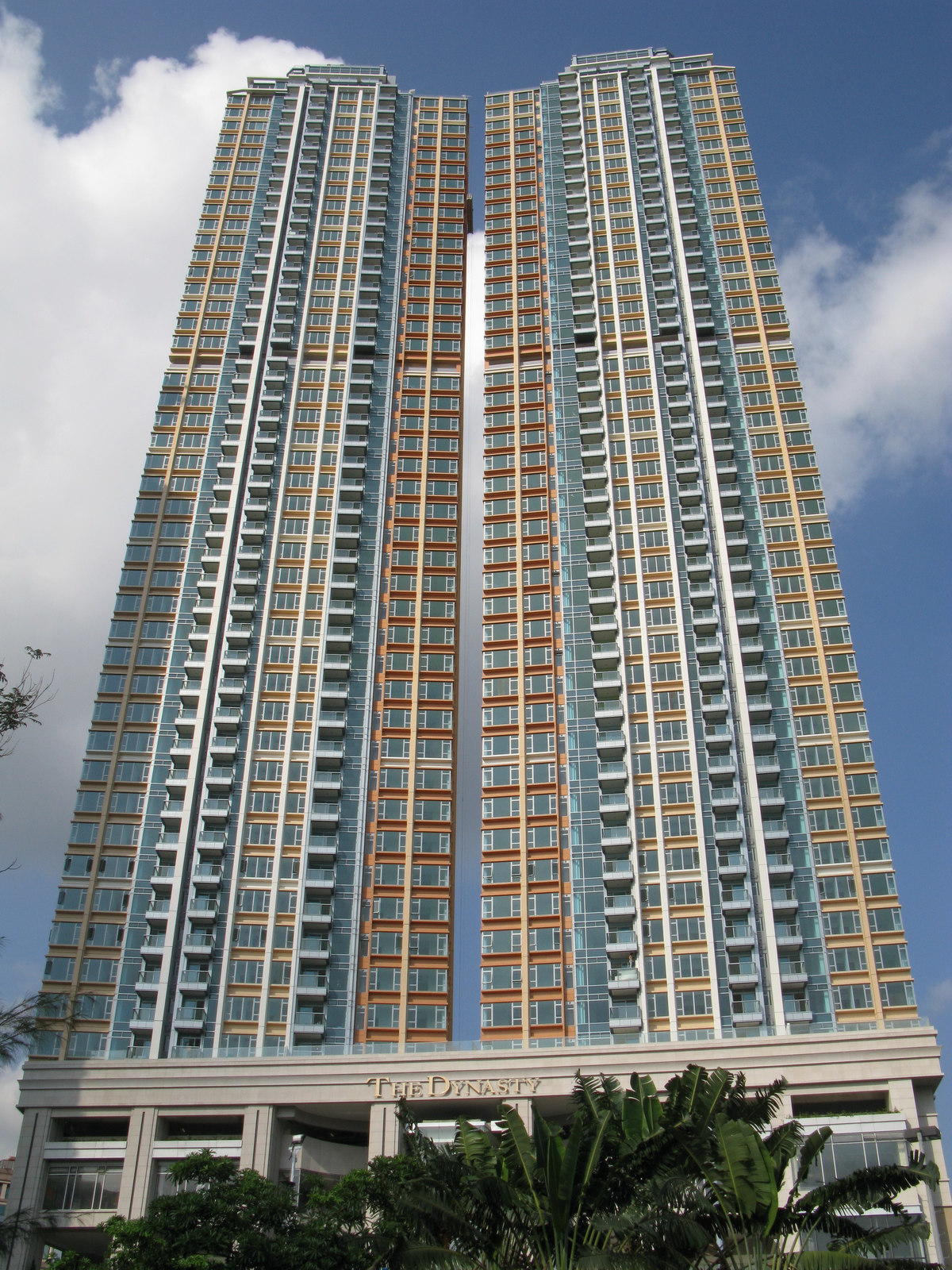
御凱
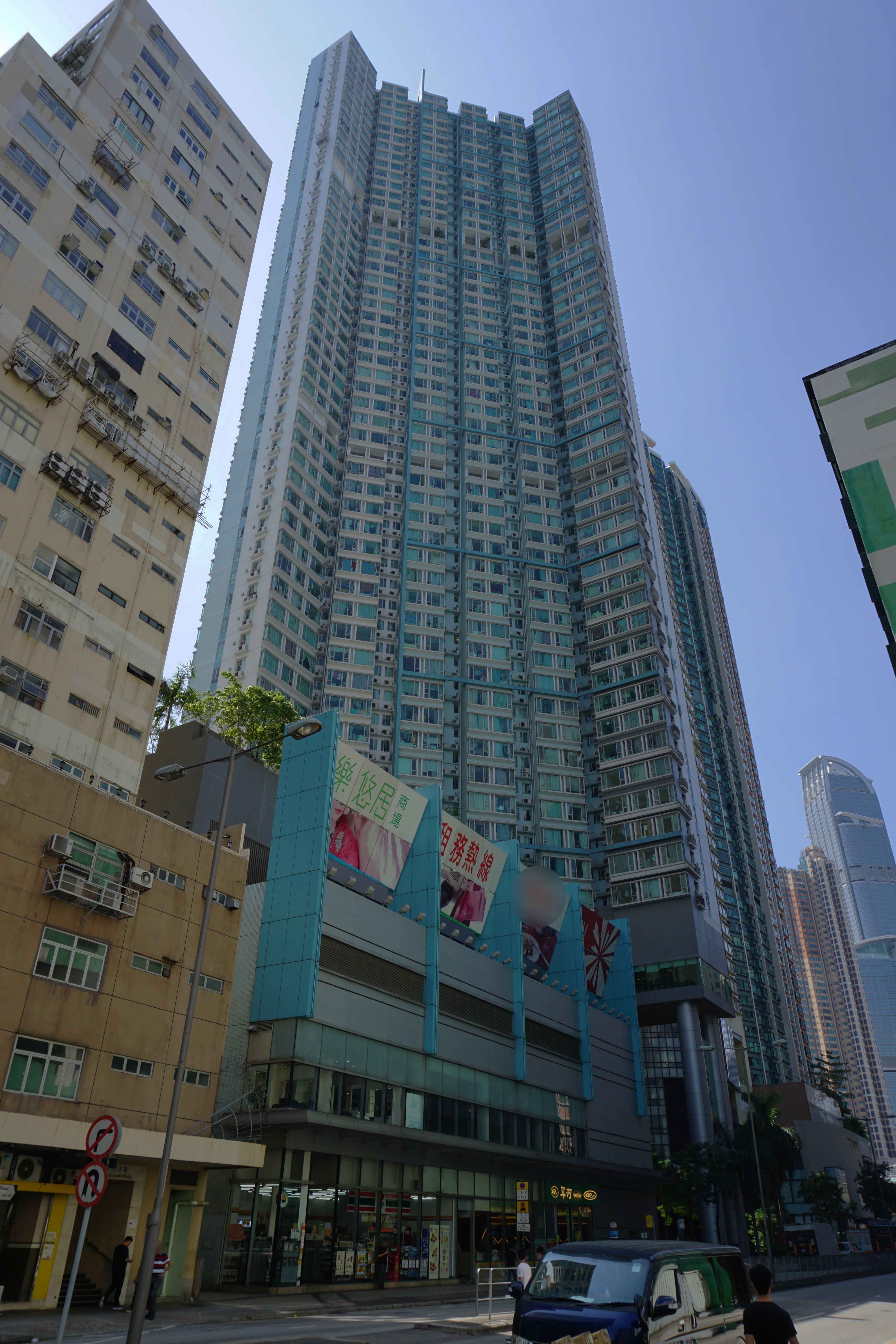
樂悠居
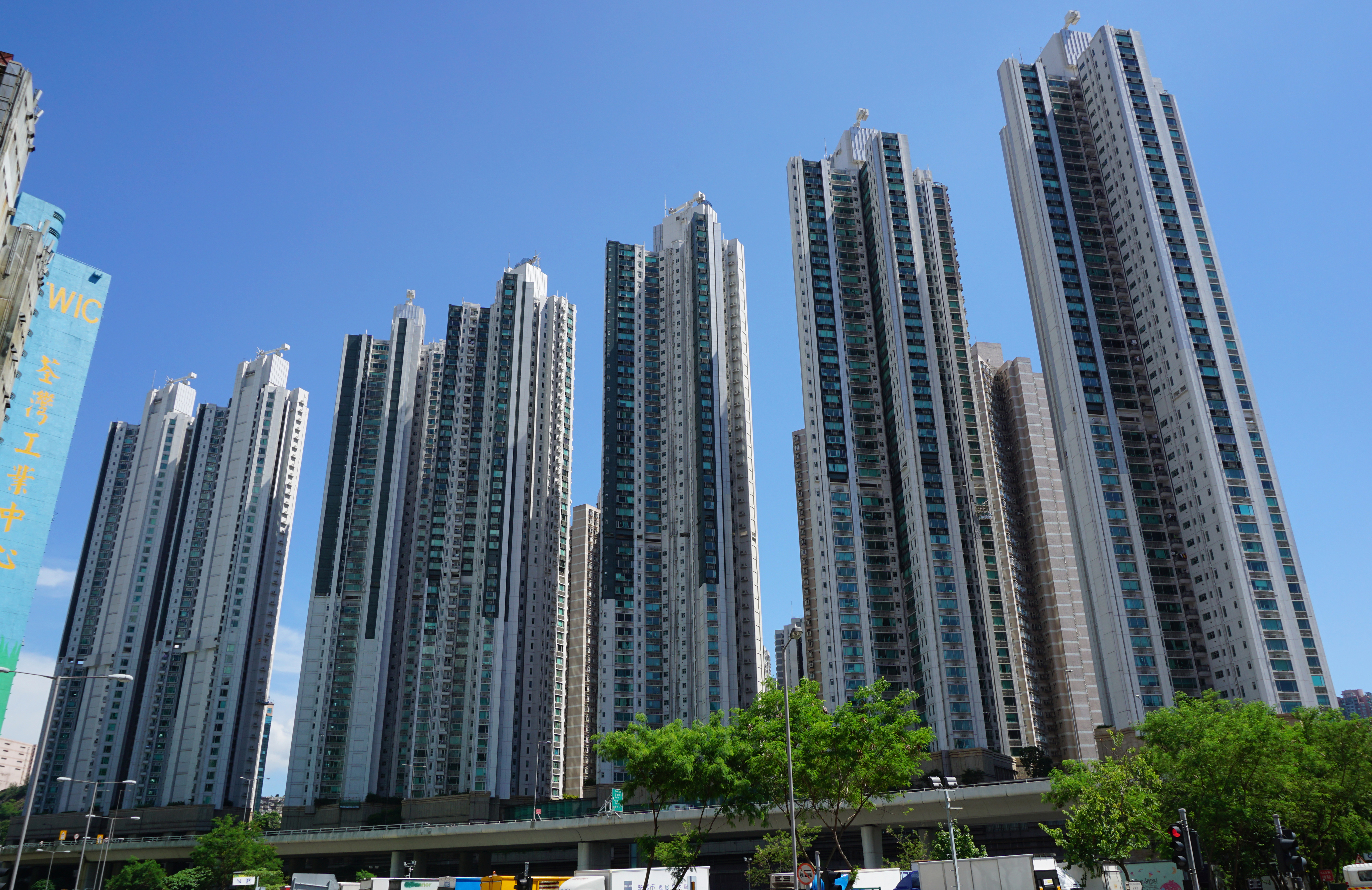
環宇海灣
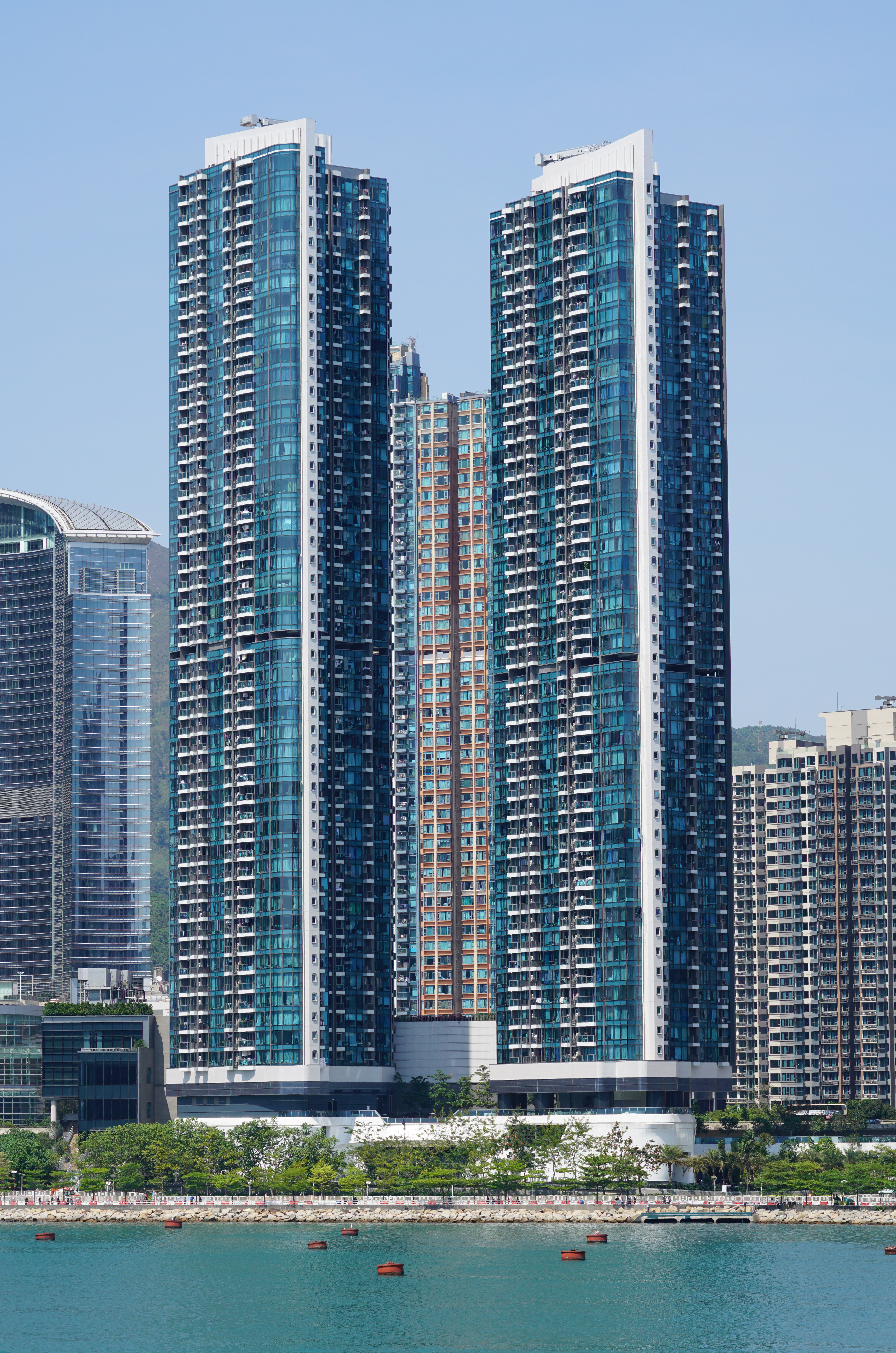
柏傲灣
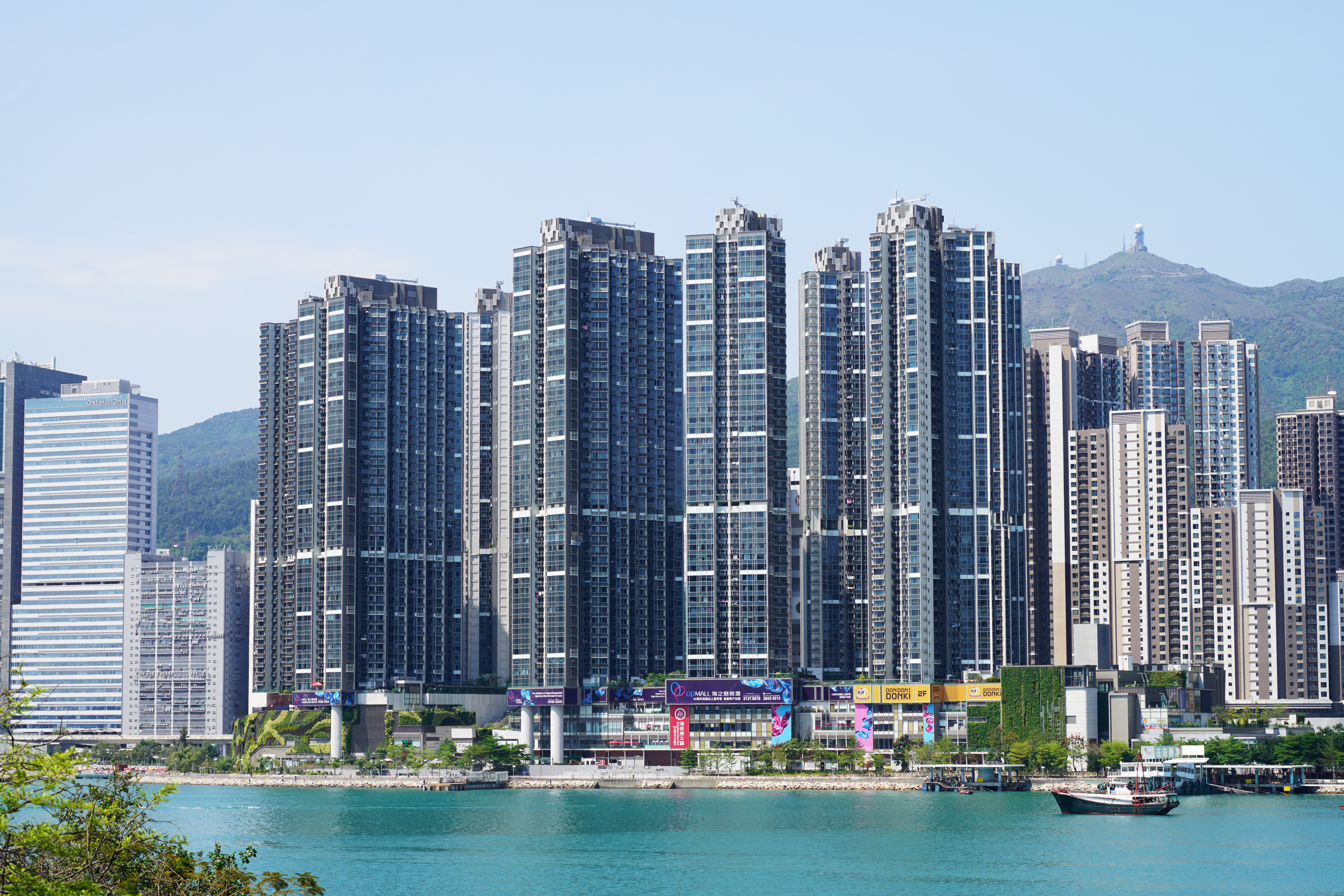
海之戀
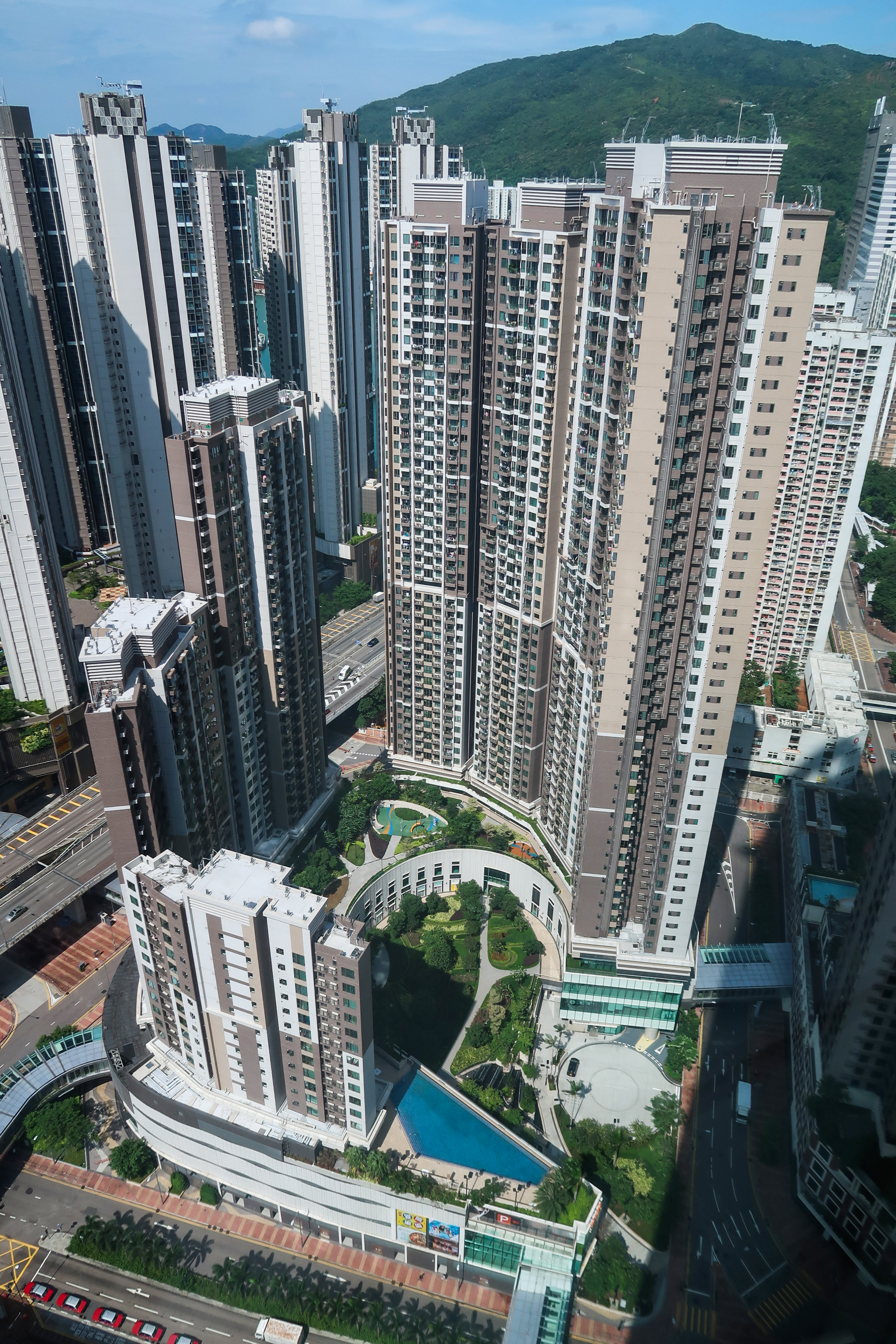
全·城滙

- 綠楊新邨
- 麗城花園
- 海濱花園
- 灣景花園
- 浪翠園
- 恒麗園
- 愉景新城
- 碧堤半島
- 寶雲匯
- 朗逸峯
- 珀麗灣
- 爵悅庭
- 萬景峯
- 御凱
- 樂悠居
- 環宇海灣
- 柏傲灣
- 海之戀
- 全·城滙

### 商場

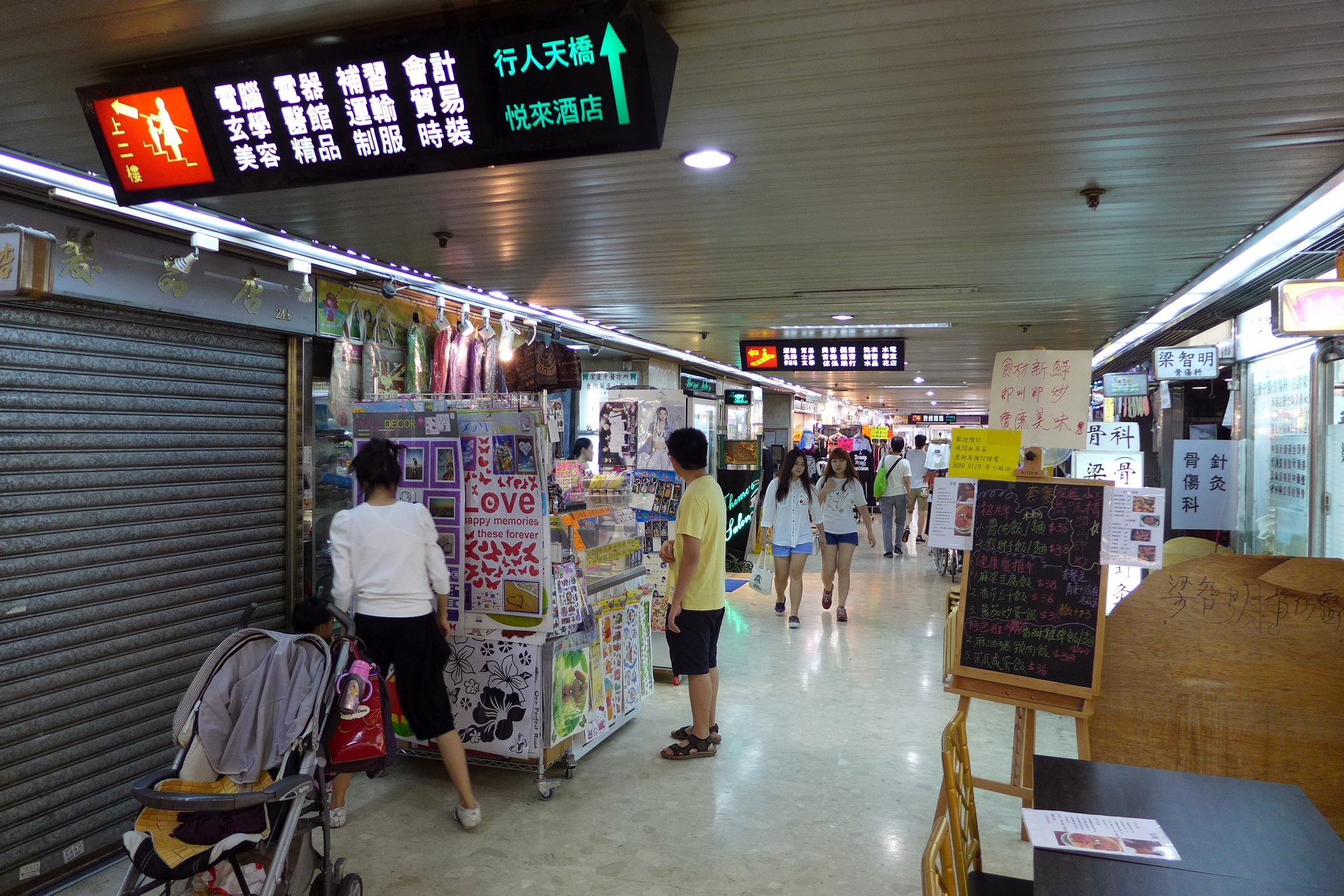
荃灣是「商場之城」，有不少小型商場成為年青人和外籍家庭傭工流連的地方，圖為昌寧商場

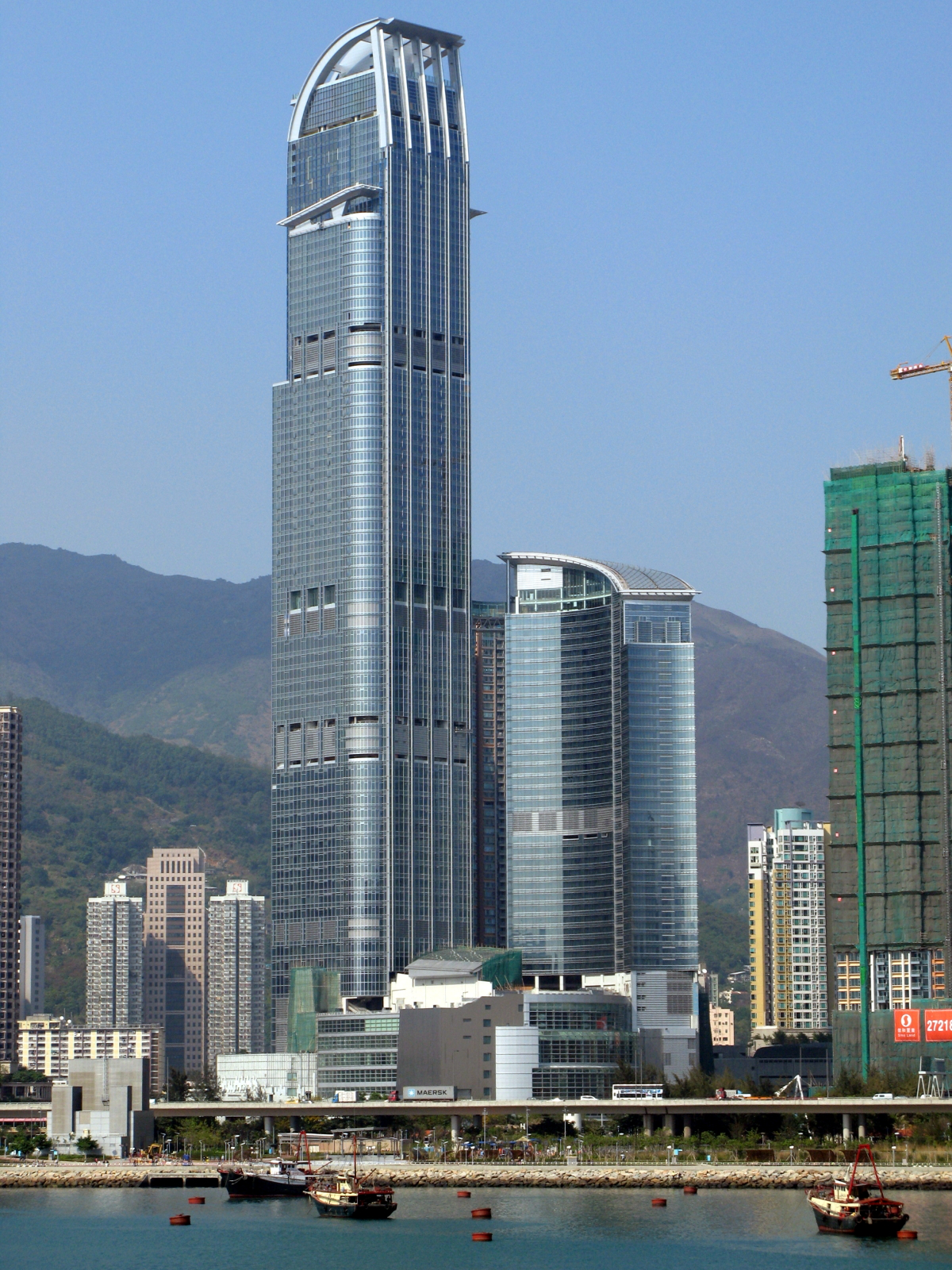
如心廣場

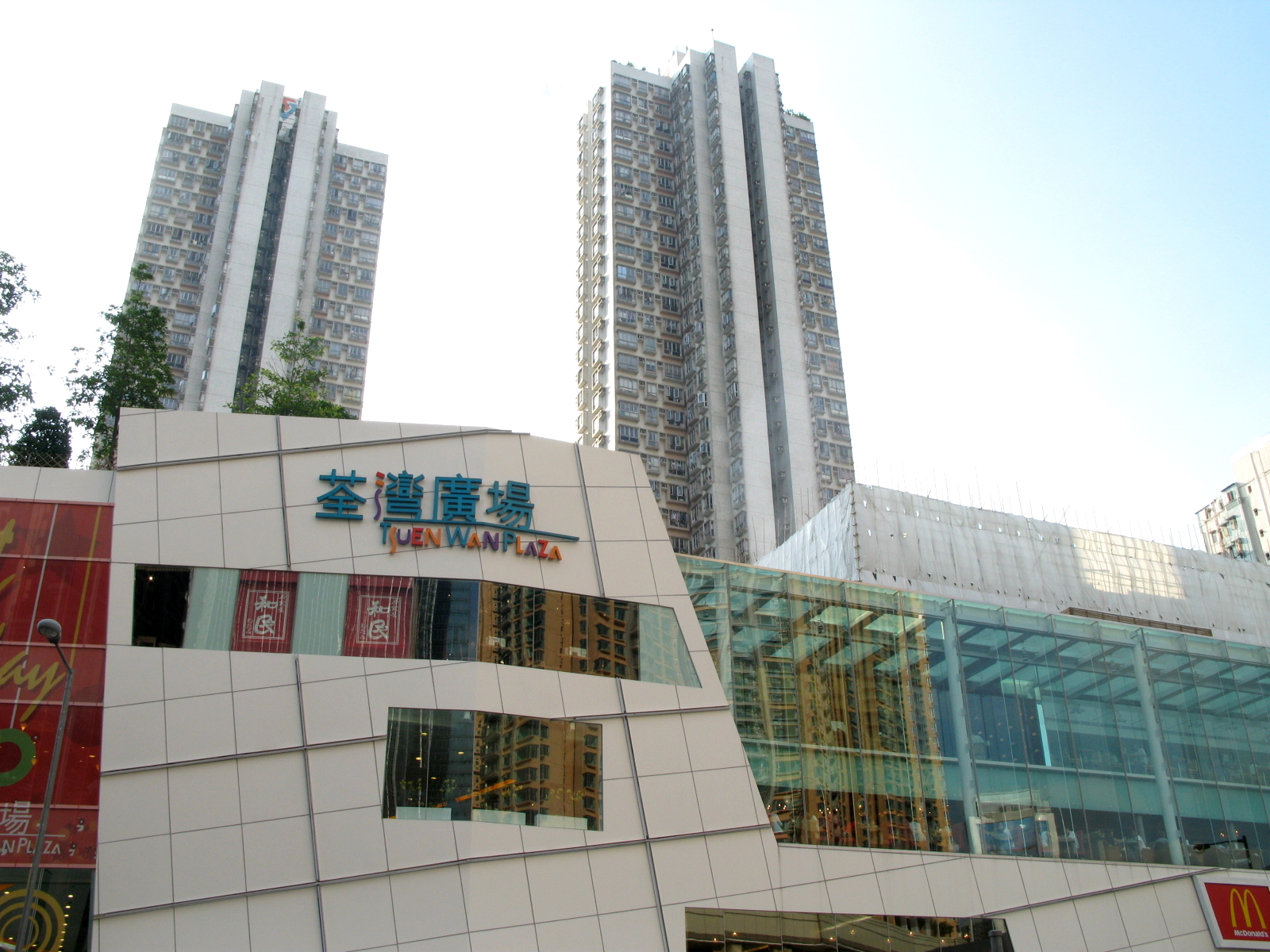
荃灣廣場

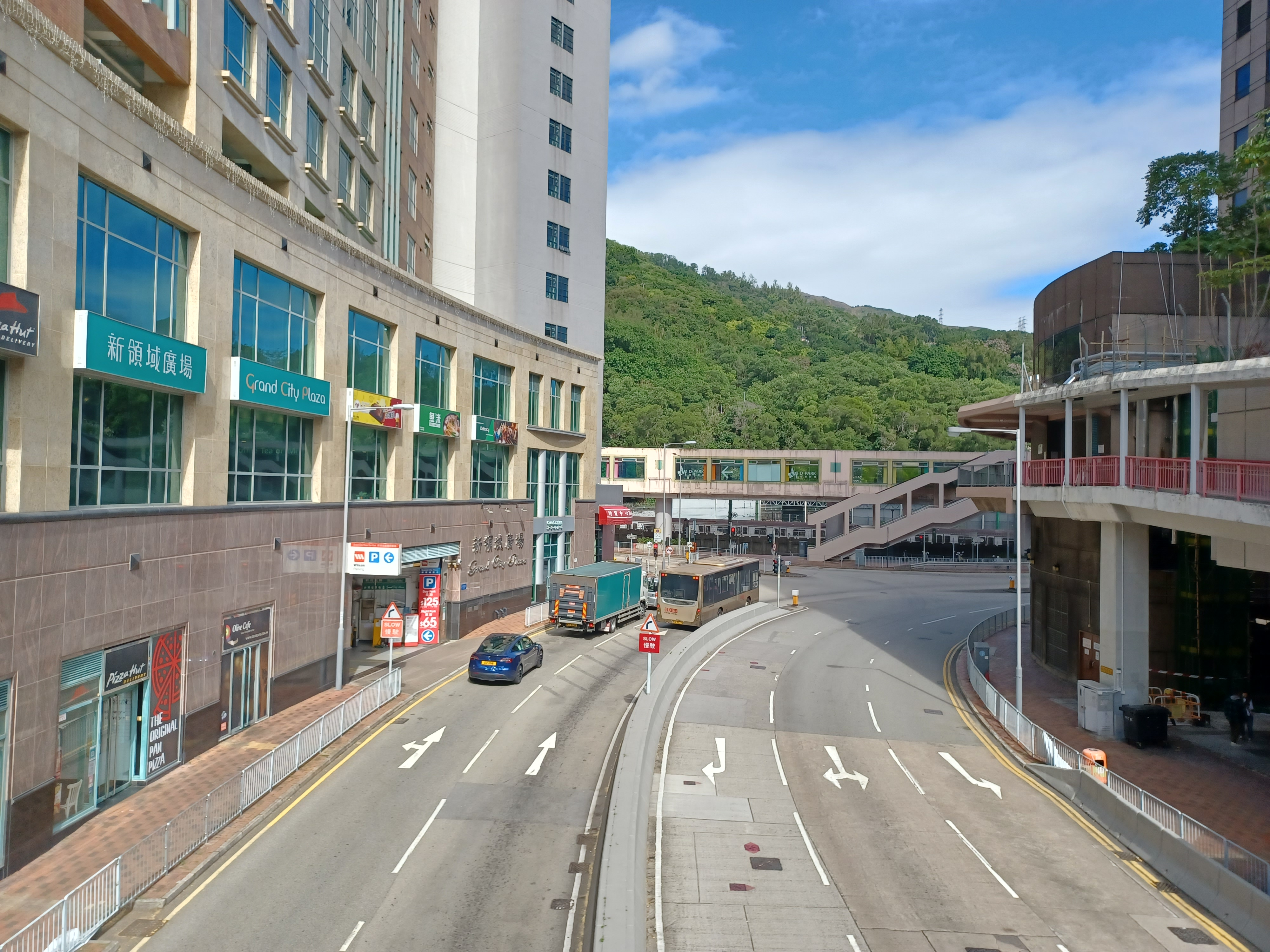
新領域廣場，前方道路為西樓角路。

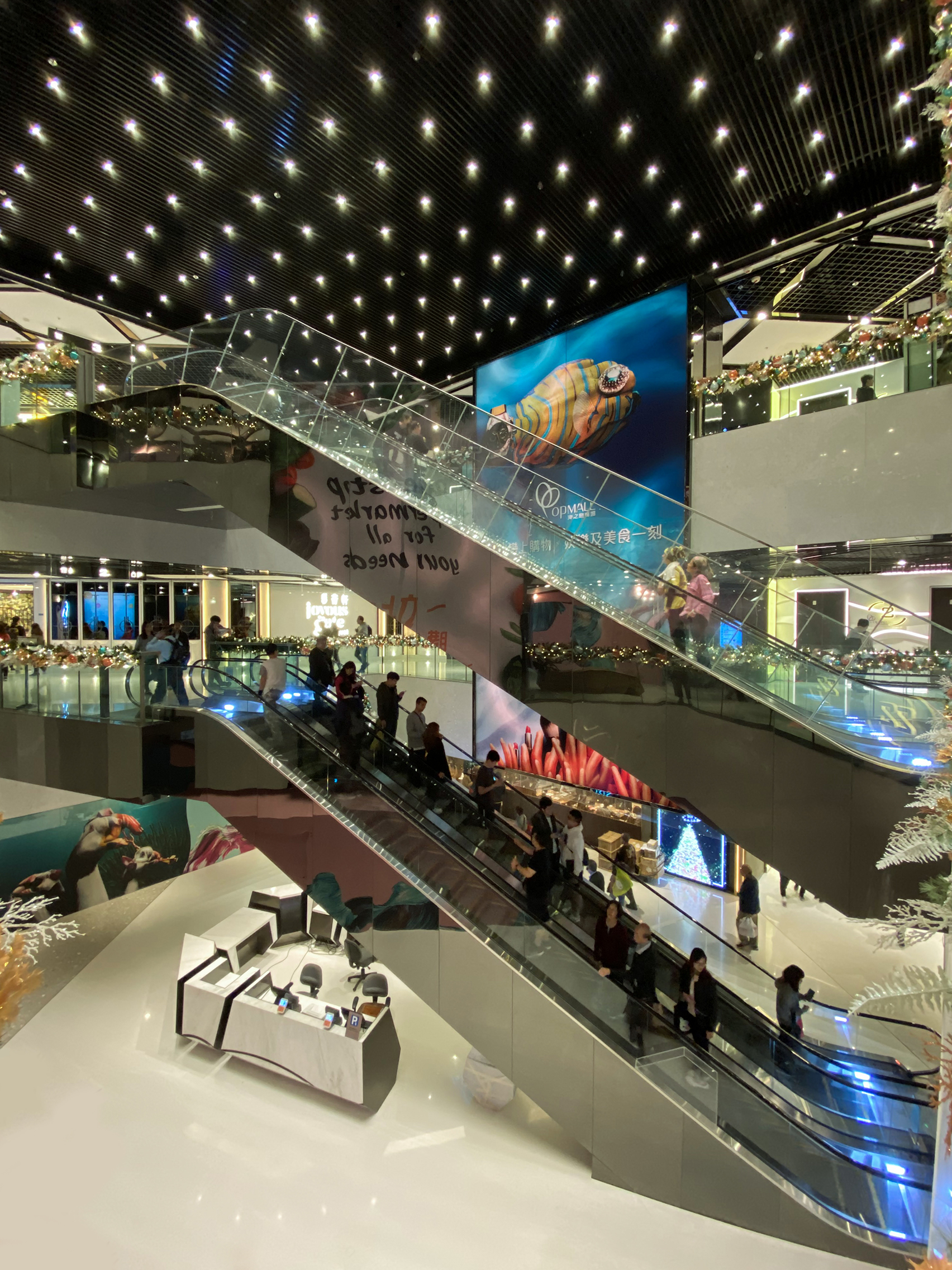
海之戀商場中庭

荃灣是「商場之城」，區內的大型商場首先在1980年代，地鐵（現港鐵）荃灣綫開通後，在荃灣站附近建成。如南豐中心、荃豐中心和直屬地鐵公司（現香港鐵路公司）物業綠楊新邨的綠楊坊。其後，青山公路週邊的荃豐中心、華都中心、荃昌中心、豪輝中心、荃錦中心、荃灣城市中心等商場皆在其後建成，逐漸形成為荃灣區重要的“心臟地帶”。因業權分散，現時該處仍保存着多個小商戶，包括「半開放式」經營的食肆/小食店、時裝店、琴行、補習社、電腦配件與零件店、醫務所、髮型屋、玩具店、飾物店、風水命理、性用品等商舖。
但荃灣區內最大型的商場則在1990年才在舊荃灣碼頭附近出現——荃灣廣場，樓高6層和2層地庫，亦是區內首見有大型中庭廣場和繼太古城後全港第2個真雪溜冰場（溜冰場改建為商場）。
大型商場：
- 綠楊坊
- 荃灣廣場
- 愉景新城
- 荃灣千色匯 I & II
- 荃錦中心
- 南豐中心
  - 荃灣新之城
- 荃豐中心
- 華都中心
- 荃昌中心（昌寧、昌安）
- 豪輝中心一、二期
- 大鴻輝（荃灣）中心(前身英皇娛樂廣場) - 區內首個銀座式商場，位於沙咀道與眾安街交界。及後被大鴻輝集團收購改稱「大鴻輝（荃灣）中心」。
- 新領域廣場 - 在荃灣政府合署側。
- 灣景廣場 - 在荃灣廣場側。
- 悅來坊 - 位於悅來酒店地面及地庫，前身為八佰伴。
- 8咪半 - 在愉景新城側，原址為中國染廠工業大廈，現改建為工商和商場。
- 如心廣場，在1994年3月由當時華懋集團主席龔如心在舊荃灣碼頭（現為港鐵荃灣西站）側1建造一幢樓高468米的高樓，其後她在發現馬來西亞雙子塔高度超出這個數字後，她又將高度上調至520米，共108層。但由於荃灣區在新機場的飛機航道上，港府當局限制如心廣場的高度，最後如心廣場「一分為二」，改為一幢42層高的酒店和一幢80層高的商業大廈，工程亦拖延至2007年竣工。
二期商場於2019年開業。
- 協和廣場 - 前身為大屋圍。
- 荃新天地
- 麗城薈
- 南豐紗廠
- 海之戀商場

## 公共設施

### 教育

#### 大專院校
- 香港浸會大學荃灣校園 (租用前珠海學院校舍12年)
- 嶺南大學持續進修學院荃灣百悅坊教育中心
- 香港科技專上書院荃灣分校
- 明愛賽馬會社區書院

#### 中學教育
截至2016年，荃灣區共有13間全日制中學。
| - 廖寶珊紀念書院 - 荃灣官立中學 - 荃灣聖芳濟中學 - 可風中學（嗇色園主辦） - 荃灣公立何傳耀紀念中學 - 路德會呂明才中學 - 寶安商會王少清中學 |  | - 博愛醫院歷屆總理聯誼會梁省德中學 - 保良局李城璧中學 - 保良局姚連生中學 - 仁濟醫院林百欣中學 - 聖公會李炳中學 - 紡織學會美國商會胡漢輝中學 |

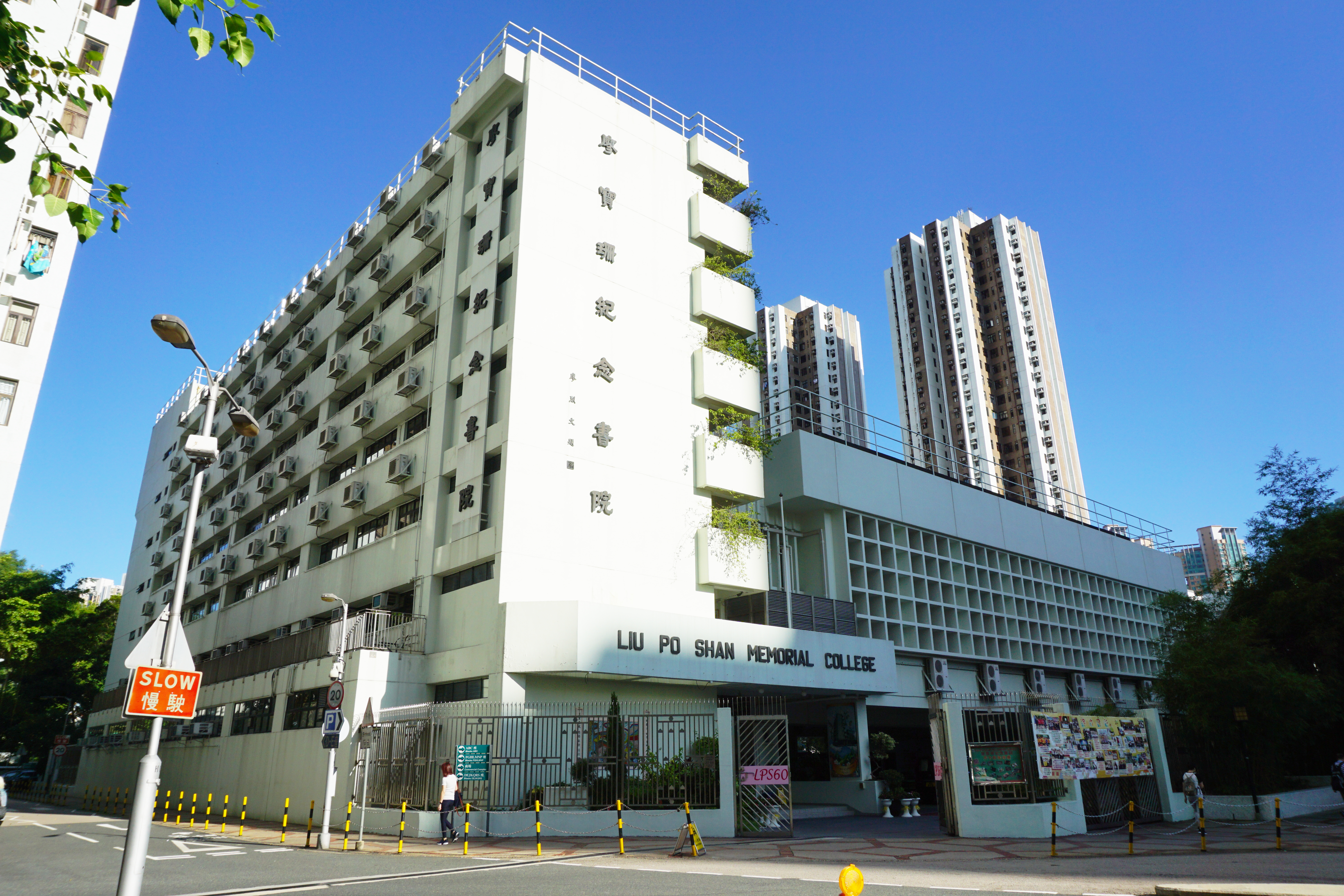
廖寶珊紀念書院
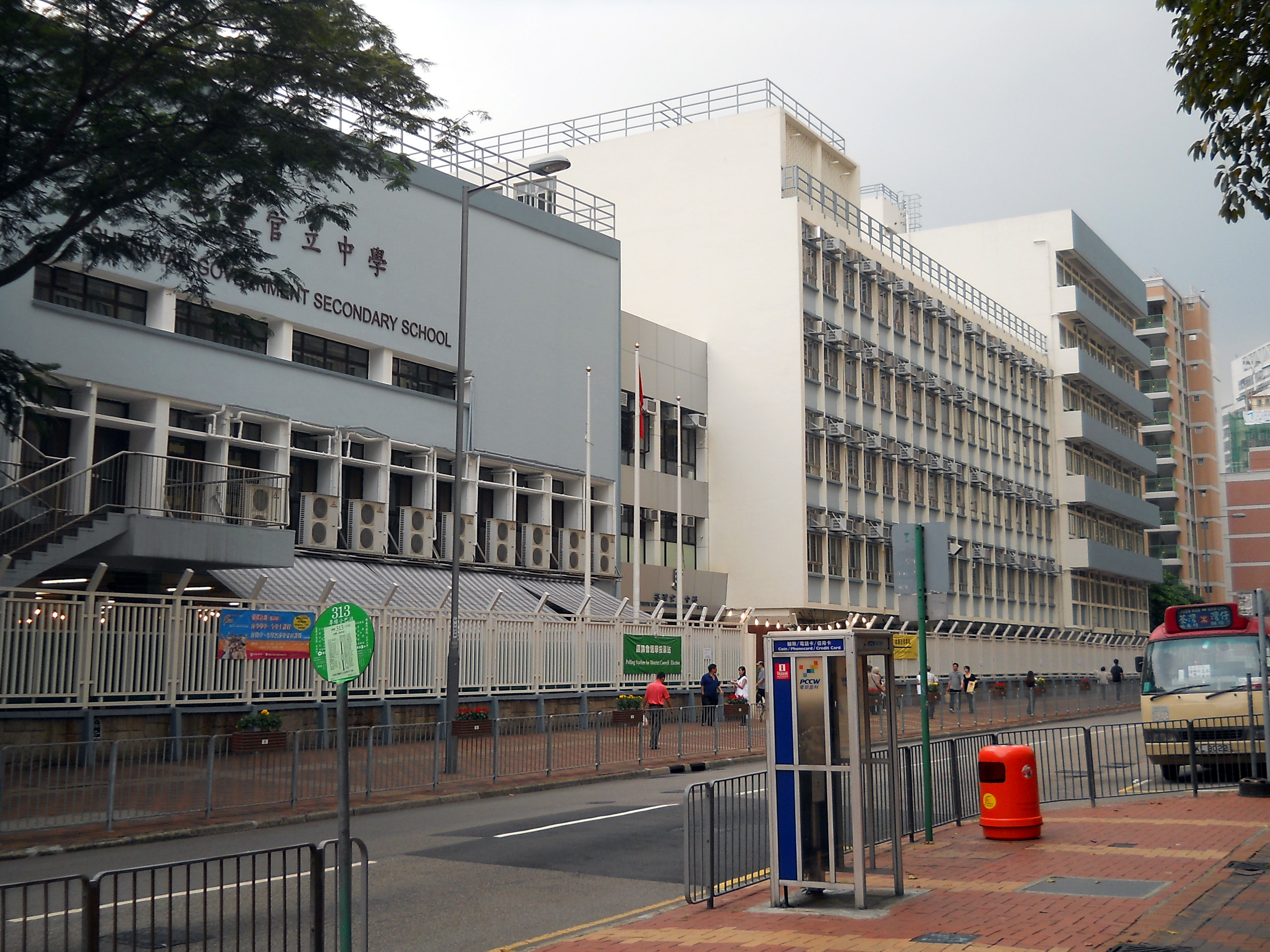
荃灣官立中學
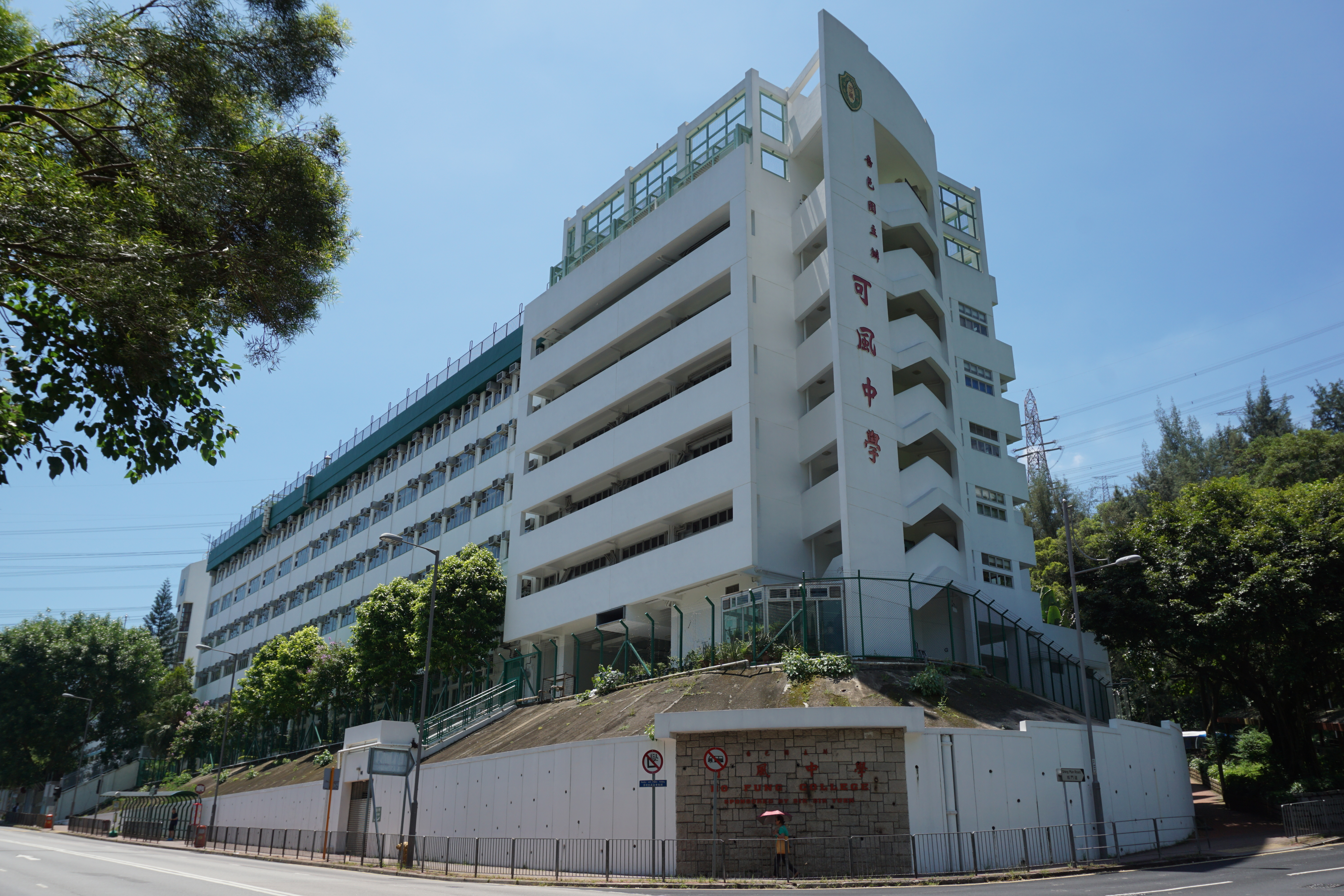
可風中學（嗇色園主辦）
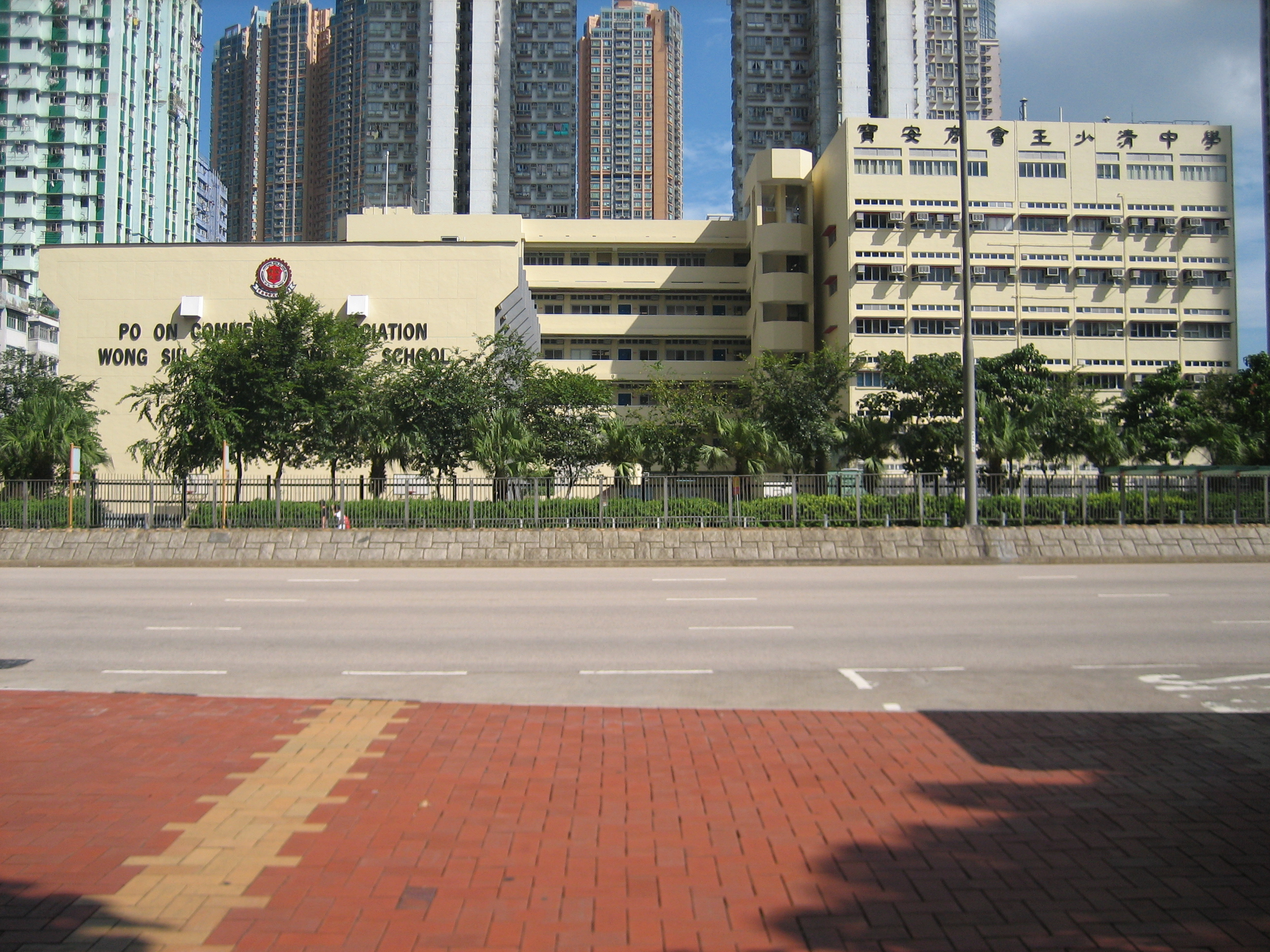
寶安商會王少清中學
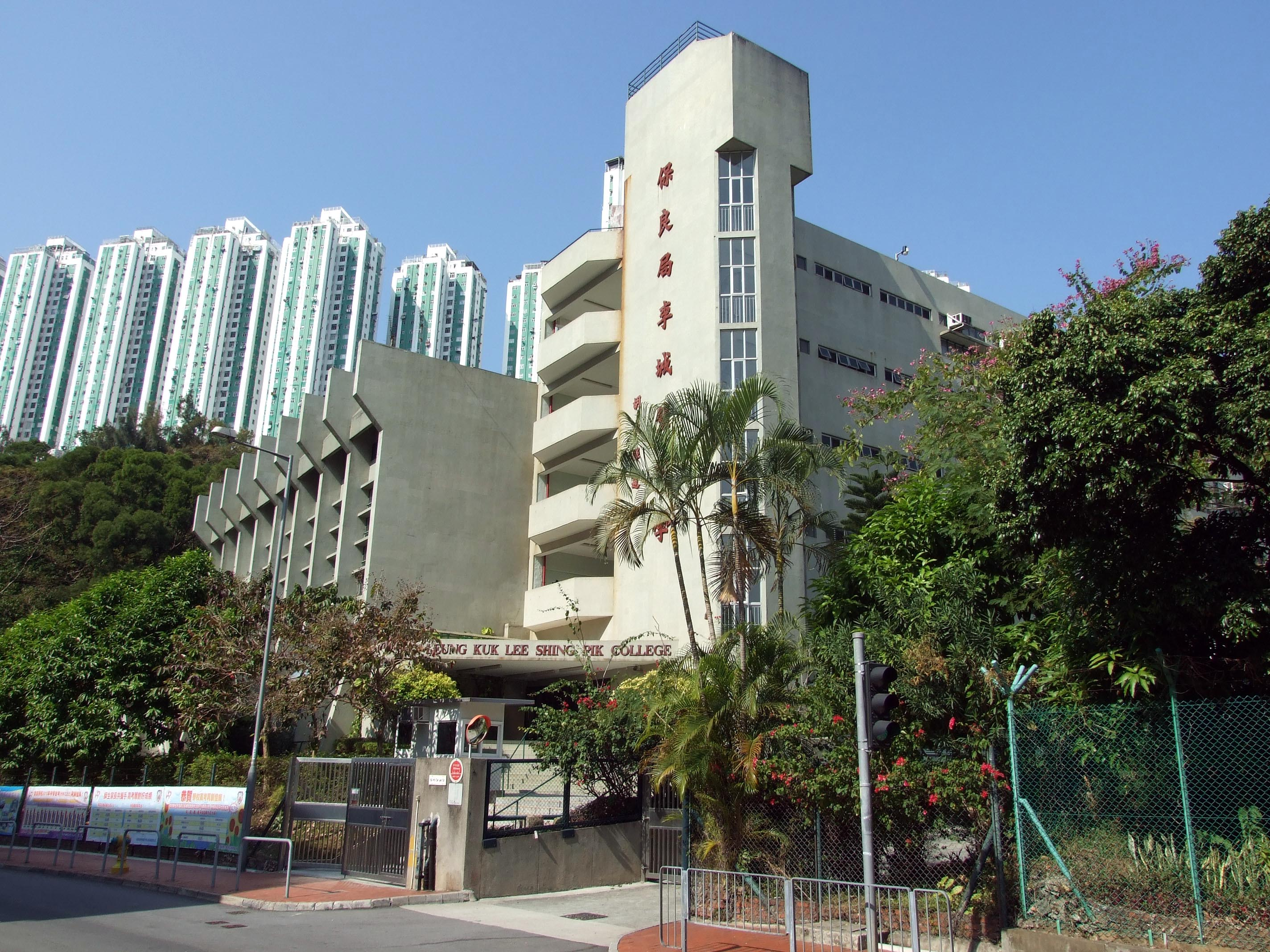
保良局李城璧中學
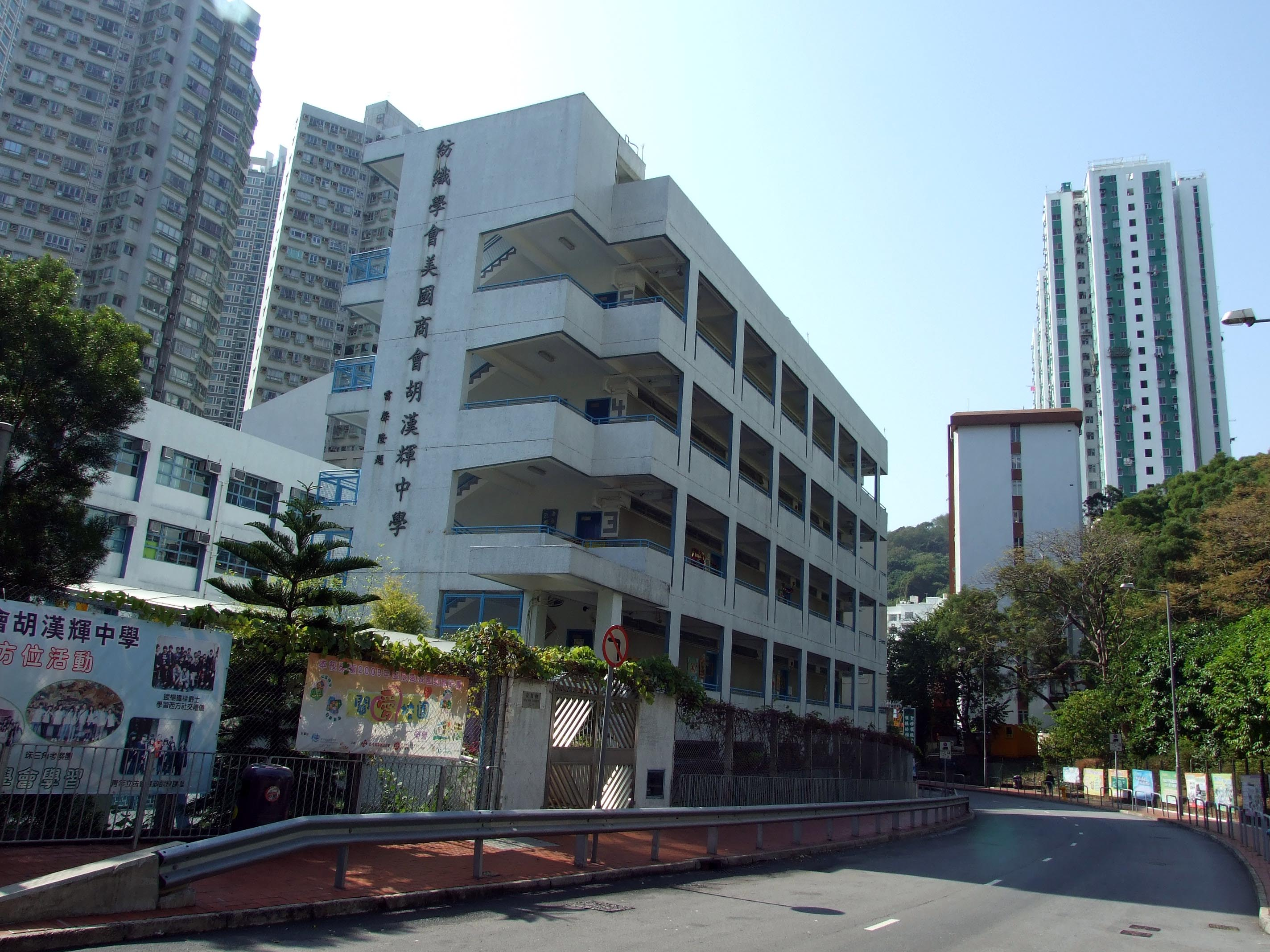
紡織學會美國商會胡漢輝中學

#### 小學教育
| - 中華基督教會全完第一小學 - 荃灣公立何傳耀紀念小學（前稱荃灣公立學校） - 靈光小學 - 天佑小學 - 荃灣官立小學 - 海壩街官立小學 - 荃灣潮州公學 - 荃灣天主教小學 - 路德會聖十架學校 |  | - 柴灣角天主教小學 - 香港道教聯合會圓玄學院石圍角小學 - 中華基督教會基慧小學 - 中華基督教會基慧小學 (馬灣) - 寶血會伍季明紀念學校 - 天主教石鐘山紀念小學 - 香港浸信會聯會小學 - 寶血會思源學校 - 深井天主教小學 |  | - 玫瑰蕾小學 - 梨木樹天主教小學 - 嗇色園主辦可信學校 - 聖公會主愛小學 (梨木樹) |

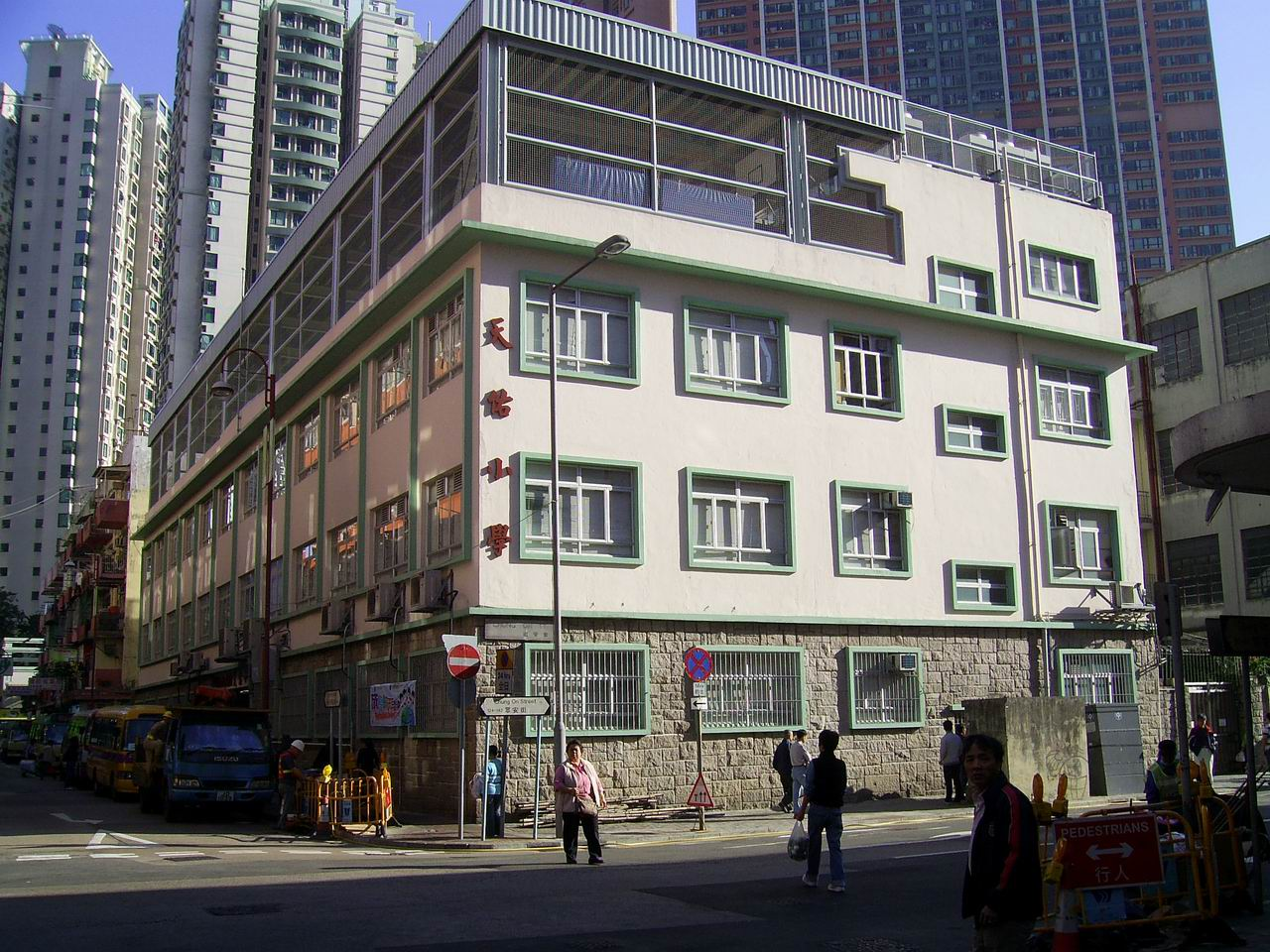
天佑小學
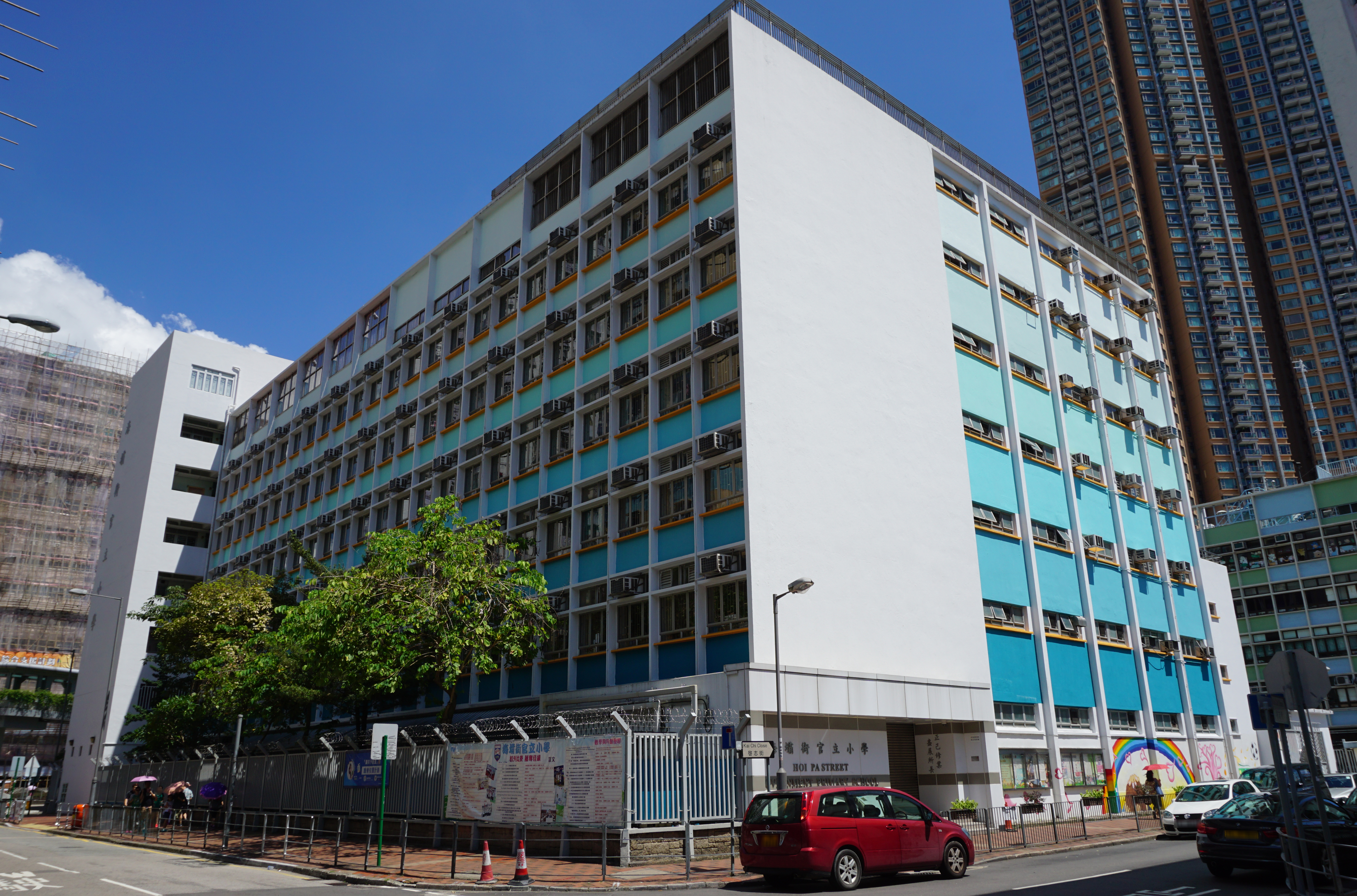
海壩街官立小學
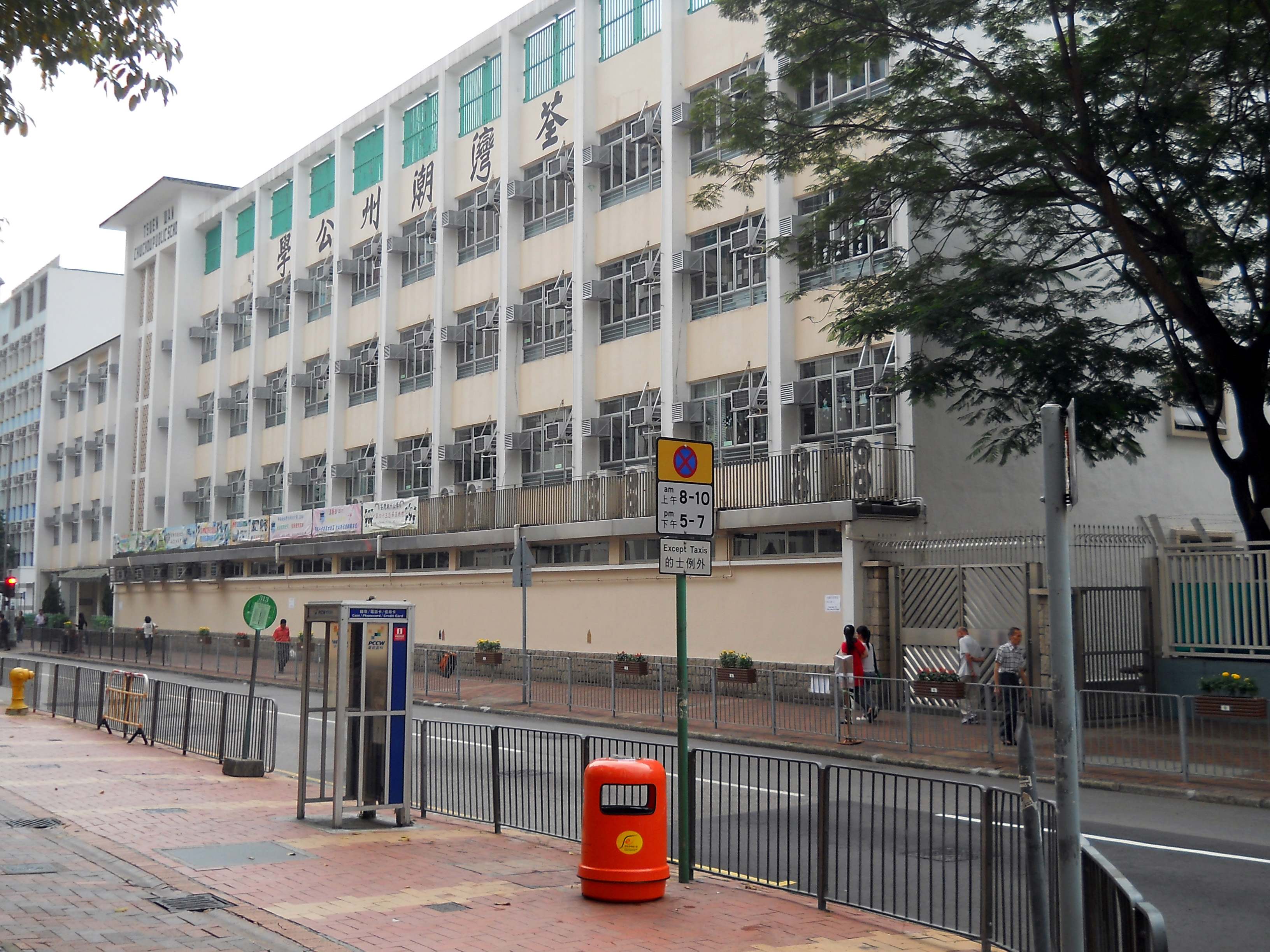
荃灣潮州公學
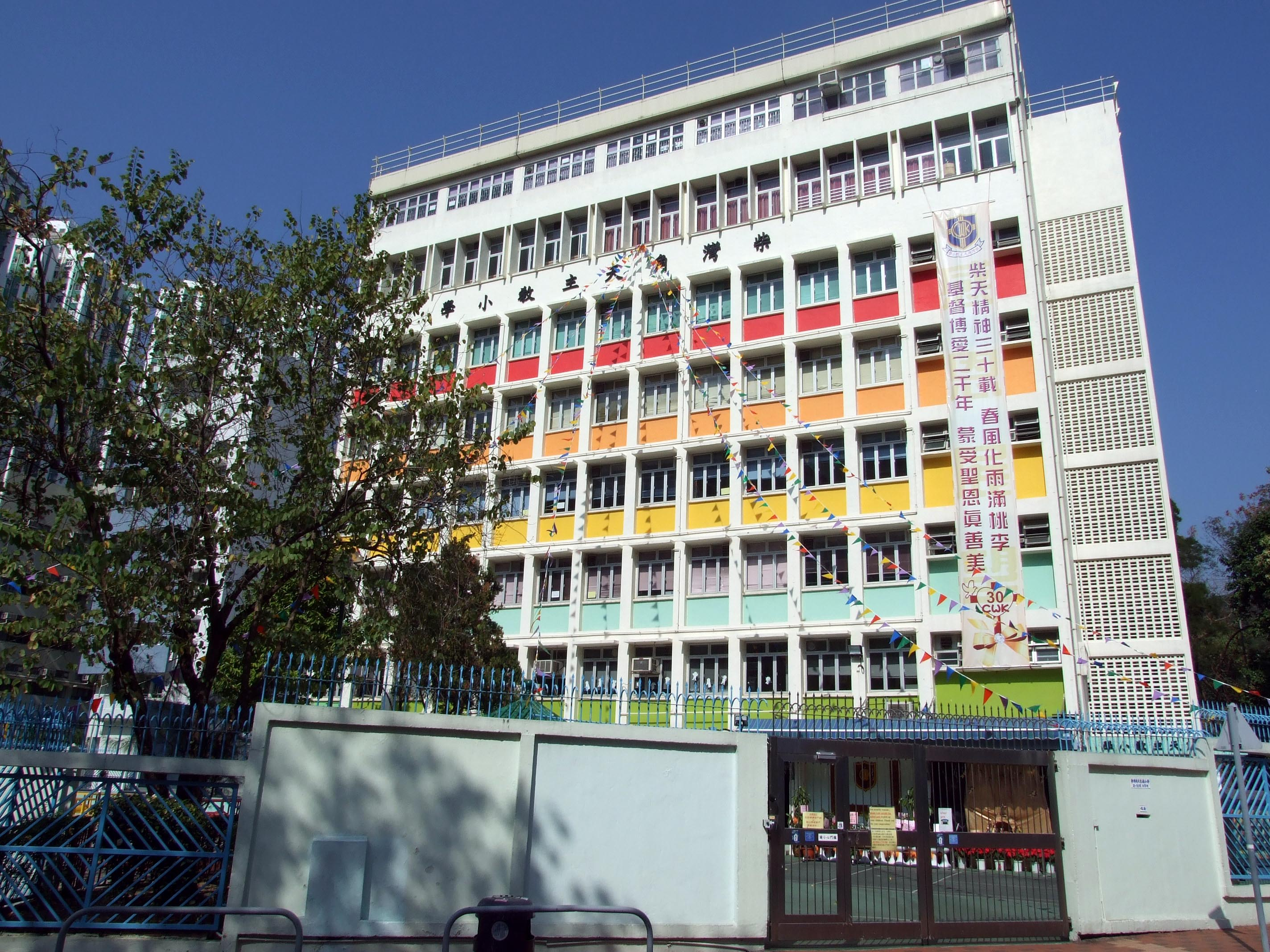
柴灣角天主教小學
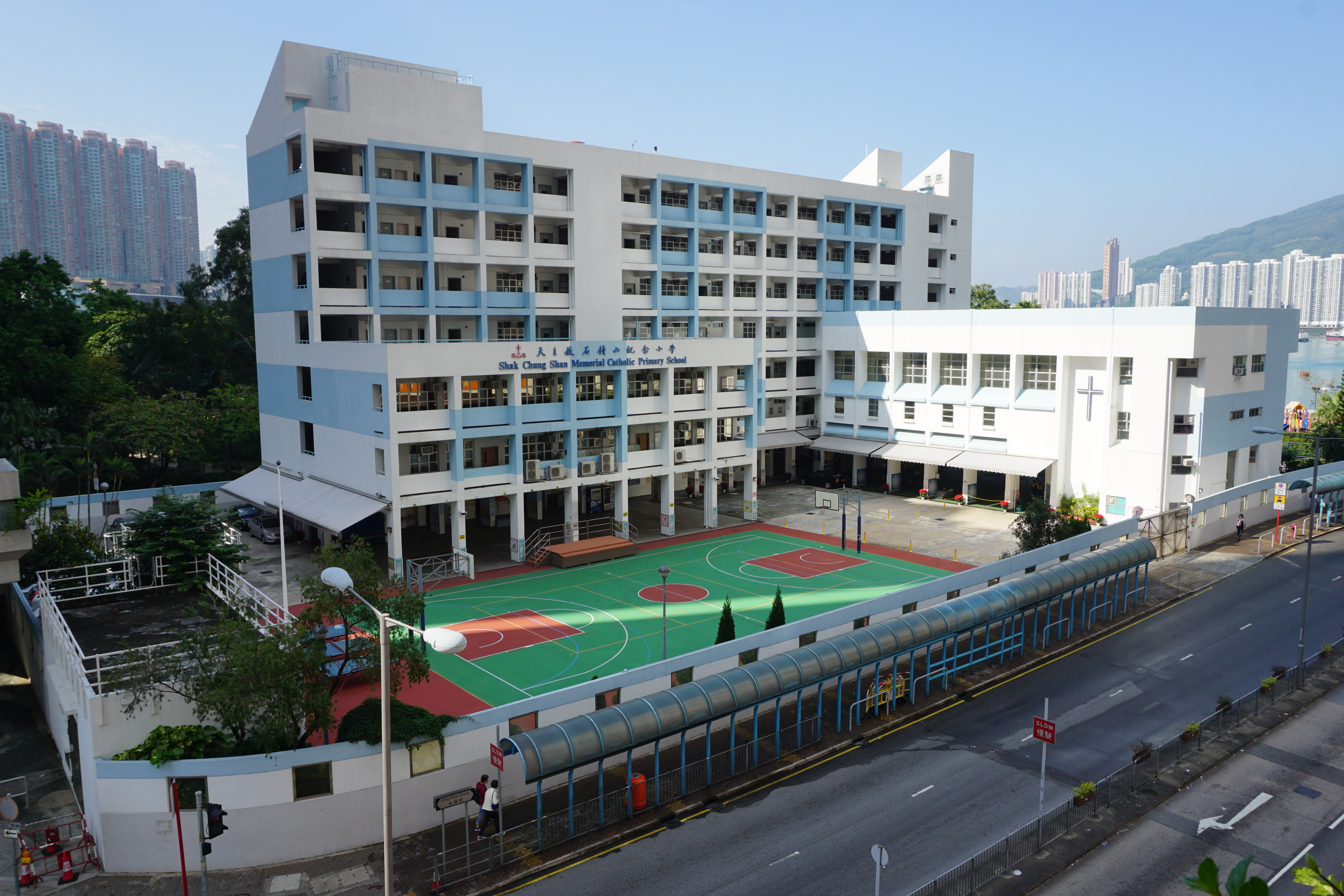
天主教石鐘山紀念小學
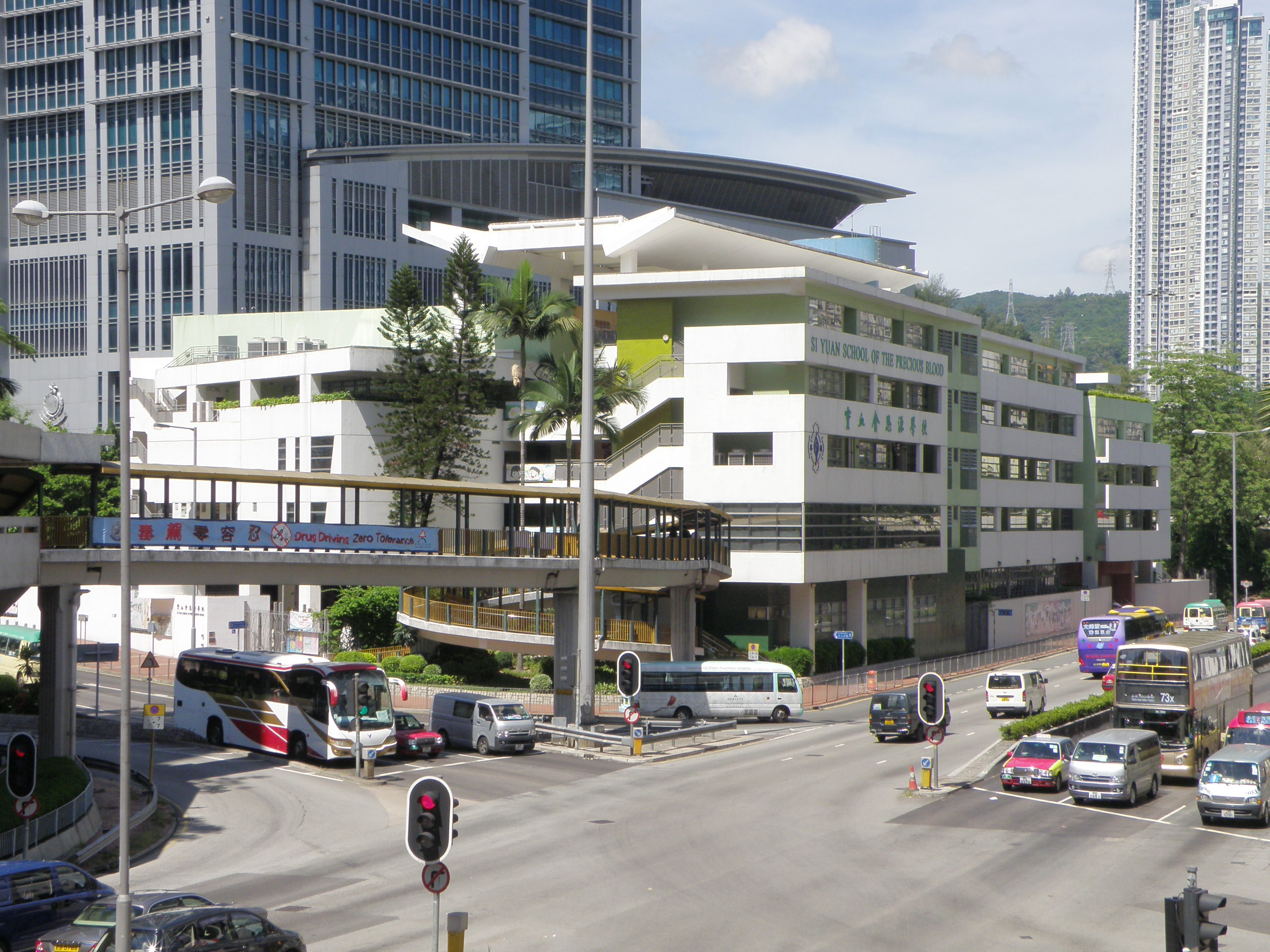
寶血會思源學校

### 醫療服務
位於荃灣的仁濟醫院於1973年正式啟用，於1991年正式成為醫院管理局轄下的一所公立醫院。以下為荃灣區醫院列表：
公營醫院（九龍西聯網）

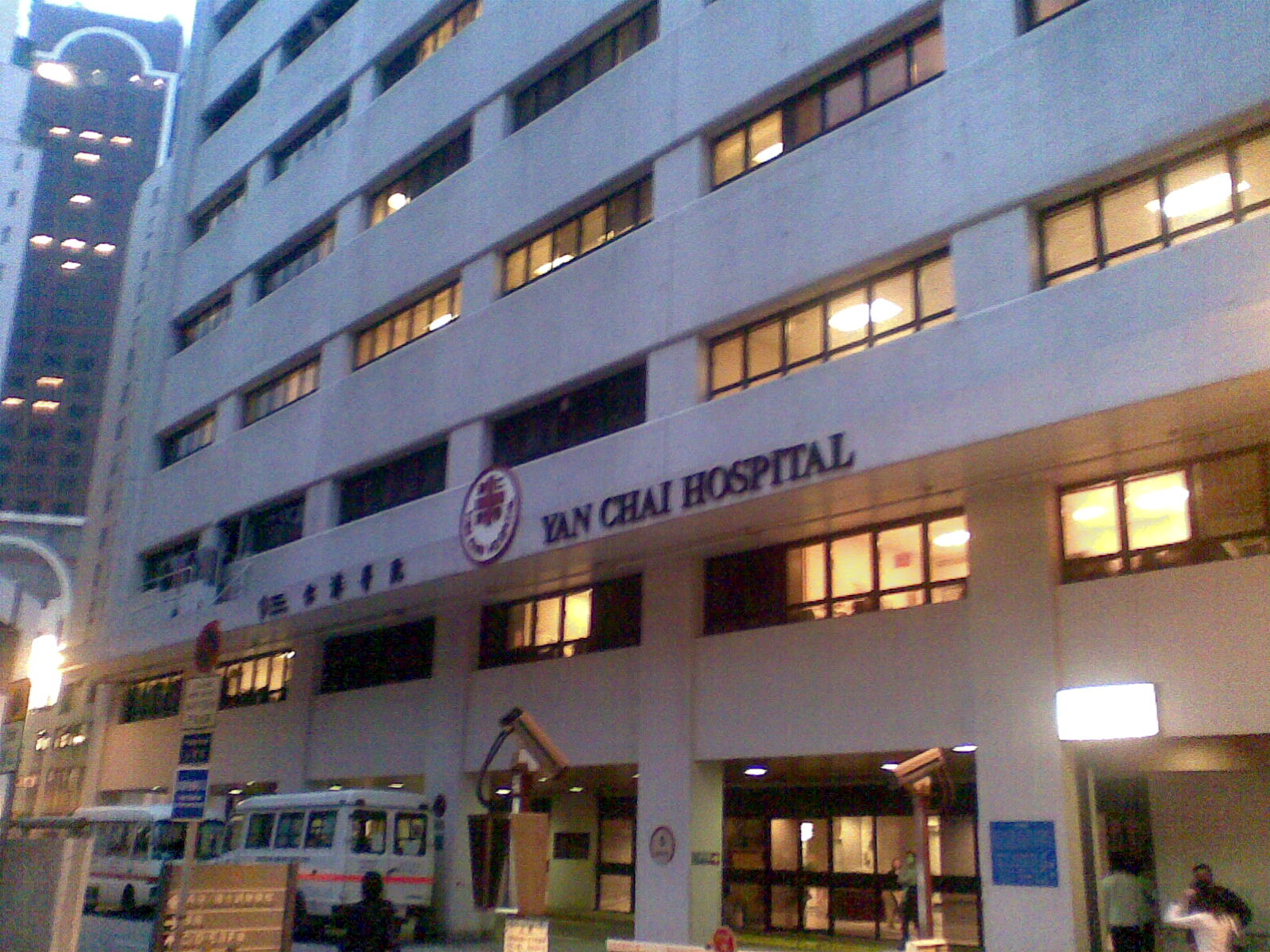
仁濟醫院
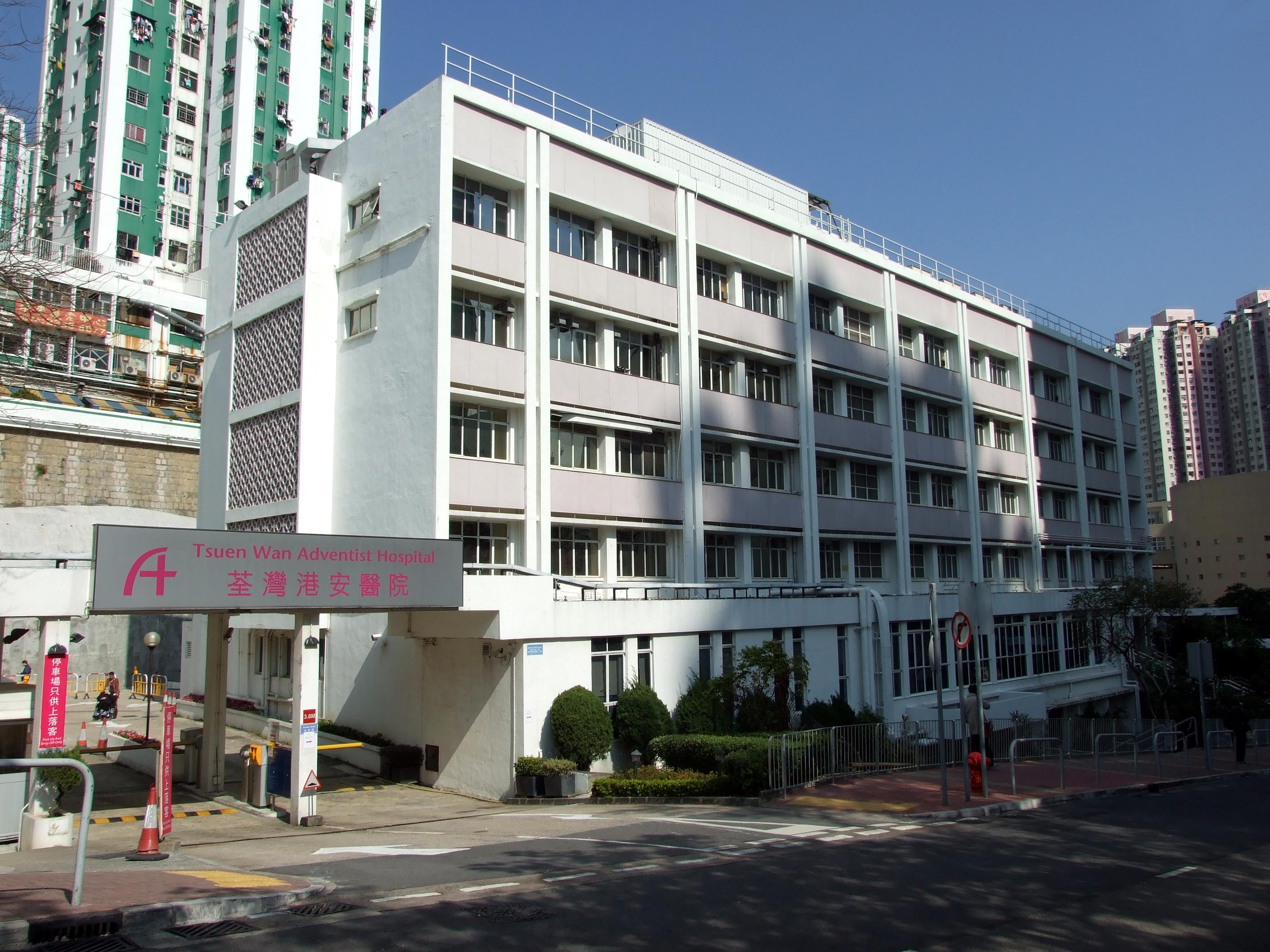
香港港安醫院–荃灣
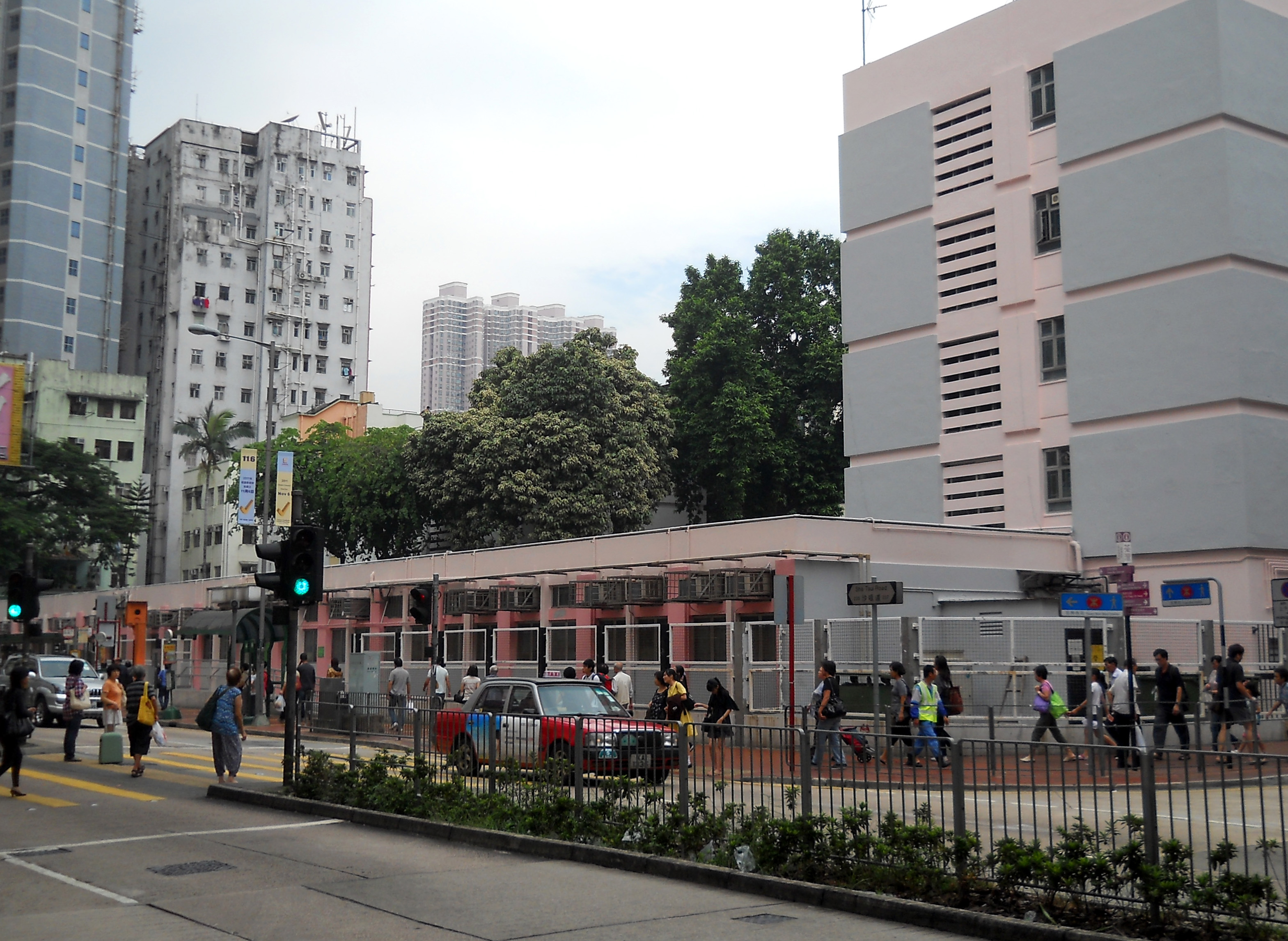
戴麟趾夫人分科診療所

公營診所
- 戴麟趾夫人分科診療所

私營醫院
- 香港港安醫院–荃灣

- 仁濟醫院
- 香港港安醫院–荃灣
- 戴麟趾夫人分科診療所

### 文娛康樂
荃灣區因為大部分土地已經規劃為工業或商業區，1980年代令區內的文康設施非常少，只有荃灣大會堂及荃灣公共圖書館，但1990年代區域市政局積極在荃灣東北面興建多個文康設施，包括城門谷游泳池、城門谷運動場及蕙荃體育館。不過根據明愛荃灣社區中心2015年統計，荃灣公共兒童遊樂設施分數是18區及新界西中最低，舊區的遊樂場只有少量遊樂設施，反之私人住宅旁卻有好玩的兒童遊樂場。結果天台成為劏房孩子的好去處。康文署回覆指「現時並沒有計劃在荃灣區內加建或重新規劃兒童遊樂設施」。
| 博物館 - 三棟屋博物館 圖書館 - 石圍角公共圖書館 - 荃灣公共圖書館 （前荃灣中央圖書館） - 流動圖書館一 - 流動圖書館四 - 流動圖書館五 社區中心及會堂 - 荃灣大會堂 - 石圍角社區會堂 - 梨木樹社區會堂 - 雅麗珊社區中心 | 體育館 - 荃景圍體育館 - 荃灣西約體育館 - 楊屋道體育館 - 蕙荃體育館 - 荃灣體育館 游泳池 - 城門谷游泳池 - 荃景圍胡忠泳池 泳灘 - 汀九灣泳灘 - 近水灣泳灘 - 更生灣泳灘 - 海美灣泳灘 - 馬灣東灣泳灘 - 釣魚灣泳灘 - 雙仙灣泳灘 - 麗都灣泳灘 | 公園 - 荃灣公園 - 荃灣海濱公園 - 城門谷公園 - 賽馬會德華公園 主題公園 - 馬灣公園 - 香港迪士尼樂園 草地球場 - 城門谷運動場 硬地球場 - 沙咀道遊樂場 度假營 - 曹公潭戶外康樂中心 |

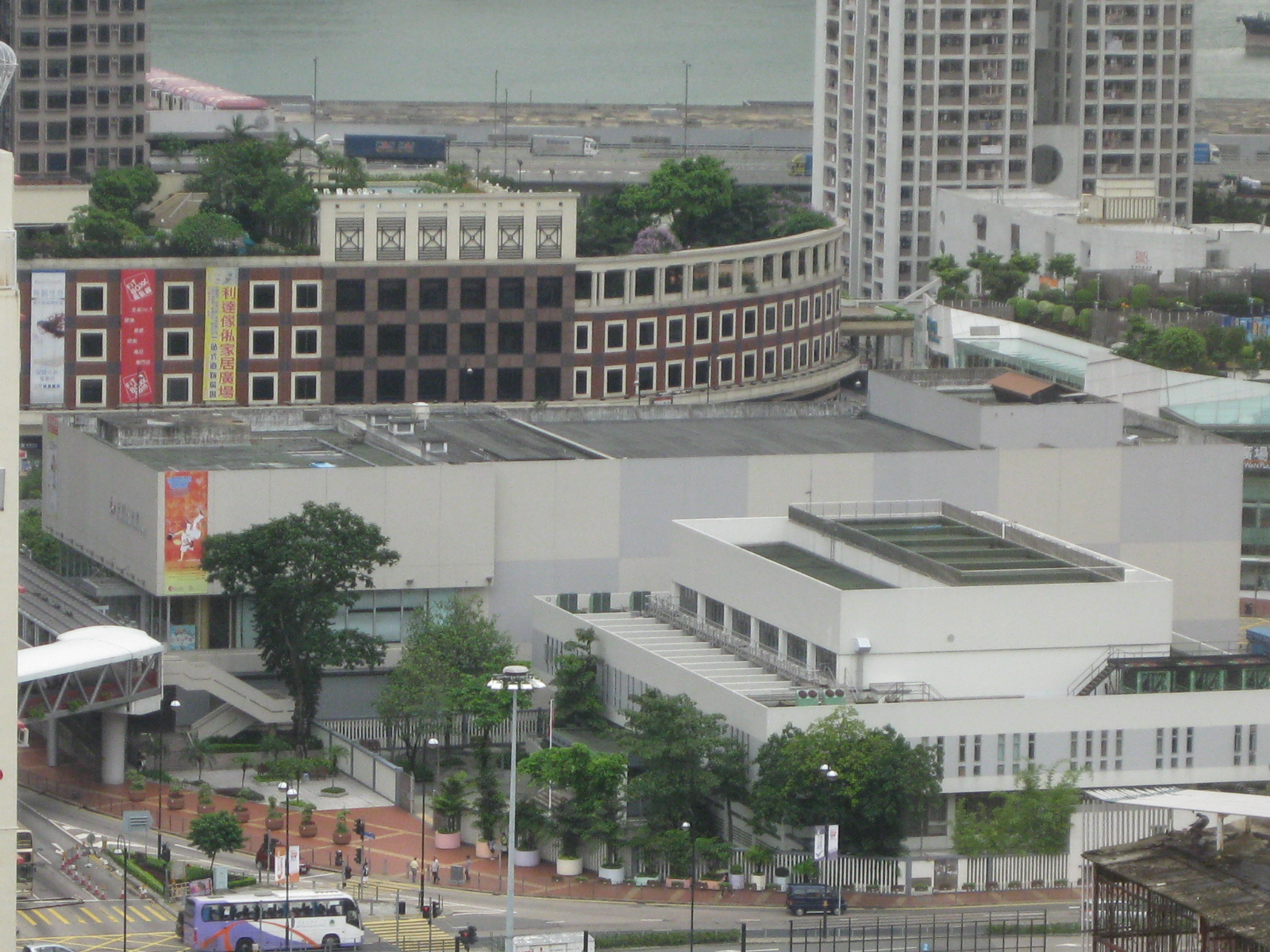
荃灣大會堂
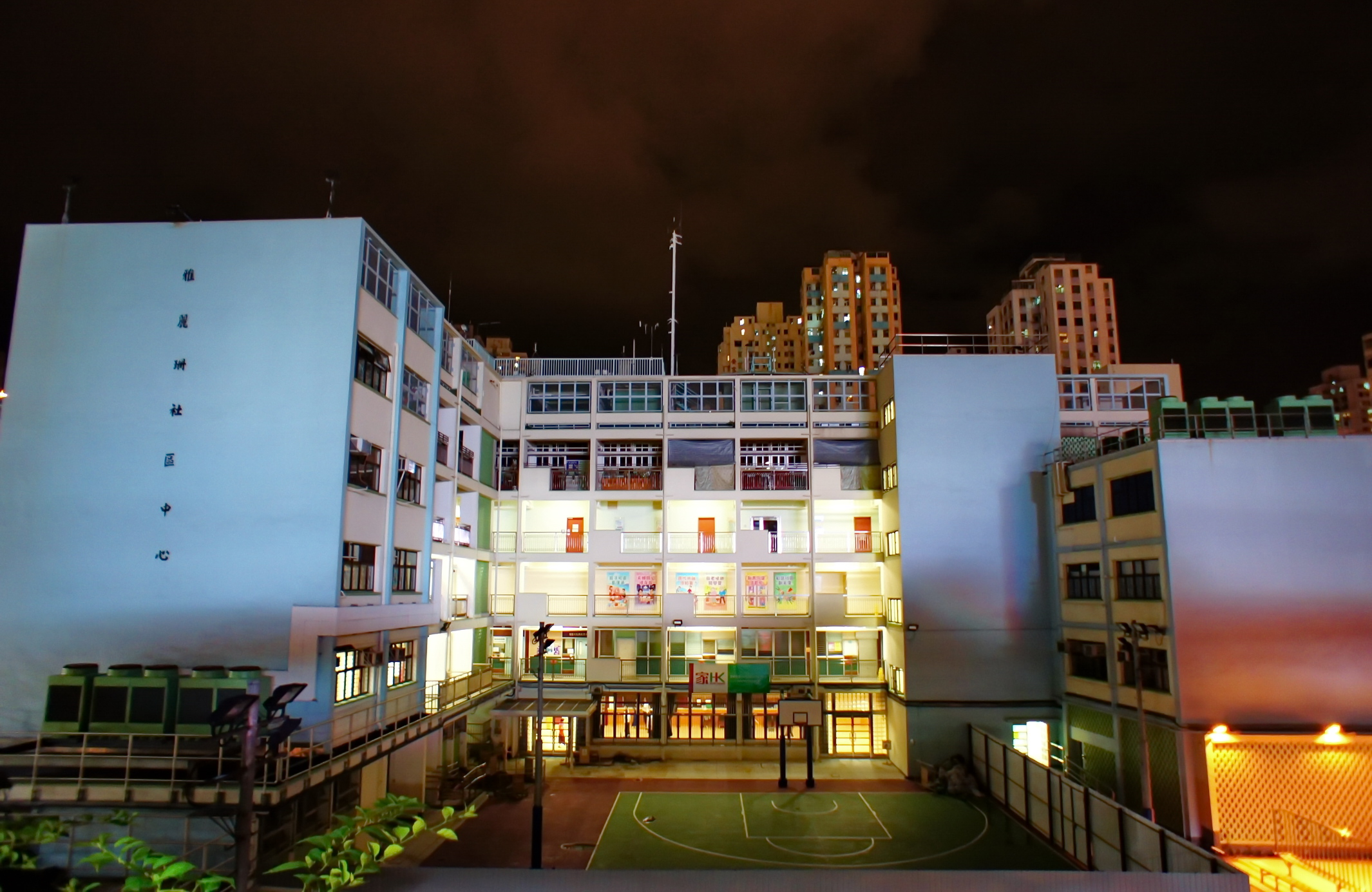
雅麗珊社區中心
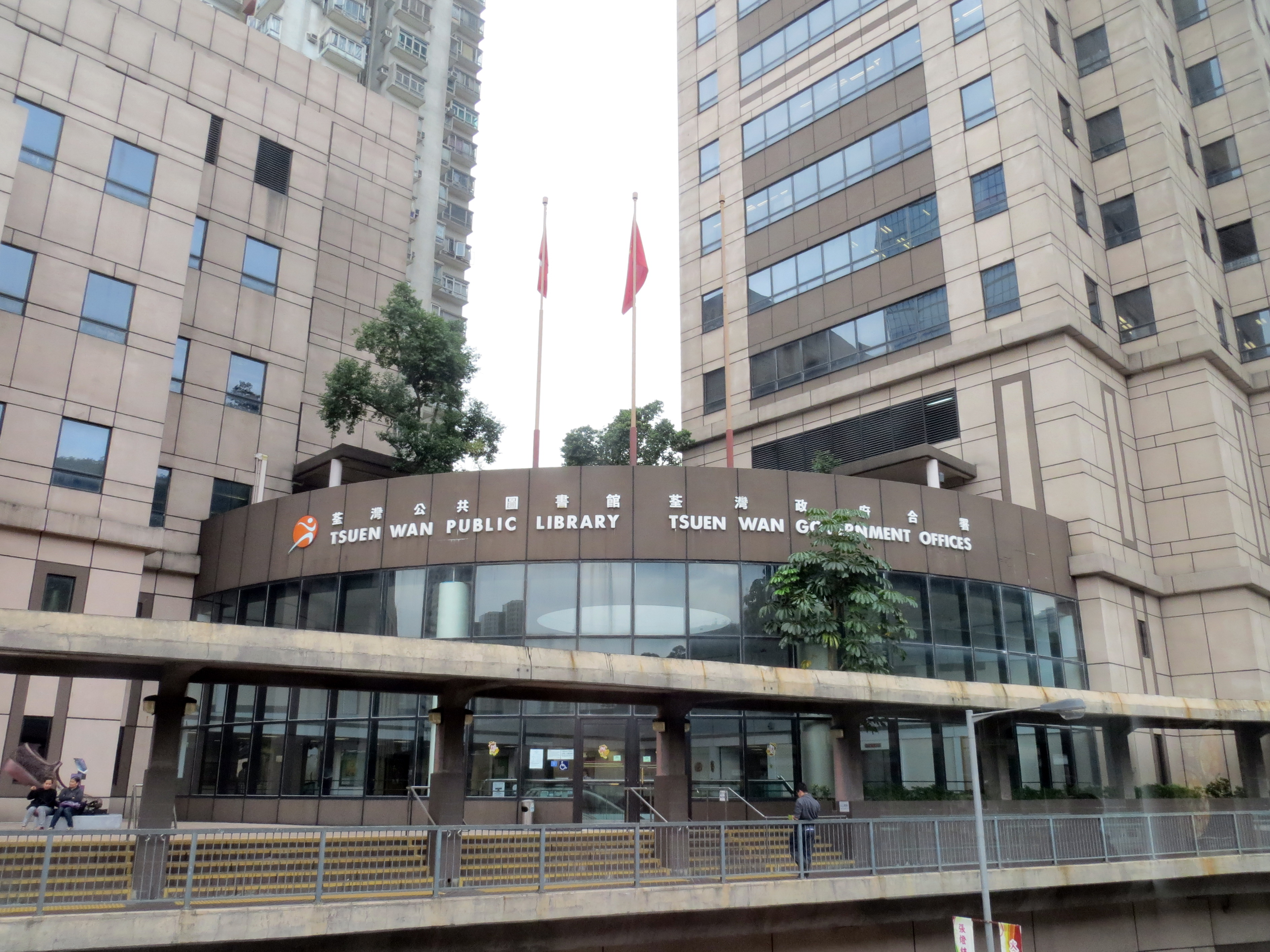
荃灣公共圖書館
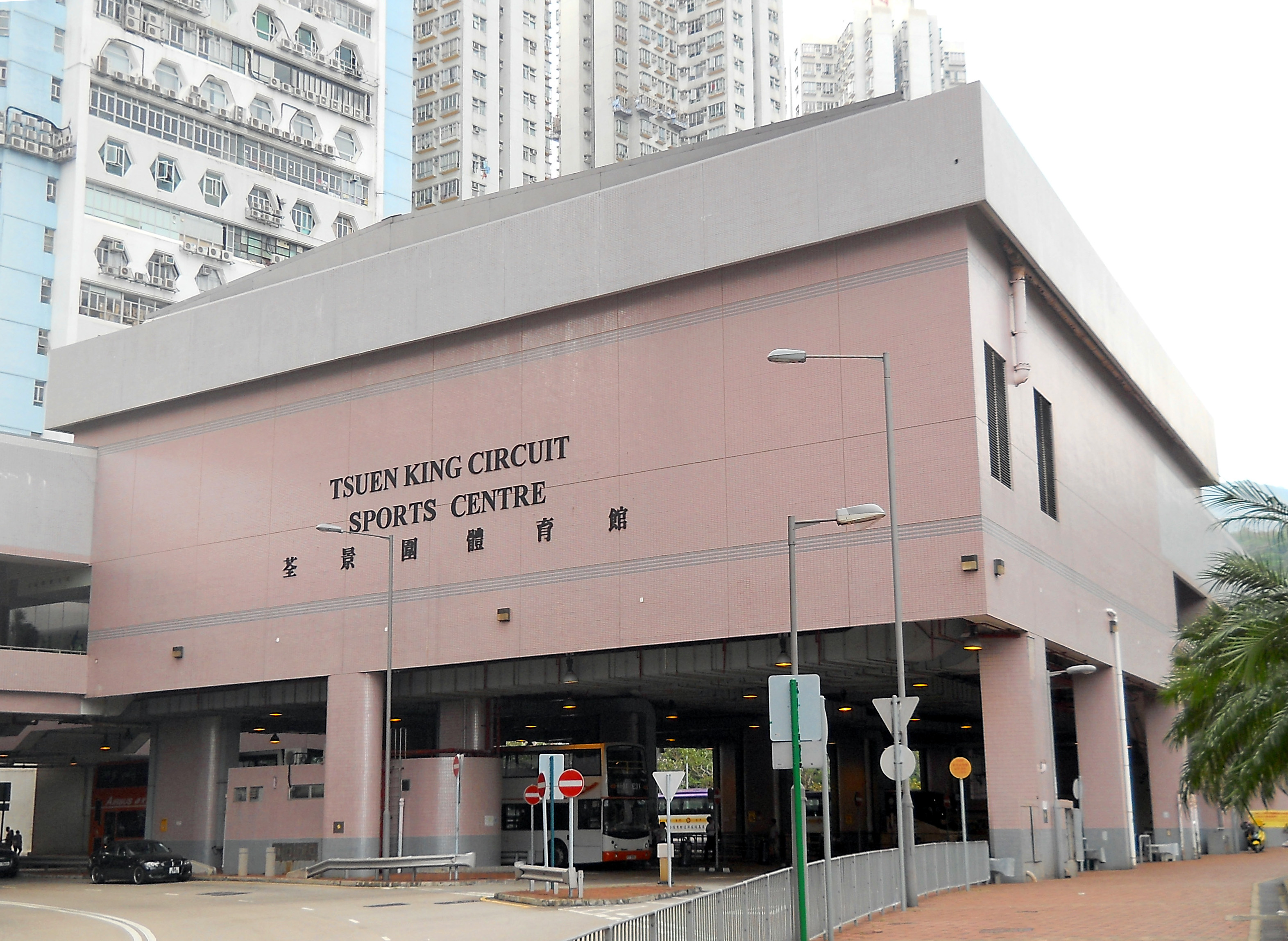
荃景圍體育館
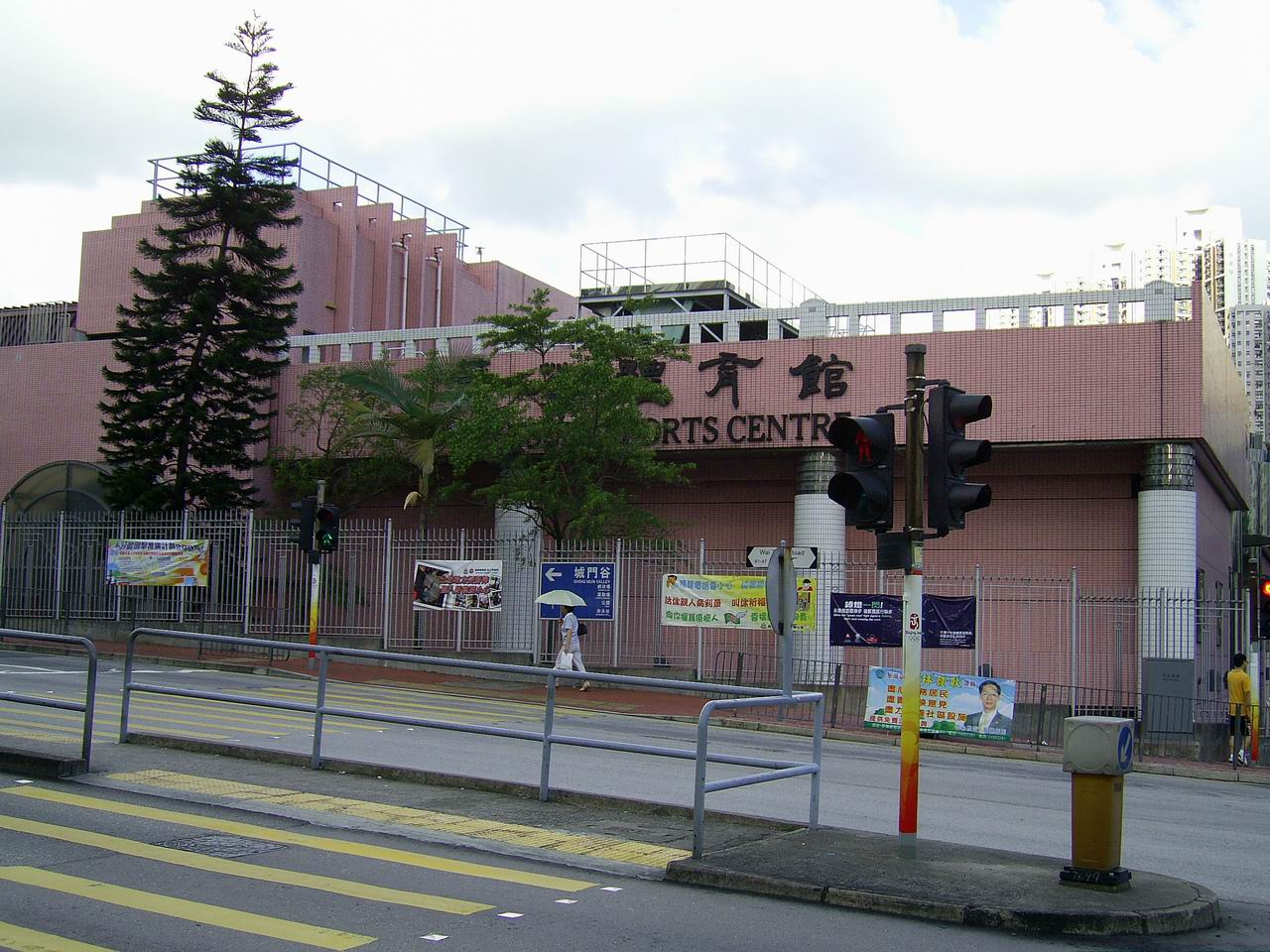
蕙荃體育館
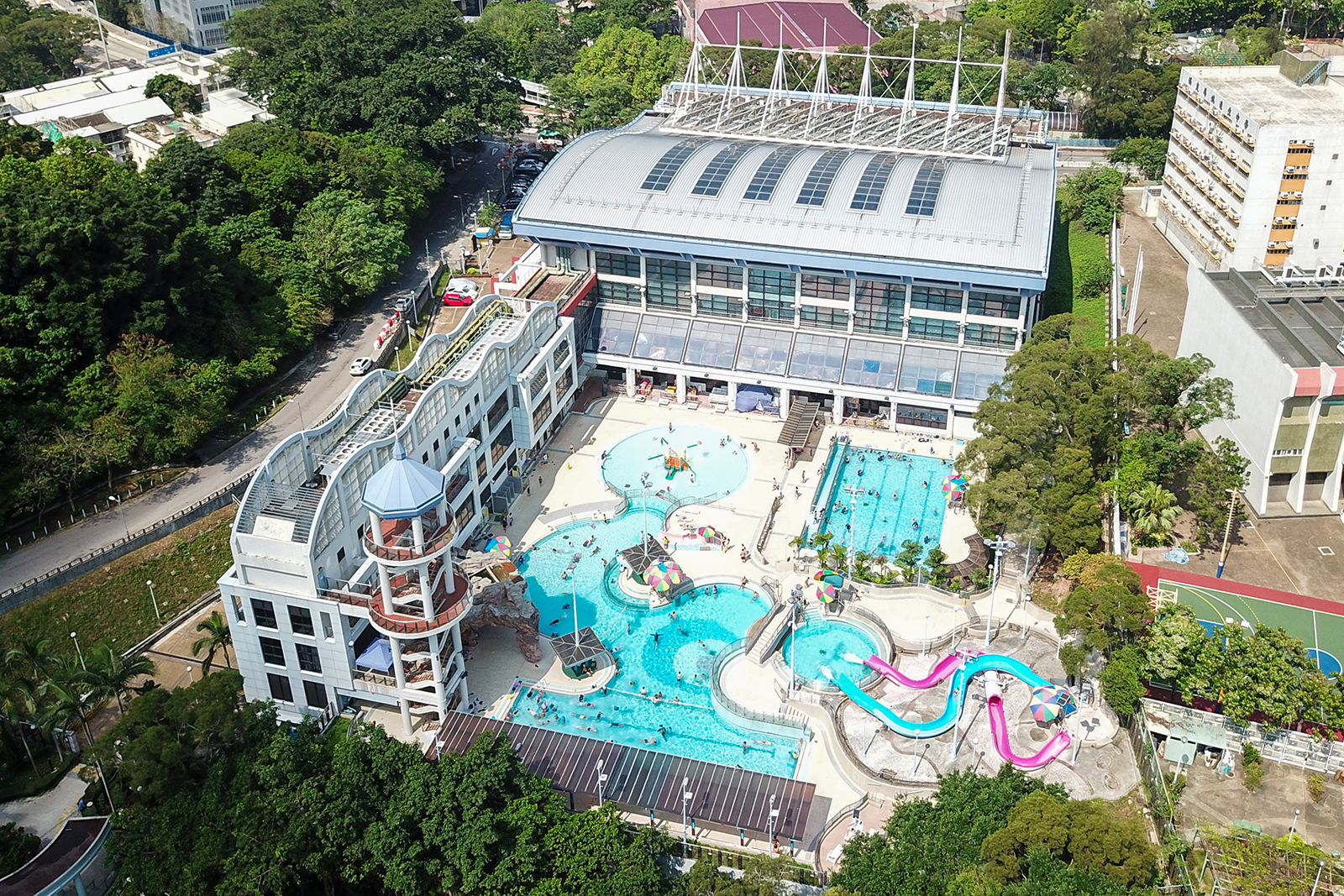
城門谷游泳池
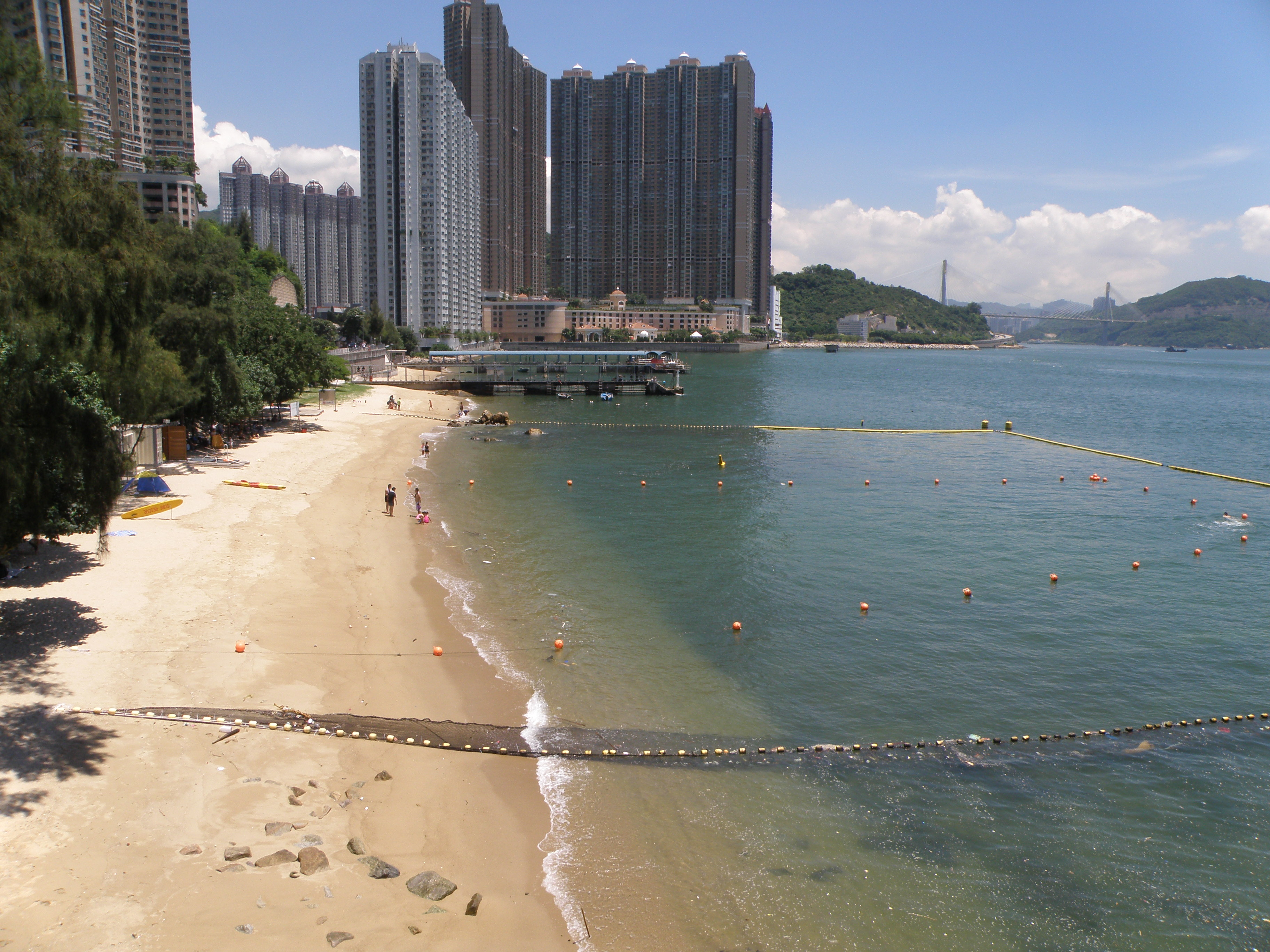
釣魚灣泳灘
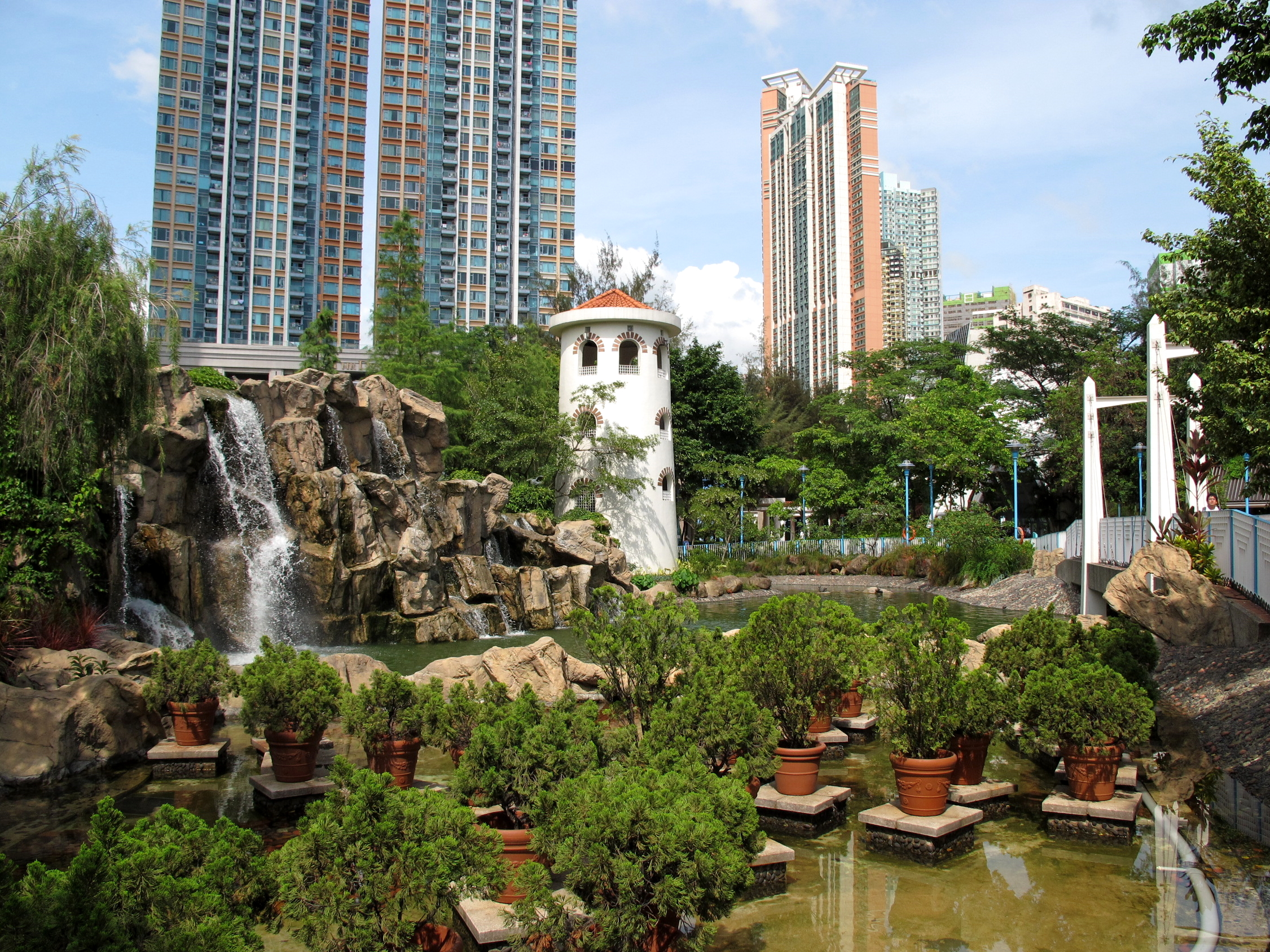
荃灣公園
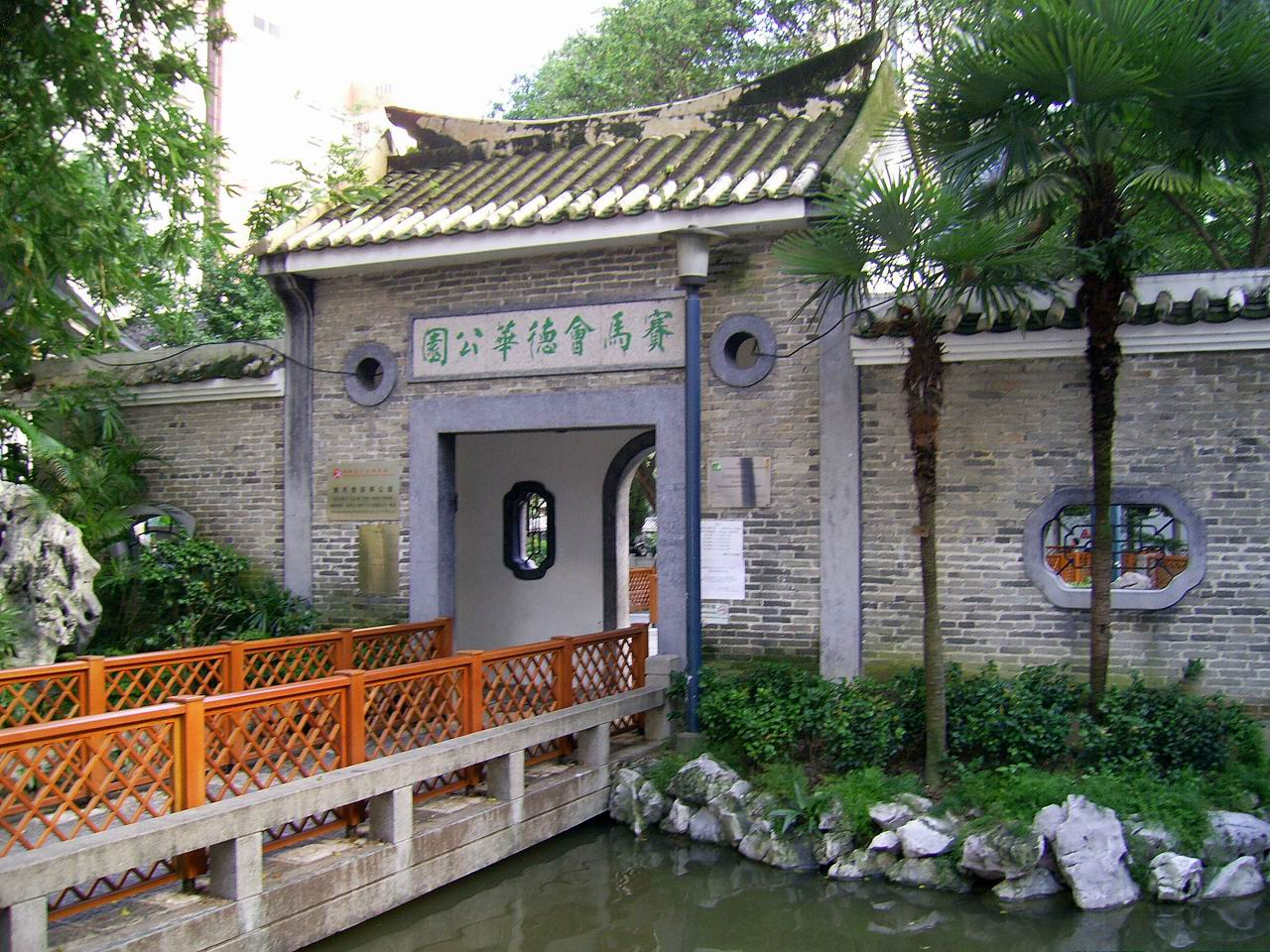
賽馬會德華公園
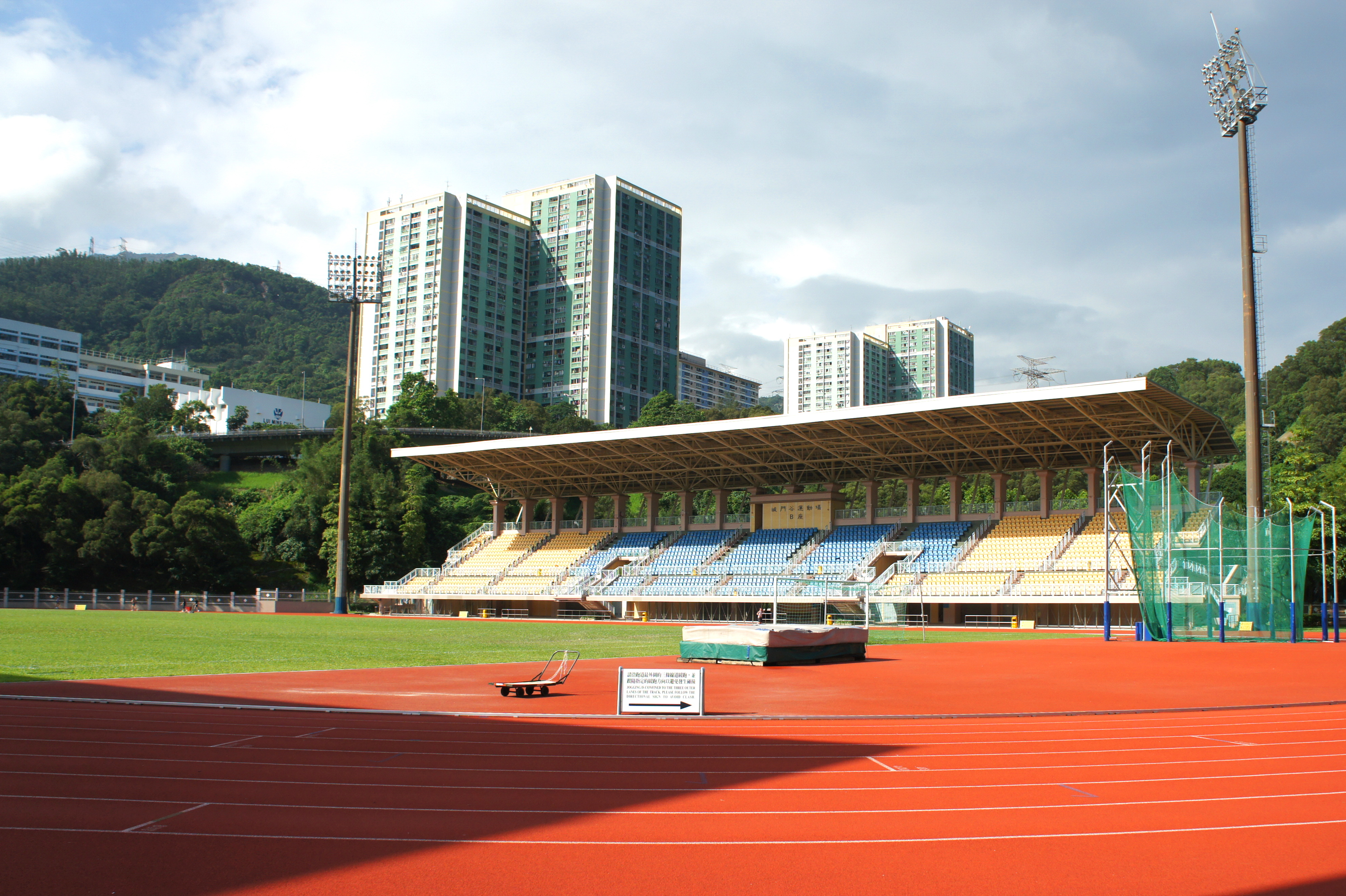
城門谷運動場
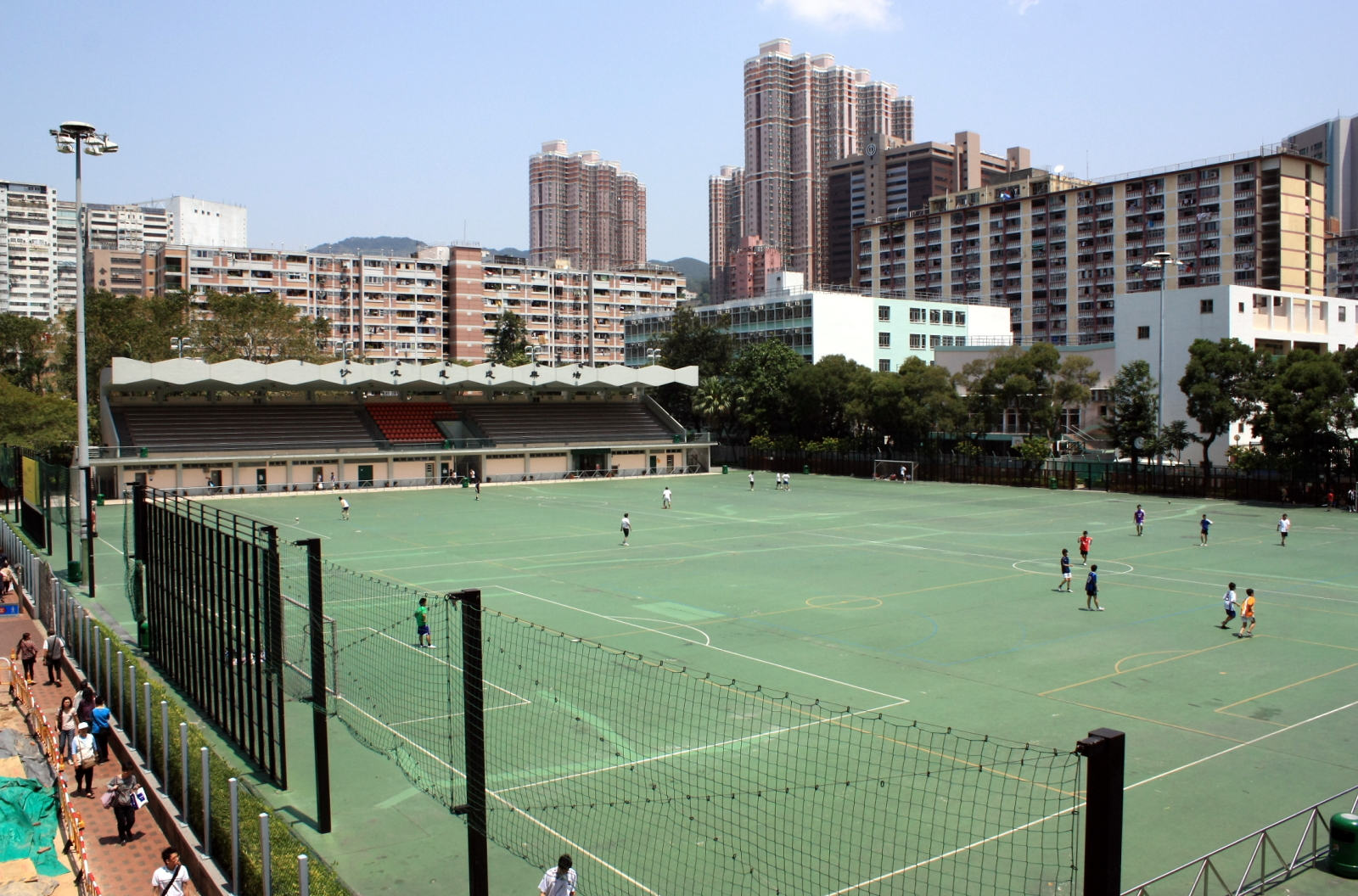
沙咀道遊樂場

## 旅遊
- 三棟屋博物館
- 賽馬會德華公園
- 荃灣公園
- 城門谷公園
- 城門水塘
- 大帽山郊野公園
- 曹公潭戶外康樂中心
- 圓玄學院
- 竹林禪院
- 芙蓉山
- 西方寺
- 機場核心計劃展覽中心（位於汀九）

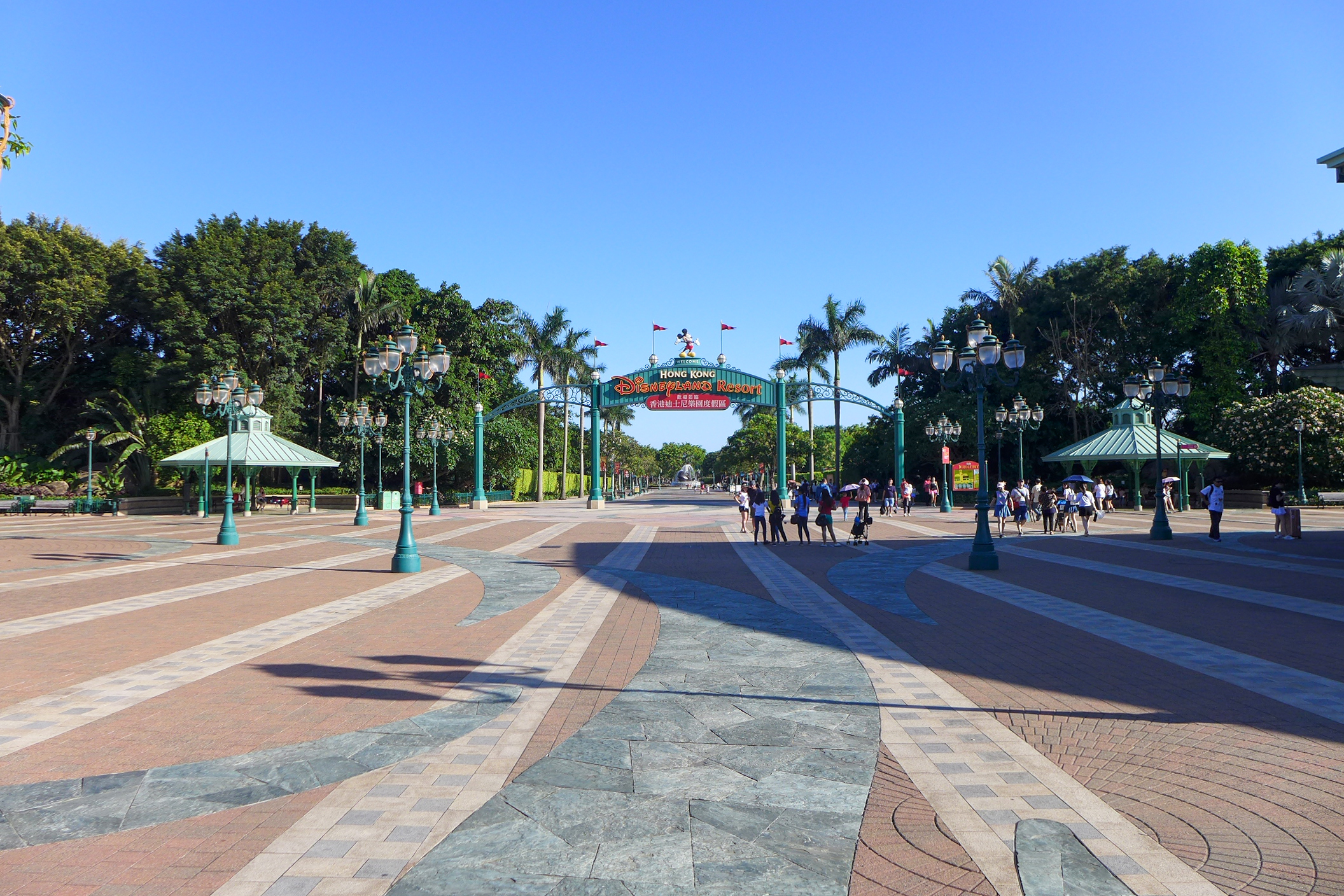
香港迪士尼樂園度假區

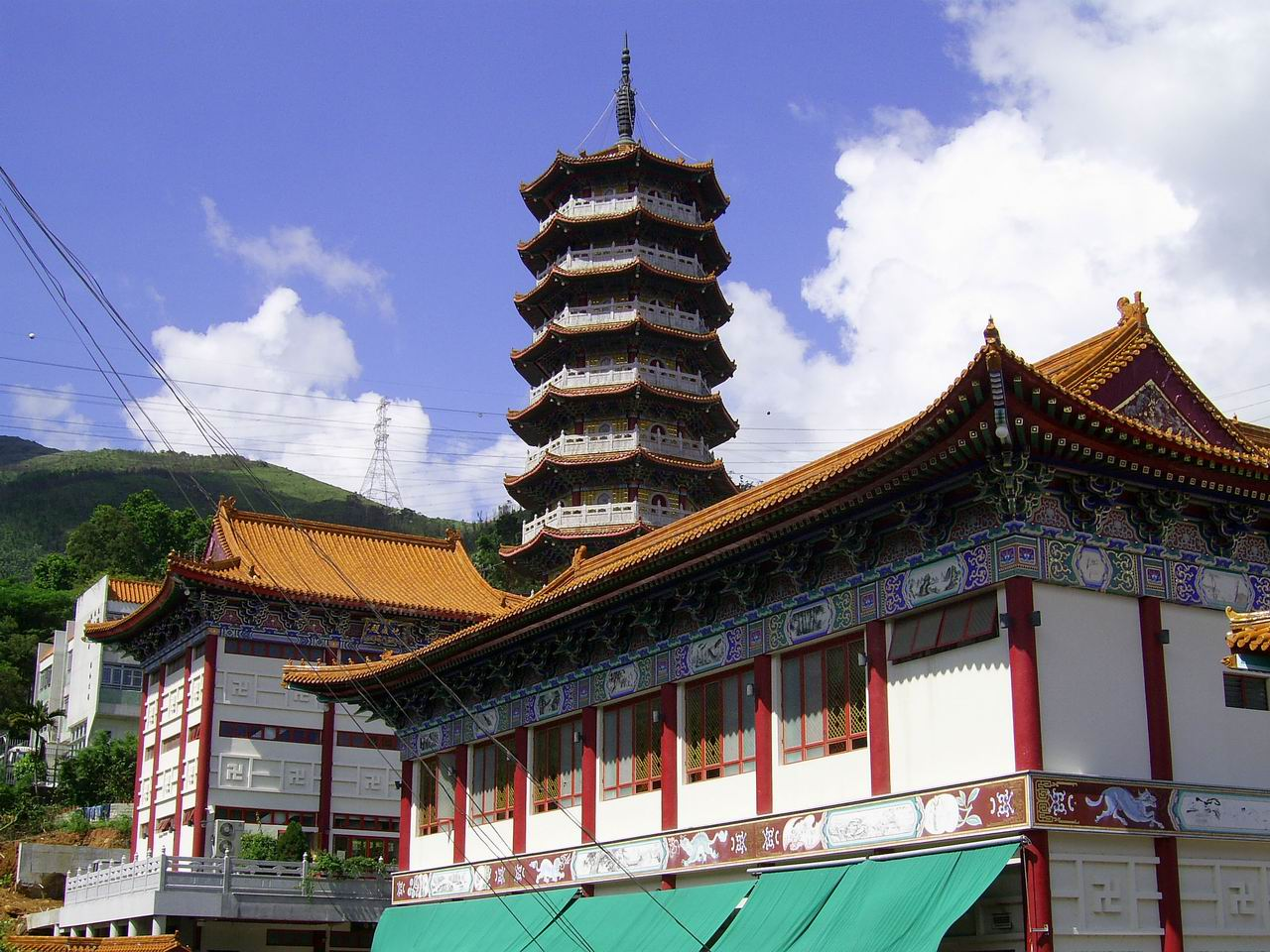
西方寺

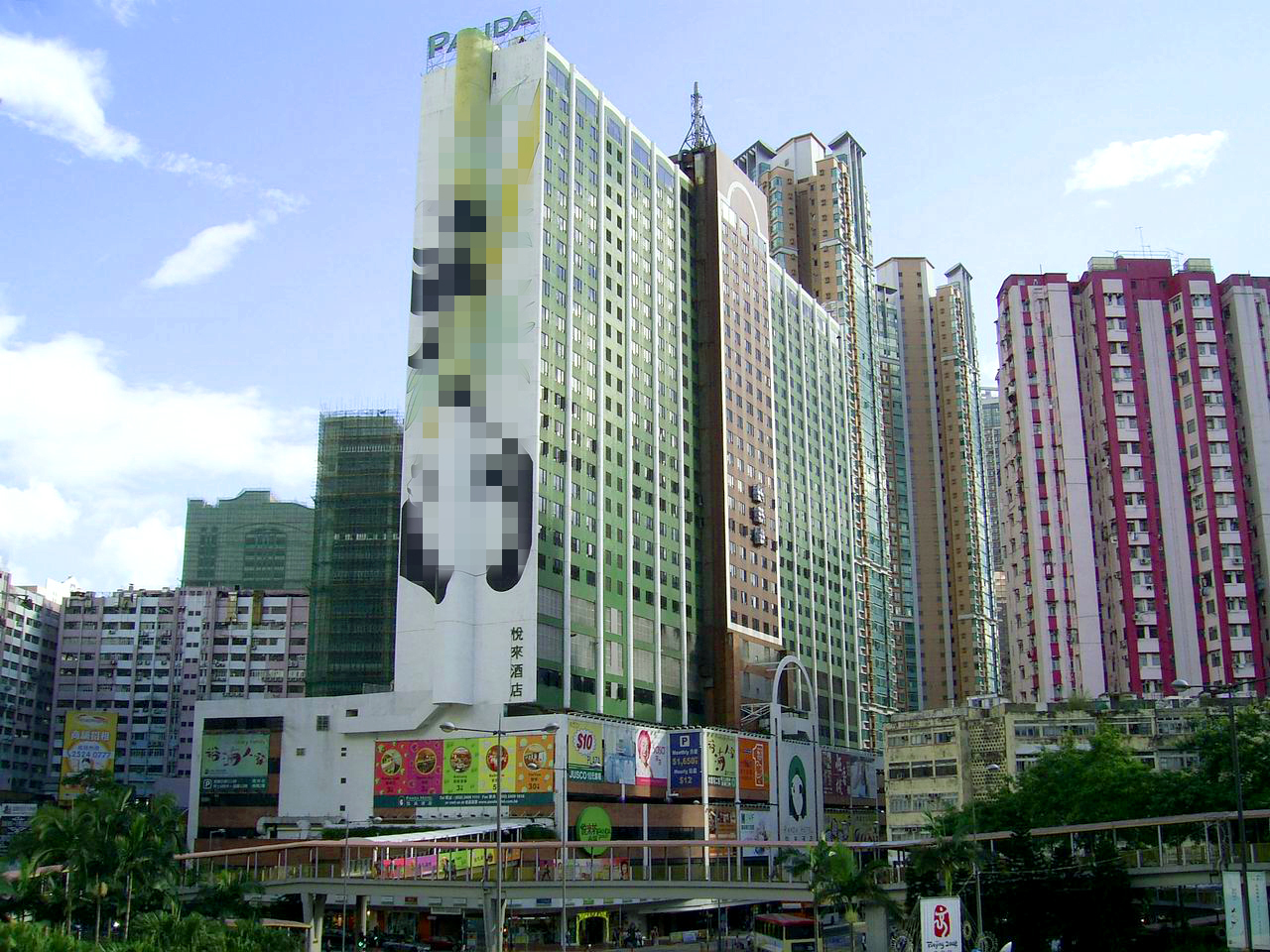
悅來酒店

- 香港迪士尼樂園度假區（位於大嶼山竹篙灣、橫跨荃灣區和離島區）
- 馬灣公園

### 酒店
- 荃灣西如心酒店
- 悅來酒店
- 遠東絲麗酒店
- 汀蘭居（位於油柑頭）
- 帝景酒店（位於汀九）
- 香港荃湾帝盛酒店

## 經濟發展

### 工業

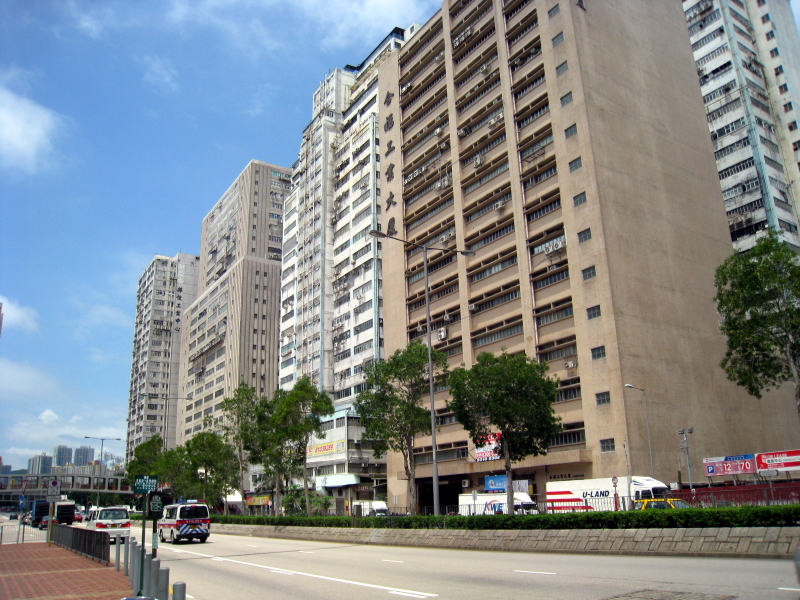
柴灣角工業區

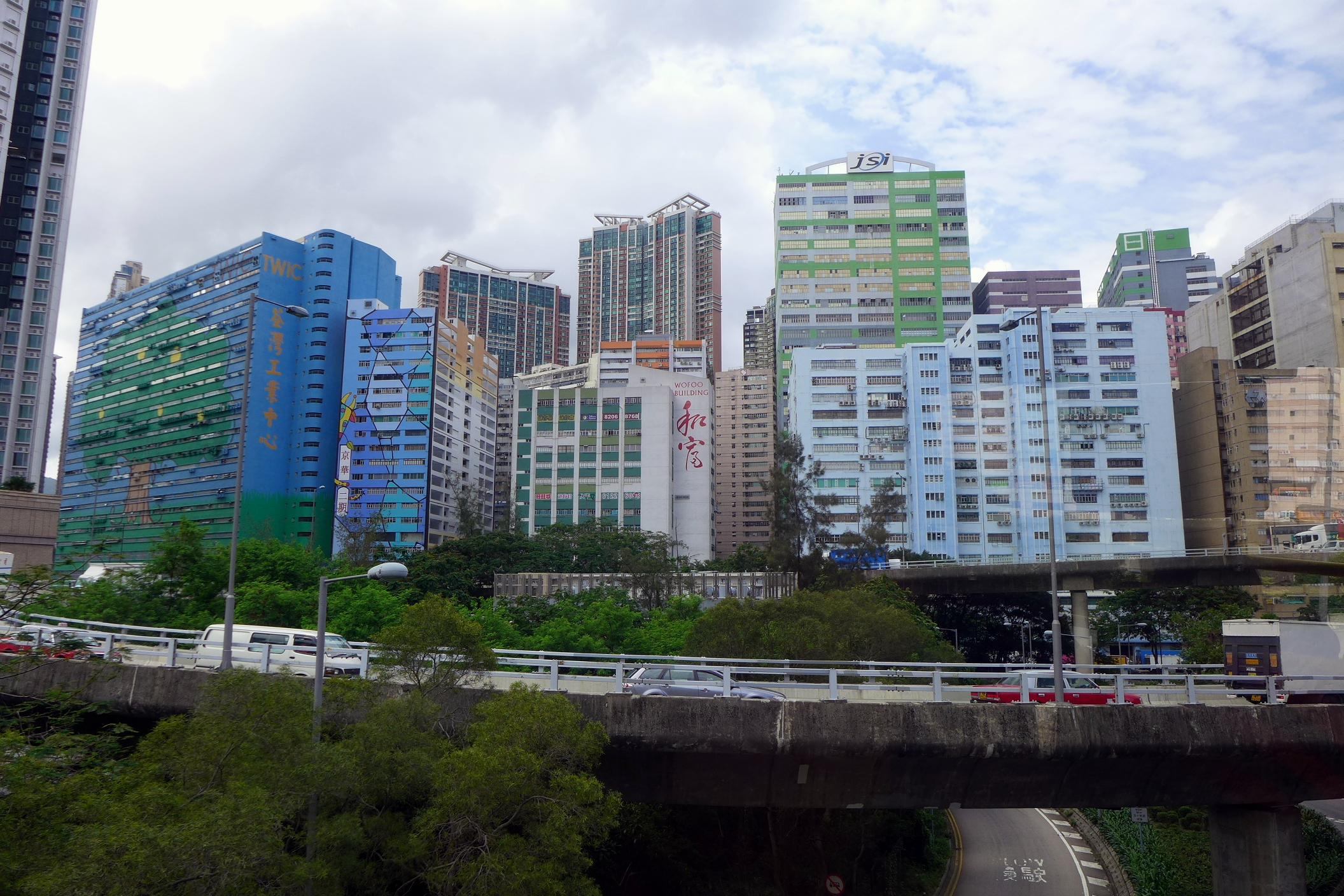
德士古工業區

荃灣工業活動現時主要集中在兩個工業區：「柴灣角工業區」和「德士古工業區」。
柴灣角工業區的範圍，東面至大涌道，西面至荃灣西約的麗城花園，北面至青山公路近愉景新城，南面至海盛路海旁，包括青山公路（荃灣段）中段及沙咀道前段的工廠大廈。20世紀初，在美環街附近的水坑（即曹公潭），已經有磨香粉和染布行業駐足。
1950年代前後紡織業興盛，如南豐紗廠在現時麗城花園至翠豐臺位置開設，紡織工廠集中包括南海紗廠、寶星紗廠、東南紗廠、東亞太平紡織廠、會德豐紗廠等。就1961年荃灣的工人人數共有23,000人，佔當時新界工人總數的7成。當時荃灣媲美英國工業城市曼徹斯特，更有小曼徹斯特（Little Manchester）之稱。在1970年代前荃灣都是香港的工業重鎮，如1962年在全香港共有30間紗廠，荃灣在當中就佔有一半。
紡紗業於1980年代開始步入黃昏，隨著香港製造業式微，這區的工廠大廈紛紛改為商業大廈，有不少不同種類的公司遷入，包括有線電視及香港01。南海紗廠部分廠房就改建成麗城花園。最後之一的中央紗廠於2011年業務北移，並在2014年以十億，將廠房賣予嘉民亞洲發展作數據中心；而南豐紗廠就在2018年改為創意空間The Mills。
德士古工業區的範圍，東面及南面至德士古道，北面至沙咀道及荃榮街，西面至聯仁街及馬頭壩街，包括沙咀道後段、楊屋道、德士古道的工廠大廈。最早在該區發展的是德士古石油公司，在這區建立了油庫，1950年代周邊地區陸續有工業發展，例如太古汽水廠在這裡設有廠房。在1970年代油庫遷出後，原地發展成住宅海濱花園。隨著物流業的發展，基於這帶接近葵涌貨櫃碼頭，這區在近年更加有大量物流公司遷入，形成一個物流區。

## 交通

### 港鐵
- █  屯馬綫：荃灣西站
- █  荃灣綫：荃灣站、大窩口站
- █  東涌綫：欣澳站
- █  迪士尼綫：欣澳站、迪士尼站

### 道路
幹線道路
- 3號幹線：汀九橋、大欖隧道
- 5號幹線：荃灣路
- 8號幹線：青馬大橋、馬灣高架道路、汲水門大橋、北大嶼山公路
- 9號幹線：屯門公路、象鼻山路、城門隧道

| 市區道路 - 青荃橋 - 德士古道 - 大河道 - 和宜合道 - 沙咀道 - 楊屋道 - 西樓角路 - 海安路 - 大涌道 - 青山公路 (荃灣至青龍頭段) - 青荃路 - 竹篙灣公路 - 神奇道 - 幻想道 | 郊區道路 - 荃錦公路 |

### 行人系統
- 荃灣行人天橋網絡

### 巴士
巴士
愉景灣巴士
- DB03R

專線小巴
公共小巴
- 來往石梨貝、象山／石圍角、青山道、元朗／屯門、旺角／佐敦、觀塘、油塘／鯉魚門、紅磡／土瓜灣、慈雲山、黃大仙／鑽石山、坪石／新蒲崗、何文田、灣仔、西環／上環、銅鑼灣等地

### 渡輪
渡海小輪
- 荃灣碼頭 ⇄ 馬灣東灣（珀麗灣渡輪）
- 馬灣東灣 ⇄ 中環天星碼頭（珀麗灣渡輪）

## 屏風樓爭議及未來發展

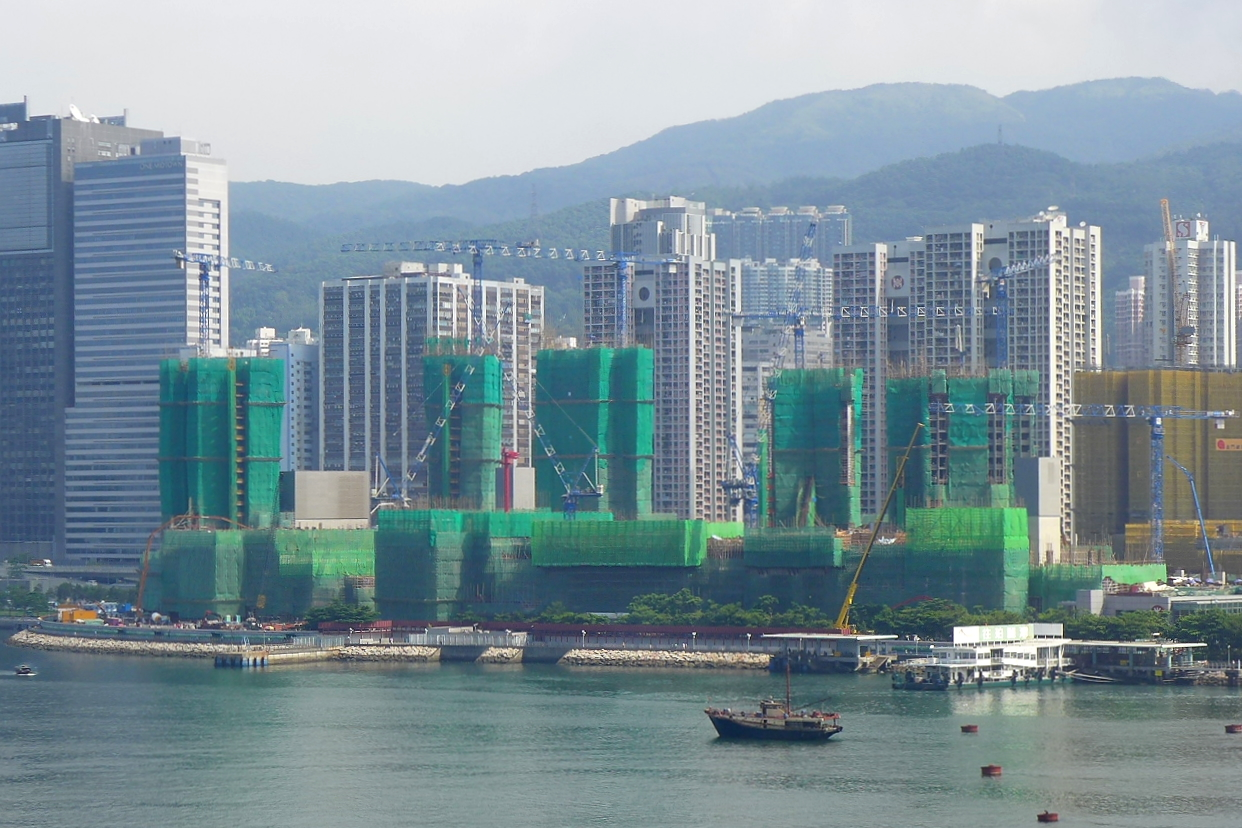
荃灣西站上蓋物業發展項目未興建前已被地區人士批評會形成屏風樓效應。不過政府最終沒有理會區議會以至地區人士反對聲音，如期讓項目的代理人港鐵為物業發展項目進行招標工作

荃灣西站上蓋物業發展項目鄰近海邊，但項目自2008年起被地區人士批評會形成屏風樓效應。發展局局長林鄭月娥書面回應表示該項目的代理人港鐵已委託獨立顧問公司評估，結果顯示，在空氣流通及景觀通透度方面均有改善；在善用土地滿足房屋需求和把項目盡早發展的大前提下，已無空間作進一步的修訂。
不過荃灣區議會曾經「先行先試」，於2011年自資拜托香港科技大學，為整個荃灣區將來樓宇開展停止風洞測試研討。經過數據證明，發現荃灣西站上蓋物業發展項目將會令荃灣空氣質素更為惡化，並嚴重影響荃灣社區的景觀。但政府最終沒有理會區議會以至地區人士反對聲音，如期讓項目的代理人港鐵為物業發展項目進行招標工作。
該四個項目（環宇海灣、柏傲灣、海之戀及全·城滙）分別於2015年至2019年期間落成後，形成一列屏風樓，對區內的光線及規劃佈局造成破壞。
因應多項維港兩岸的大型基建工程陸續完成，《預算案》建議推動優化海濱項目，預留60億元發展新的海濱長廊及休憩空間，以改善海濱設施。據悉，是次優化海濱的重點項目包括6個港島海濱、2個啟德海濱及荃灣海濱空間。
另外，城市規劃委員會於2021年2月26日宣布修訂荃灣分區計劃大綱核准圖，修訂項目主要涉及改劃數幅用地作房屋發展，包括把兩幅位於油柑頭村附近及寶豐台的「綠化地帶」用地分別改劃為「住宅（乙類）6」及「住宅（乙類）7」地帶；把象山邨附近的用地主要由「住宅（甲類）」地帶改劃為「住宅（甲類）20」地帶；以及把一幅位於國瑞路以南的用地由「政府、機構或社區」地帶改劃為「住宅（甲類）21」地帶，修訂項目亦包括改劃一幅位於顯達路已獲城規會轄下的都會規劃小組委員會按第12A條核准改劃建議作房屋發展的用地，以及改劃六幅「綜合發展區」用地以反映現有用途。

## 外部連結
- 荃灣區議會
- 荃灣區分界圖 （页面存档备份，存于）
- 荃灣鄉事委員會
- 荃灣新市鎮
- 香港公共圖書館荃灣區館藏
- 香港周圍遊 - 從奄列涼果看荃灣 HK.ULifestyle.com.hk